# Kris Allen
Kristopher Neil Allen (n. 21 de junio de 1985) es un cantante y compositor estadounidense de Conway, Arkansas, principalmente reconocido por ser el ganador de la octava temporada del reality show de televisión American Idol. Antes de participar en Idol, lanzó un álbum en 2007 titulado Brand New Shoes.

## Primeros años
Kris Allen nació en Jacksonville, Arkansas, hijo de Kimberly y Neil Allen. Tiene un hermano menor llamado Daniel, quien es estudiante y entrenador de porristas en la Universidad de Central Arkansas. Allen asistió a la Escuela Primaria Murrell Taylor, a la Escuela Secundaria Fuller Middle y a la Escuela Universitaria Mills, en donde formó parte de la orquesta escolar tocando la viola y obteniendo, más tarde, un puesto en la orquesta de la ciudad.
Además de la viola, Allen impartía clases de guitarra a los trece años de edad, y también sabe tocar el piano y el ukulele. En 2007, produjo un álbum titulado Brand New Shoes con sus compañeros de la universidad y con sus amigos Michael Holmes (en la batería) y Chase Erwin (bajo). Las canciones del álbum comenzaron a distribuirse por todo el país durante su participación en Idol.
Allen es un cristiano devoto. Ha realizado labores como misionero alrededor del mundo, incluyendo lugares como Burma, Marruecos, Mozambique, Sudáfrica, España y Tailandia.
El 26 de septiembre de 2008, se casó con su novia Katy O'Connell Allen.

## American Idol
Allen audicionó para la octava temporada de American Idol en Louisville, Kentucky con su hermano Daniel, quien no logró pasar a la ronda de Hollywood. Interpretó "I Want You Back", de Jackson 5, durante la semana de Hollywood como parte de un grupo llamado White Chocolate, el cual incluyó a Matt Giraud, su compañero de cuarto y uno de los finalistas del programa. En la mansión de Idol, Allen compartió la habitación con el participante Adam Lambert. Según el artículo publicado por Us Weekly sobre el Top 13, Allen declaró, en relación con Lambert, "ambos somos geniales".
Allen pasó a ser uno de los finalistas, junto con Lambert y Allison Iraheta el 26 de febrero de 2009. Recibió muchos elogios a lo largo de la competencia por sus interpretaciones de canciones de música pop actuales en un estilo folk, y por sus acompañamientos con instrumentos variados, incluyendo la guitarra acústica, la guitarra eléctrica, el teclado, y el piano. Randy Jackson lo ha comparado con Jason Mraz. Su interpretación de "To Make You Feel My Love" como parte del Top 11 le valió varios elogios del jurado, y Simon Cowell le dijo "Estoy comenzando a pensar que tienes grandes chances de que te vaya bien en esta competencia". En el Top 9, realizó un arreglo de "Ain't No Sunshine" en teclado, con pocos músicos en el escenario, y nuevamente fue elogiado por los jueces. Cowell le dijo que había sido la mejor actuación de la noche. En la primera noche del Top 7, eligió cantar la canción ganadora de un premio Óscar, la cual es la banda sonora de la película Once. Mientras que Jackson la describió como "pitchy desde la primera nota", Kara DioGuardi le dijo que había sido uno de sus mejores momentos. Debido al escaso margen de tiempo, Paula Abdul y Cowell no realizaron comentarios. Sin embargo, al día siguiente, le dijeron "Kris, estuviste brillante". En la segunda noche del Top 7, Allen volvió a acompañarse con su guitarra por cuarta vez y realizó una versión acústica y original de "She Works Hard for the Money", completada con bongós y una banda en vivo. Esto le trajo elogios de todos los miembros del jurado, y Abdul le dijo "No hay muchos hombres que se atrevan a comprar en departamento de ropa femenina. Tú compraste y encontraste el equilibrio perfecto". Para su segunda actuación del Top 3, Allen impresionó al jurado con un arreglo acústico de "Heartless", de Kanye West, llevando a Jackson a declarar que le gustaba más que el original y que la versión de The Fray. Simon Cowell estuvo de acuerdo y agregó "Pensaba que estabas fuera de la competencia, pero cambié de opinión tras esta actuación".
El ganador de la séptima temporada de American Idol, David Cook, declaró que Adam Lambert y Kris Allen siempre fueron sus favoritos de la octava temporada. La actriz y cantante de música country Reba McEntire comparte la misma opinión.
Luego de ser elegido entre los tres finalistas, Kris Allen regresó a su hogar en Arkansas para filmar el material que sería presentado durante los dos programas siguientes de American Idol. Kris fue recibido por una multitud de más de veinte mil personas. Allen realizó conciertos en Little Rock y en Conway, interpretando las canciones más populares durante la competencia, incluyendo "Man in the Mirror", "Ain't No Sunshine", "Falling Slowly", y "She Works Hard for the Money" al aire libre; además cantó "Come Together" en el estudio local de Fox News. En todas sus canciones se acompañó con su guitarra.
El 20 de mayo de 2009, Allen ganó el certamen de la octava temporada de American Idol  mediante un polémico sistema de voto telefónico gratuito AT&T que usó el estado de Arkansas consiguiendo 38 millones de votos el 38% de los 100 millones de votos totales de Estados Unidos, un estado de una población de tan solo 2,8 millones de habitantes, convirtiéndose así en el primer participante casado y cristiano que gana la competencia. Durante la final, interpretó con el artista de música country Keith Urban uno de los sencillos de Urban, "Kiss a Girl". También realizó una versión de "We Are the Champions" de Queen en un dueto con su contrincante, Adam Lambert del cual, Kris Allen dijo que merecía la corona de American idol 2009  ya que fue el favorito del público, los jueces y los críticos musicales y prensa durante todo el concurso.
Su primer sencillo será "No Boundaries".

### Actuaciones y resultados
| Semana #           | Semana #           | Semana #           | Semana #           | Semana #           | Semana #           | Semana #           | Semana #           | Semana #           | Semana #           | Semana #           | Semana #           | Semana #           | Semana #           | Semana #           | Semana #           | Semana #           | Semana #           | Semana #           | Semana #           | Semana #           | Semana #           | Semana #           | Semana #           | Semana #           | Semana #           | Semana #           | Semana #           | Semana #           | Semana #           | Semana #           | Semana #           | Semana #           | Semana #           | Semana #           | Semana #           | Semana #           | Semana #           | Semana #           | Semana #           | Semana #           | Semana #           | Semana #           | Semana #           | Semana #           | Semana #           | Semana #           | Semana #           | Semana #           | Semana #           | Semana #           | Semana #           | Semana #           | Semana #           | Semana #           | Semana #           | Semana #           | Semana #           | Semana #           | Semana #           | Semana #           | Semana #           | Semana #           | Semana #           | Semana #           | Semana #           | Semana #           | Semana #           | Semana #           | Semana #           | Semana #           | Semana #           | Semana #           | Semana #           | Semana #           | Semana #           | Semana #           | Semana #           | Semana #           | Semana #           | Semana #           | Semana #           | Semana #           | Semana #           | Semana #           | Semana #           | Semana #           | Semana #           | Semana #           | Semana #           | Semana #           | Semana #           | Semana #           | Semana #           | Semana #           | Semana #           | Semana #           | Semana #           | Semana #           | Semana #           | Canción                                                                        | Canción                                                                        | Canción                                                                        | Canción                                                                        | Canción                                                                        | Canción                                                                        | Canción                                                                        | Canción                                                                        | Canción                                                                        | Canción                                                                        | Canción                                                                        | Canción                                                                        | Canción                                                                        | Canción                                                                        | Canción                                                                        | Canción                                                                        | Canción                                                                        | Canción                                                                        | Canción                                                                        | Canción                                                                        | Canción                                                                        | Canción                                                                        | Canción                                                                        | Canción                                                                        | Canción                                                                        | Canción                                                                        | Canción                                                                        | Canción                                                                        | Canción                                                                        | Canción                                                                        | Canción                                                                        | Canción                                                                        | Canción                                                                        | Canción                                                                        | Canción                                                                        | Canción                                                                        | Canción                                                                        | Canción                                                                        | Canción                                                                        | Canción                                                                        | Canción                                                                        | Canción                                                                        | Canción                                                                        | Canción                                                                        | Canción                                                                        | Canción                                                                        | Canción                                                                        | Canción                                                                        | Canción                                                                        | Canción                                                                        | Canción                                                                        | Canción                                                                        | Canción                                                                        | Canción                                                                        | Canción                                                                        | Canción                                                                        | Canción                                                                        | Canción                                                                        | Canción                                                                        | Canción                                                                        | Canción                                                                        | Canción                                                                        | Canción                                                                        | Canción                                                                        | Canción                                                                        | Canción                                                                        | Canción                                                                        | Canción                                                                        | Canción                                                                        | Canción                                                                        | Canción                                                                        | Canción                                                                        | Canción                                                                        | Canción                                                                        | Canción                                                                        | Canción                                                                        | Canción                                                                        | Canción                                                                        | Canción                                                                        | Canción                                                                        | Canción                                                                        | Canción                                                                        | Canción                                                                        | Canción                                                                        | Canción                                                                        | Canción                                                                        | Canción                                                                        | Canción                                                                        | Canción                                                                        | Canción                                                                        | Canción                                                                        | Canción                                                                        | Canción                                                                        | Canción                                                                        | Canción                                                                        | Canción                                                                        | Canción                                                                        | Canción                                                                        | Canción                                                                        | Canción                                                                        | Elección de la canción                               | Elección de la canción                               | Elección de la canción                               | Elección de la canción                               | Elección de la canción                               | Elección de la canción                               | Elección de la canción                               | Elección de la canción                               | Elección de la canción                               | Elección de la canción                               | Elección de la canción                               | Elección de la canción                               | Elección de la canción                               | Elección de la canción                               | Elección de la canción                               | Elección de la canción                               | Elección de la canción                               | Elección de la canción                               | Elección de la canción                               | Elección de la canción                               | Elección de la canción                               | Elección de la canción                               | Elección de la canción                               | Elección de la canción                               | Elección de la canción                               | Elección de la canción                               | Elección de la canción                               | Elección de la canción                               | Elección de la canción                               | Elección de la canción                               | Elección de la canción                               | Elección de la canción                               | Elección de la canción                               | Elección de la canción                               | Elección de la canción                               | Elección de la canción                               | Elección de la canción                               | Elección de la canción                               | Elección de la canción                               | Elección de la canción                               | Elección de la canción                               | Elección de la canción                               | Elección de la canción                               | Elección de la canción                               | Elección de la canción                               | Elección de la canción                               | Elección de la canción                               | Elección de la canción                               | Elección de la canción                               | Elección de la canción                               | Elección de la canción                               | Elección de la canción                               | Elección de la canción                               | Elección de la canción                               | Elección de la canción                               | Elección de la canción                               | Elección de la canción                               | Elección de la canción                               | Elección de la canción                               | Elección de la canción                               | Elección de la canción                               | Elección de la canción                               | Elección de la canción                               | Elección de la canción                               | Elección de la canción                               | Elección de la canción                               | Elección de la canción                               | Elección de la canción                               | Elección de la canción                               | Elección de la canción                               | Elección de la canción                               | Elección de la canción                               | Elección de la canción                               | Elección de la canción                               | Elección de la canción                               | Elección de la canción                               | Elección de la canción                               | Elección de la canción                               | Elección de la canción                               | Elección de la canción                               | Elección de la canción                               | Elección de la canción                               | Elección de la canción                               | Elección de la canción                               | Elección de la canción                               | Elección de la canción                               | Elección de la canción                               | Elección de la canción                               | Elección de la canción                               | Elección de la canción                               | Elección de la canción                               | Elección de la canción                               | Elección de la canción                               | Elección de la canción                               | Elección de la canción                               | Elección de la canción                               | Elección de la canción                               | Elección de la canción                               | Elección de la canción                               | Elección de la canción                               | Artista original                                   | Artista original                                   | Artista original                                   | Artista original                                   | Artista original                                   | Artista original                                   | Artista original                                   | Artista original                                   | Artista original                                   | Artista original                                   | Artista original                                   | Artista original                                   | Artista original                                   | Artista original                                   | Artista original                                   | Artista original                                   | Artista original                                   | Artista original                                   | Artista original                                   | Artista original                                   | Artista original                                   | Artista original                                   | Artista original                                   | Artista original                                   | Artista original                                   | Artista original                                   | Artista original                                   | Artista original                                   | Artista original                                   | Artista original                                   | Artista original                                   | Artista original                                   | Artista original                                   | Artista original                                   | Artista original                                   | Artista original                                   | Artista original                                   | Artista original                                   | Artista original                                   | Artista original                                   | Artista original                                   | Artista original                                   | Artista original                                   | Artista original                                   | Artista original                                   | Artista original                                   | Artista original                                   | Artista original                                   | Artista original                                   | Artista original                                   | Artista original                                   | Artista original                                   | Artista original                                   | Artista original                                   | Artista original                                   | Artista original                                   | Artista original                                   | Artista original                                   | Artista original                                   | Artista original                                   | Artista original                                   | Artista original                                   | Artista original                                   | Artista original                                   | Artista original                                   | Artista original                                   | Artista original                                   | Artista original                                   | Artista original                                   | Artista original                                   | Artista original                                   | Artista original                                   | Artista original                                   | Artista original                                   | Artista original                                   | Artista original                                   | Artista original                                   | Artista original                                   | Artista original                                   | Artista original                                   | Artista original                                   | Artista original                                   | Artista original                                   | Artista original                                   | Artista original                                   | Artista original                                   | Artista original                                   | Artista original                                   | Artista original                                   | Artista original                                   | Artista original                                   | Artista original                                   | Artista original                                   | Artista original                                   | Artista original                                   | Artista original                                   | Artista original                                   | Artista original                                   | Artista original                                   | Artista original                                   | Orden # | Orden # | Orden # | Orden # | Orden # | Orden # | Orden # | Orden # | Orden # | Orden # | Orden # | Orden # | Orden # | Orden # | Orden # | Orden # | Orden # | Orden # | Orden # | Orden # | Orden # | Orden # | Orden # | Orden # | Orden # | Orden # | Orden # | Orden # | Orden # | Orden # | Orden # | Orden # | Orden # | Orden # | Orden # | Orden # | Orden # | Orden # | Orden # | Orden # | Orden # | Orden # | Orden # | Orden # | Orden # | Orden # | Orden # | Orden # | Orden # | Orden # | Orden # | Orden # | Orden # | Orden # | Orden # | Orden # | Orden # | Orden # | Orden # | Orden # | Orden # | Orden # | Orden # | Orden # | Orden # | Orden # | Orden # | Orden # | Orden # | Orden # | Orden # | Orden # | Orden # | Orden # | Orden # | Orden # | Orden # | Orden # | Orden # | Orden # | Orden # | Orden # | Orden # | Orden # | Orden # | Orden # | Orden # | Orden # | Orden # | Orden # | Orden # | Orden # | Orden # | Orden # | Orden # | Orden # | Orden # | Orden # | Orden # | Orden # | Resultado                 | Resultado                 | Resultado                 | Resultado                 | Resultado                 | Resultado                 | Resultado                 | Resultado                 | Resultado                 | Resultado                 | Resultado                 | Resultado                 | Resultado                 | Resultado                 | Resultado                 | Resultado                 | Resultado                 | Resultado                 | Resultado                 | Resultado                 | Resultado                 | Resultado                 | Resultado                 | Resultado                 | Resultado                 | Resultado                 | Resultado                 | Resultado                 | Resultado                 | Resultado                 | Resultado                 | Resultado                 | Resultado                 | Resultado                 | Resultado                 | Resultado                 | Resultado                 | Resultado                 | Resultado                 | Resultado                 | Resultado                 | Resultado                 | Resultado                 | Resultado                 | Resultado                 | Resultado                 | Resultado                 | Resultado                 | Resultado                 | Resultado                 | Resultado                 | Resultado                 | Resultado                 | Resultado                 | Resultado                 | Resultado                 | Resultado                 | Resultado                 | Resultado                 | Resultado                 | Resultado                 | Resultado                 | Resultado                 | Resultado                 | Resultado                 | Resultado                 | Resultado                 | Resultado                 | Resultado                 | Resultado                 | Resultado                 | Resultado                 | Resultado                 | Resultado                 | Resultado                 | Resultado                 | Resultado                 | Resultado                 | Resultado                 | Resultado                 | Resultado                 | Resultado                 | Resultado                 | Resultado                 | Resultado                 | Resultado                 | Resultado                 | Resultado                 | Resultado                 | Resultado                 | Resultado                 | Resultado                 | Resultado                 | Resultado                 | Resultado                 | Resultado                 | Resultado                 | Resultado                 | Resultado                 | Resultado                 |
| Audición           | Audición           | Audición           | Audición           | Audición           | Audición           | Audición           | Audición           | Audición           | Audición           | Audición           | Audición           | Audición           | Audición           | Audición           | Audición           | Audición           | Audición           | Audición           | Audición           | Audición           | Audición           | Audición           | Audición           | Audición           | Audición           | Audición           | Audición           | Audición           | Audición           | Audición           | Audición           | Audición           | Audición           | Audición           | Audición           | Audición           | Audición           | Audición           | Audición           | Audición           | Audición           | Audición           | Audición           | Audición           | Audición           | Audición           | Audición           | Audición           | Audición           | Audición           | Audición           | Audición           | Audición           | Audición           | Audición           | Audición           | Audición           | Audición           | Audición           | Audición           | Audición           | Audición           | Audición           | Audición           | Audición           | Audición           | Audición           | Audición           | Audición           | Audición           | Audición           | Audición           | Audición           | Audición           | Audición           | Audición           | Audición           | Audición           | Audición           | Audición           | Audición           | Audición           | Audición           | Audición           | Audición           | Audición           | Audición           | Audición           | Audición           | Audición           | Audición           | Audición           | Audición           | Audición           | Audición           | Audición           | Audición           | Audición           | Audición           | Elección del participante                                                      | Elección del participante                                                      | Elección del participante                                                      | Elección del participante                                                      | Elección del participante                                                      | Elección del participante                                                      | Elección del participante                                                      | Elección del participante                                                      | Elección del participante                                                      | Elección del participante                                                      | Elección del participante                                                      | Elección del participante                                                      | Elección del participante                                                      | Elección del participante                                                      | Elección del participante                                                      | Elección del participante                                                      | Elección del participante                                                      | Elección del participante                                                      | Elección del participante                                                      | Elección del participante                                                      | Elección del participante                                                      | Elección del participante                                                      | Elección del participante                                                      | Elección del participante                                                      | Elección del participante                                                      | Elección del participante                                                      | Elección del participante                                                      | Elección del participante                                                      | Elección del participante                                                      | Elección del participante                                                      | Elección del participante                                                      | Elección del participante                                                      | Elección del participante                                                      | Elección del participante                                                      | Elección del participante                                                      | Elección del participante                                                      | Elección del participante                                                      | Elección del participante                                                      | Elección del participante                                                      | Elección del participante                                                      | Elección del participante                                                      | Elección del participante                                                      | Elección del participante                                                      | Elección del participante                                                      | Elección del participante                                                      | Elección del participante                                                      | Elección del participante                                                      | Elección del participante                                                      | Elección del participante                                                      | Elección del participante                                                      | Elección del participante                                                      | Elección del participante                                                      | Elección del participante                                                      | Elección del participante                                                      | Elección del participante                                                      | Elección del participante                                                      | Elección del participante                                                      | Elección del participante                                                      | Elección del participante                                                      | Elección del participante                                                      | Elección del participante                                                      | Elección del participante                                                      | Elección del participante                                                      | Elección del participante                                                      | Elección del participante                                                      | Elección del participante                                                      | Elección del participante                                                      | Elección del participante                                                      | Elección del participante                                                      | Elección del participante                                                      | Elección del participante                                                      | Elección del participante                                                      | Elección del participante                                                      | Elección del participante                                                      | Elección del participante                                                      | Elección del participante                                                      | Elección del participante                                                      | Elección del participante                                                      | Elección del participante                                                      | Elección del participante                                                      | Elección del participante                                                      | Elección del participante                                                      | Elección del participante                                                      | Elección del participante                                                      | Elección del participante                                                      | Elección del participante                                                      | Elección del participante                                                      | Elección del participante                                                      | Elección del participante                                                      | Elección del participante                                                      | Elección del participante                                                      | Elección del participante                                                      | Elección del participante                                                      | Elección del participante                                                      | Elección del participante                                                      | Elección del participante                                                      | Elección del participante                                                      | Elección del participante                                                      | Elección del participante                                                      | Elección del participante                                                      | "A Song for You"                                     | "A Song for You"                                     | "A Song for You"                                     | "A Song for You"                                     | "A Song for You"                                     | "A Song for You"                                     | "A Song for You"                                     | "A Song for You"                                     | "A Song for You"                                     | "A Song for You"                                     | "A Song for You"                                     | "A Song for You"                                     | "A Song for You"                                     | "A Song for You"                                     | "A Song for You"                                     | "A Song for You"                                     | "A Song for You"                                     | "A Song for You"                                     | "A Song for You"                                     | "A Song for You"                                     | "A Song for You"                                     | "A Song for You"                                     | "A Song for You"                                     | "A Song for You"                                     | "A Song for You"                                     | "A Song for You"                                     | "A Song for You"                                     | "A Song for You"                                     | "A Song for You"                                     | "A Song for You"                                     | "A Song for You"                                     | "A Song for You"                                     | "A Song for You"                                     | "A Song for You"                                     | "A Song for You"                                     | "A Song for You"                                     | "A Song for You"                                     | "A Song for You"                                     | "A Song for You"                                     | "A Song for You"                                     | "A Song for You"                                     | "A Song for You"                                     | "A Song for You"                                     | "A Song for You"                                     | "A Song for You"                                     | "A Song for You"                                     | "A Song for You"                                     | "A Song for You"                                     | "A Song for You"                                     | "A Song for You"                                     | "A Song for You"                                     | "A Song for You"                                     | "A Song for You"                                     | "A Song for You"                                     | "A Song for You"                                     | "A Song for You"                                     | "A Song for You"                                     | "A Song for You"                                     | "A Song for You"                                     | "A Song for You"                                     | "A Song for You"                                     | "A Song for You"                                     | "A Song for You"                                     | "A Song for You"                                     | "A Song for You"                                     | "A Song for You"                                     | "A Song for You"                                     | "A Song for You"                                     | "A Song for You"                                     | "A Song for You"                                     | "A Song for You"                                     | "A Song for You"                                     | "A Song for You"                                     | "A Song for You"                                     | "A Song for You"                                     | "A Song for You"                                     | "A Song for You"                                     | "A Song for You"                                     | "A Song for You"                                     | "A Song for You"                                     | "A Song for You"                                     | "A Song for You"                                     | "A Song for You"                                     | "A Song for You"                                     | "A Song for You"                                     | "A Song for You"                                     | "A Song for You"                                     | "A Song for You"                                     | "A Song for You"                                     | "A Song for You"                                     | "A Song for You"                                     | "A Song for You"                                     | "A Song for You"                                     | "A Song for You"                                     | "A Song for You"                                     | "A Song for You"                                     | "A Song for You"                                     | "A Song for You"                                     | "A Song for You"                                     | "A Song for You"                                     | Leon Russell                                       | Leon Russell                                       | Leon Russell                                       | Leon Russell                                       | Leon Russell                                       | Leon Russell                                       | Leon Russell                                       | Leon Russell                                       | Leon Russell                                       | Leon Russell                                       | Leon Russell                                       | Leon Russell                                       | Leon Russell                                       | Leon Russell                                       | Leon Russell                                       | Leon Russell                                       | Leon Russell                                       | Leon Russell                                       | Leon Russell                                       | Leon Russell                                       | Leon Russell                                       | Leon Russell                                       | Leon Russell                                       | Leon Russell                                       | Leon Russell                                       | Leon Russell                                       | Leon Russell                                       | Leon Russell                                       | Leon Russell                                       | Leon Russell                                       | Leon Russell                                       | Leon Russell                                       | Leon Russell                                       | Leon Russell                                       | Leon Russell                                       | Leon Russell                                       | Leon Russell                                       | Leon Russell                                       | Leon Russell                                       | Leon Russell                                       | Leon Russell                                       | Leon Russell                                       | Leon Russell                                       | Leon Russell                                       | Leon Russell                                       | Leon Russell                                       | Leon Russell                                       | Leon Russell                                       | Leon Russell                                       | Leon Russell                                       | Leon Russell                                       | Leon Russell                                       | Leon Russell                                       | Leon Russell                                       | Leon Russell                                       | Leon Russell                                       | Leon Russell                                       | Leon Russell                                       | Leon Russell                                       | Leon Russell                                       | Leon Russell                                       | Leon Russell                                       | Leon Russell                                       | Leon Russell                                       | Leon Russell                                       | Leon Russell                                       | Leon Russell                                       | Leon Russell                                       | Leon Russell                                       | Leon Russell                                       | Leon Russell                                       | Leon Russell                                       | Leon Russell                                       | Leon Russell                                       | Leon Russell                                       | Leon Russell                                       | Leon Russell                                       | Leon Russell                                       | Leon Russell                                       | Leon Russell                                       | Leon Russell                                       | Leon Russell                                       | Leon Russell                                       | Leon Russell                                       | Leon Russell                                       | Leon Russell                                       | Leon Russell                                       | Leon Russell                                       | Leon Russell                                       | Leon Russell                                       | Leon Russell                                       | Leon Russell                                       | Leon Russell                                       | Leon Russell                                       | Leon Russell                                       | Leon Russell                                       | Leon Russell                                       | Leon Russell                                       | Leon Russell                                       | Leon Russell                                       | N/A     | N/A     | N/A     | N/A     | N/A     | N/A     | N/A     | N/A     | N/A     | N/A     | N/A     | N/A     | N/A     | N/A     | N/A     | N/A     | N/A     | N/A     | N/A     | N/A     | N/A     | N/A     | N/A     | N/A     | N/A     | N/A     | N/A     | N/A     | N/A     | N/A     | N/A     | N/A     | N/A     | N/A     | N/A     | N/A     | N/A     | N/A     | N/A     | N/A     | N/A     | N/A     | N/A     | N/A     | N/A     | N/A     | N/A     | N/A     | N/A     | N/A     | N/A     | N/A     | N/A     | N/A     | N/A     | N/A     | N/A     | N/A     | N/A     | N/A     | N/A     | N/A     | N/A     | N/A     | N/A     | N/A     | N/A     | N/A     | N/A     | N/A     | N/A     | N/A     | N/A     | N/A     | N/A     | N/A     | N/A     | N/A     | N/A     | N/A     | N/A     | N/A     | N/A     | N/A     | N/A     | N/A     | N/A     | N/A     | N/A     | N/A     | N/A     | N/A     | N/A     | N/A     | N/A     | N/A     | N/A     | N/A     | N/A     | N/A     | Pasa a la siguiente ronda | Pasa a la siguiente ronda | Pasa a la siguiente ronda | Pasa a la siguiente ronda | Pasa a la siguiente ronda | Pasa a la siguiente ronda | Pasa a la siguiente ronda | Pasa a la siguiente ronda | Pasa a la siguiente ronda | Pasa a la siguiente ronda | Pasa a la siguiente ronda | Pasa a la siguiente ronda | Pasa a la siguiente ronda | Pasa a la siguiente ronda | Pasa a la siguiente ronda | Pasa a la siguiente ronda | Pasa a la siguiente ronda | Pasa a la siguiente ronda | Pasa a la siguiente ronda | Pasa a la siguiente ronda | Pasa a la siguiente ronda | Pasa a la siguiente ronda | Pasa a la siguiente ronda | Pasa a la siguiente ronda | Pasa a la siguiente ronda | Pasa a la siguiente ronda | Pasa a la siguiente ronda | Pasa a la siguiente ronda | Pasa a la siguiente ronda | Pasa a la siguiente ronda | Pasa a la siguiente ronda | Pasa a la siguiente ronda | Pasa a la siguiente ronda | Pasa a la siguiente ronda | Pasa a la siguiente ronda | Pasa a la siguiente ronda | Pasa a la siguiente ronda | Pasa a la siguiente ronda | Pasa a la siguiente ronda | Pasa a la siguiente ronda | Pasa a la siguiente ronda | Pasa a la siguiente ronda | Pasa a la siguiente ronda | Pasa a la siguiente ronda | Pasa a la siguiente ronda | Pasa a la siguiente ronda | Pasa a la siguiente ronda | Pasa a la siguiente ronda | Pasa a la siguiente ronda | Pasa a la siguiente ronda | Pasa a la siguiente ronda | Pasa a la siguiente ronda | Pasa a la siguiente ronda | Pasa a la siguiente ronda | Pasa a la siguiente ronda | Pasa a la siguiente ronda | Pasa a la siguiente ronda | Pasa a la siguiente ronda | Pasa a la siguiente ronda | Pasa a la siguiente ronda | Pasa a la siguiente ronda | Pasa a la siguiente ronda | Pasa a la siguiente ronda | Pasa a la siguiente ronda | Pasa a la siguiente ronda | Pasa a la siguiente ronda | Pasa a la siguiente ronda | Pasa a la siguiente ronda | Pasa a la siguiente ronda | Pasa a la siguiente ronda | Pasa a la siguiente ronda | Pasa a la siguiente ronda | Pasa a la siguiente ronda | Pasa a la siguiente ronda | Pasa a la siguiente ronda | Pasa a la siguiente ronda | Pasa a la siguiente ronda | Pasa a la siguiente ronda | Pasa a la siguiente ronda | Pasa a la siguiente ronda | Pasa a la siguiente ronda | Pasa a la siguiente ronda | Pasa a la siguiente ronda | Pasa a la siguiente ronda | Pasa a la siguiente ronda | Pasa a la siguiente ronda | Pasa a la siguiente ronda | Pasa a la siguiente ronda | Pasa a la siguiente ronda | Pasa a la siguiente ronda | Pasa a la siguiente ronda | Pasa a la siguiente ronda | Pasa a la siguiente ronda | Pasa a la siguiente ronda | Pasa a la siguiente ronda | Pasa a la siguiente ronda | Pasa a la siguiente ronda | Pasa a la siguiente ronda | Pasa a la siguiente ronda | Pasa a la siguiente ronda |
| Hollywood          | Hollywood          | Hollywood          | Hollywood          | Hollywood          | Hollywood          | Hollywood          | Hollywood          | Hollywood          | Hollywood          | Hollywood          | Hollywood          | Hollywood          | Hollywood          | Hollywood          | Hollywood          | Hollywood          | Hollywood          | Hollywood          | Hollywood          | Hollywood          | Hollywood          | Hollywood          | Hollywood          | Hollywood          | Hollywood          | Hollywood          | Hollywood          | Hollywood          | Hollywood          | Hollywood          | Hollywood          | Hollywood          | Hollywood          | Hollywood          | Hollywood          | Hollywood          | Hollywood          | Hollywood          | Hollywood          | Hollywood          | Hollywood          | Hollywood          | Hollywood          | Hollywood          | Hollywood          | Hollywood          | Hollywood          | Hollywood          | Hollywood          | Hollywood          | Hollywood          | Hollywood          | Hollywood          | Hollywood          | Hollywood          | Hollywood          | Hollywood          | Hollywood          | Hollywood          | Hollywood          | Hollywood          | Hollywood          | Hollywood          | Hollywood          | Hollywood          | Hollywood          | Hollywood          | Hollywood          | Hollywood          | Hollywood          | Hollywood          | Hollywood          | Hollywood          | Hollywood          | Hollywood          | Hollywood          | Hollywood          | Hollywood          | Hollywood          | Hollywood          | Hollywood          | Hollywood          | Hollywood          | Hollywood          | Hollywood          | Hollywood          | Hollywood          | Hollywood          | Hollywood          | Hollywood          | Hollywood          | Hollywood          | Hollywood          | Hollywood          | Hollywood          | Hollywood          | Hollywood          | Hollywood          | Hollywood          | Primer solo                                                                    | Primer solo                                                                    | Primer solo                                                                    | Primer solo                                                                    | Primer solo                                                                    | Primer solo                                                                    | Primer solo                                                                    | Primer solo                                                                    | Primer solo                                                                    | Primer solo                                                                    | Primer solo                                                                    | Primer solo                                                                    | Primer solo                                                                    | Primer solo                                                                    | Primer solo                                                                    | Primer solo                                                                    | Primer solo                                                                    | Primer solo                                                                    | Primer solo                                                                    | Primer solo                                                                    | Primer solo                                                                    | Primer solo                                                                    | Primer solo                                                                    | Primer solo                                                                    | Primer solo                                                                    | Primer solo                                                                    | Primer solo                                                                    | Primer solo                                                                    | Primer solo                                                                    | Primer solo                                                                    | Primer solo                                                                    | Primer solo                                                                    | Primer solo                                                                    | Primer solo                                                                    | Primer solo                                                                    | Primer solo                                                                    | Primer solo                                                                    | Primer solo                                                                    | Primer solo                                                                    | Primer solo                                                                    | Primer solo                                                                    | Primer solo                                                                    | Primer solo                                                                    | Primer solo                                                                    | Primer solo                                                                    | Primer solo                                                                    | Primer solo                                                                    | Primer solo                                                                    | Primer solo                                                                    | Primer solo                                                                    | Primer solo                                                                    | Primer solo                                                                    | Primer solo                                                                    | Primer solo                                                                    | Primer solo                                                                    | Primer solo                                                                    | Primer solo                                                                    | Primer solo                                                                    | Primer solo                                                                    | Primer solo                                                                    | Primer solo                                                                    | Primer solo                                                                    | Primer solo                                                                    | Primer solo                                                                    | Primer solo                                                                    | Primer solo                                                                    | Primer solo                                                                    | Primer solo                                                                    | Primer solo                                                                    | Primer solo                                                                    | Primer solo                                                                    | Primer solo                                                                    | Primer solo                                                                    | Primer solo                                                                    | Primer solo                                                                    | Primer solo                                                                    | Primer solo                                                                    | Primer solo                                                                    | Primer solo                                                                    | Primer solo                                                                    | Primer solo                                                                    | Primer solo                                                                    | Primer solo                                                                    | Primer solo                                                                    | Primer solo                                                                    | Primer solo                                                                    | Primer solo                                                                    | Primer solo                                                                    | Primer solo                                                                    | Primer solo                                                                    | Primer solo                                                                    | Primer solo                                                                    | Primer solo                                                                    | Primer solo                                                                    | Primer solo                                                                    | Primer solo                                                                    | Primer solo                                                                    | Primer solo                                                                    | Primer solo                                                                    | Primer solo                                                                    | [no emitido]                                         | [no emitido]                                         | [no emitido]                                         | [no emitido]                                         | [no emitido]                                         | [no emitido]                                         | [no emitido]                                         | [no emitido]                                         | [no emitido]                                         | [no emitido]                                         | [no emitido]                                         | [no emitido]                                         | [no emitido]                                         | [no emitido]                                         | [no emitido]                                         | [no emitido]                                         | [no emitido]                                         | [no emitido]                                         | [no emitido]                                         | [no emitido]                                         | [no emitido]                                         | [no emitido]                                         | [no emitido]                                         | [no emitido]                                         | [no emitido]                                         | [no emitido]                                         | [no emitido]                                         | [no emitido]                                         | [no emitido]                                         | [no emitido]                                         | [no emitido]                                         | [no emitido]                                         | [no emitido]                                         | [no emitido]                                         | [no emitido]                                         | [no emitido]                                         | [no emitido]                                         | [no emitido]                                         | [no emitido]                                         | [no emitido]                                         | [no emitido]                                         | [no emitido]                                         | [no emitido]                                         | [no emitido]                                         | [no emitido]                                         | [no emitido]                                         | [no emitido]                                         | [no emitido]                                         | [no emitido]                                         | [no emitido]                                         | [no emitido]                                         | [no emitido]                                         | [no emitido]                                         | [no emitido]                                         | [no emitido]                                         | [no emitido]                                         | [no emitido]                                         | [no emitido]                                         | [no emitido]                                         | [no emitido]                                         | [no emitido]                                         | [no emitido]                                         | [no emitido]                                         | [no emitido]                                         | [no emitido]                                         | [no emitido]                                         | [no emitido]                                         | [no emitido]                                         | [no emitido]                                         | [no emitido]                                         | [no emitido]                                         | [no emitido]                                         | [no emitido]                                         | [no emitido]                                         | [no emitido]                                         | [no emitido]                                         | [no emitido]                                         | [no emitido]                                         | [no emitido]                                         | [no emitido]                                         | [no emitido]                                         | [no emitido]                                         | [no emitido]                                         | [no emitido]                                         | [no emitido]                                         | [no emitido]                                         | [no emitido]                                         | [no emitido]                                         | [no emitido]                                         | [no emitido]                                         | [no emitido]                                         | [no emitido]                                         | [no emitido]                                         | [no emitido]                                         | [no emitido]                                         | [no emitido]                                         | [no emitido]                                         | [no emitido]                                         | [no emitido]                                         | [no emitido]                                         | -                                                  | -                                                  | -                                                  | -                                                  | -                                                  | -                                                  | -                                                  | -                                                  | -                                                  | -                                                  | -                                                  | -                                                  | -                                                  | -                                                  | -                                                  | -                                                  | -                                                  | -                                                  | -                                                  | -                                                  | -                                                  | -                                                  | -                                                  | -                                                  | -                                                  | -                                                  | -                                                  | -                                                  | -                                                  | -                                                  | -                                                  | -                                                  | -                                                  | -                                                  | -                                                  | -                                                  | -                                                  | -                                                  | -                                                  | -                                                  | -                                                  | -                                                  | -                                                  | -                                                  | -                                                  | -                                                  | -                                                  | -                                                  | -                                                  | -                                                  | -                                                  | -                                                  | -                                                  | -                                                  | -                                                  | -                                                  | -                                                  | -                                                  | -                                                  | -                                                  | -                                                  | -                                                  | -                                                  | -                                                  | -                                                  | -                                                  | -                                                  | -                                                  | -                                                  | -                                                  | -                                                  | -                                                  | -                                                  | -                                                  | -                                                  | -                                                  | -                                                  | -                                                  | -                                                  | -                                                  | -                                                  | -                                                  | -                                                  | -                                                  | -                                                  | -                                                  | -                                                  | -                                                  | -                                                  | -                                                  | -                                                  | -                                                  | -                                                  | -                                                  | -                                                  | -                                                  | -                                                  | -                                                  | -                                                  | -                                                  | N/A     | N/A     | N/A     | N/A     | N/A     | N/A     | N/A     | N/A     | N/A     | N/A     | N/A     | N/A     | N/A     | N/A     | N/A     | N/A     | N/A     | N/A     | N/A     | N/A     | N/A     | N/A     | N/A     | N/A     | N/A     | N/A     | N/A     | N/A     | N/A     | N/A     | N/A     | N/A     | N/A     | N/A     | N/A     | N/A     | N/A     | N/A     | N/A     | N/A     | N/A     | N/A     | N/A     | N/A     | N/A     | N/A     | N/A     | N/A     | N/A     | N/A     | N/A     | N/A     | N/A     | N/A     | N/A     | N/A     | N/A     | N/A     | N/A     | N/A     | N/A     | N/A     | N/A     | N/A     | N/A     | N/A     | N/A     | N/A     | N/A     | N/A     | N/A     | N/A     | N/A     | N/A     | N/A     | N/A     | N/A     | N/A     | N/A     | N/A     | N/A     | N/A     | N/A     | N/A     | N/A     | N/A     | N/A     | N/A     | N/A     | N/A     | N/A     | N/A     | N/A     | N/A     | N/A     | N/A     | N/A     | N/A     | N/A     | N/A     | Pasa a la siguiente ronda | Pasa a la siguiente ronda | Pasa a la siguiente ronda | Pasa a la siguiente ronda | Pasa a la siguiente ronda | Pasa a la siguiente ronda | Pasa a la siguiente ronda | Pasa a la siguiente ronda | Pasa a la siguiente ronda | Pasa a la siguiente ronda | Pasa a la siguiente ronda | Pasa a la siguiente ronda | Pasa a la siguiente ronda | Pasa a la siguiente ronda | Pasa a la siguiente ronda | Pasa a la siguiente ronda | Pasa a la siguiente ronda | Pasa a la siguiente ronda | Pasa a la siguiente ronda | Pasa a la siguiente ronda | Pasa a la siguiente ronda | Pasa a la siguiente ronda | Pasa a la siguiente ronda | Pasa a la siguiente ronda | Pasa a la siguiente ronda | Pasa a la siguiente ronda | Pasa a la siguiente ronda | Pasa a la siguiente ronda | Pasa a la siguiente ronda | Pasa a la siguiente ronda | Pasa a la siguiente ronda | Pasa a la siguiente ronda | Pasa a la siguiente ronda | Pasa a la siguiente ronda | Pasa a la siguiente ronda | Pasa a la siguiente ronda | Pasa a la siguiente ronda | Pasa a la siguiente ronda | Pasa a la siguiente ronda | Pasa a la siguiente ronda | Pasa a la siguiente ronda | Pasa a la siguiente ronda | Pasa a la siguiente ronda | Pasa a la siguiente ronda | Pasa a la siguiente ronda | Pasa a la siguiente ronda | Pasa a la siguiente ronda | Pasa a la siguiente ronda | Pasa a la siguiente ronda | Pasa a la siguiente ronda | Pasa a la siguiente ronda | Pasa a la siguiente ronda | Pasa a la siguiente ronda | Pasa a la siguiente ronda | Pasa a la siguiente ronda | Pasa a la siguiente ronda | Pasa a la siguiente ronda | Pasa a la siguiente ronda | Pasa a la siguiente ronda | Pasa a la siguiente ronda | Pasa a la siguiente ronda | Pasa a la siguiente ronda | Pasa a la siguiente ronda | Pasa a la siguiente ronda | Pasa a la siguiente ronda | Pasa a la siguiente ronda | Pasa a la siguiente ronda | Pasa a la siguiente ronda | Pasa a la siguiente ronda | Pasa a la siguiente ronda | Pasa a la siguiente ronda | Pasa a la siguiente ronda | Pasa a la siguiente ronda | Pasa a la siguiente ronda | Pasa a la siguiente ronda | Pasa a la siguiente ronda | Pasa a la siguiente ronda | Pasa a la siguiente ronda | Pasa a la siguiente ronda | Pasa a la siguiente ronda | Pasa a la siguiente ronda | Pasa a la siguiente ronda | Pasa a la siguiente ronda | Pasa a la siguiente ronda | Pasa a la siguiente ronda | Pasa a la siguiente ronda | Pasa a la siguiente ronda | Pasa a la siguiente ronda | Pasa a la siguiente ronda | Pasa a la siguiente ronda | Pasa a la siguiente ronda | Pasa a la siguiente ronda | Pasa a la siguiente ronda | Pasa a la siguiente ronda | Pasa a la siguiente ronda | Pasa a la siguiente ronda | Pasa a la siguiente ronda | Pasa a la siguiente ronda | Pasa a la siguiente ronda | Pasa a la siguiente ronda |
| Hollywood          | Hollywood          | Hollywood          | Hollywood          | Hollywood          | Hollywood          | Hollywood          | Hollywood          | Hollywood          | Hollywood          | Hollywood          | Hollywood          | Hollywood          | Hollywood          | Hollywood          | Hollywood          | Hollywood          | Hollywood          | Hollywood          | Hollywood          | Hollywood          | Hollywood          | Hollywood          | Hollywood          | Hollywood          | Hollywood          | Hollywood          | Hollywood          | Hollywood          | Hollywood          | Hollywood          | Hollywood          | Hollywood          | Hollywood          | Hollywood          | Hollywood          | Hollywood          | Hollywood          | Hollywood          | Hollywood          | Hollywood          | Hollywood          | Hollywood          | Hollywood          | Hollywood          | Hollywood          | Hollywood          | Hollywood          | Hollywood          | Hollywood          | Hollywood          | Hollywood          | Hollywood          | Hollywood          | Hollywood          | Hollywood          | Hollywood          | Hollywood          | Hollywood          | Hollywood          | Hollywood          | Hollywood          | Hollywood          | Hollywood          | Hollywood          | Hollywood          | Hollywood          | Hollywood          | Hollywood          | Hollywood          | Hollywood          | Hollywood          | Hollywood          | Hollywood          | Hollywood          | Hollywood          | Hollywood          | Hollywood          | Hollywood          | Hollywood          | Hollywood          | Hollywood          | Hollywood          | Hollywood          | Hollywood          | Hollywood          | Hollywood          | Hollywood          | Hollywood          | Hollywood          | Hollywood          | Hollywood          | Hollywood          | Hollywood          | Hollywood          | Hollywood          | Hollywood          | Hollywood          | Hollywood          | Hollywood          | Actuación grupal                                                               | Actuación grupal                                                               | Actuación grupal                                                               | Actuación grupal                                                               | Actuación grupal                                                               | Actuación grupal                                                               | Actuación grupal                                                               | Actuación grupal                                                               | Actuación grupal                                                               | Actuación grupal                                                               | Actuación grupal                                                               | Actuación grupal                                                               | Actuación grupal                                                               | Actuación grupal                                                               | Actuación grupal                                                               | Actuación grupal                                                               | Actuación grupal                                                               | Actuación grupal                                                               | Actuación grupal                                                               | Actuación grupal                                                               | Actuación grupal                                                               | Actuación grupal                                                               | Actuación grupal                                                               | Actuación grupal                                                               | Actuación grupal                                                               | Actuación grupal                                                               | Actuación grupal                                                               | Actuación grupal                                                               | Actuación grupal                                                               | Actuación grupal                                                               | Actuación grupal                                                               | Actuación grupal                                                               | Actuación grupal                                                               | Actuación grupal                                                               | Actuación grupal                                                               | Actuación grupal                                                               | Actuación grupal                                                               | Actuación grupal                                                               | Actuación grupal                                                               | Actuación grupal                                                               | Actuación grupal                                                               | Actuación grupal                                                               | Actuación grupal                                                               | Actuación grupal                                                               | Actuación grupal                                                               | Actuación grupal                                                               | Actuación grupal                                                               | Actuación grupal                                                               | Actuación grupal                                                               | Actuación grupal                                                               | Actuación grupal                                                               | Actuación grupal                                                               | Actuación grupal                                                               | Actuación grupal                                                               | Actuación grupal                                                               | Actuación grupal                                                               | Actuación grupal                                                               | Actuación grupal                                                               | Actuación grupal                                                               | Actuación grupal                                                               | Actuación grupal                                                               | Actuación grupal                                                               | Actuación grupal                                                               | Actuación grupal                                                               | Actuación grupal                                                               | Actuación grupal                                                               | Actuación grupal                                                               | Actuación grupal                                                               | Actuación grupal                                                               | Actuación grupal                                                               | Actuación grupal                                                               | Actuación grupal                                                               | Actuación grupal                                                               | Actuación grupal                                                               | Actuación grupal                                                               | Actuación grupal                                                               | Actuación grupal                                                               | Actuación grupal                                                               | Actuación grupal                                                               | Actuación grupal                                                               | Actuación grupal                                                               | Actuación grupal                                                               | Actuación grupal                                                               | Actuación grupal                                                               | Actuación grupal                                                               | Actuación grupal                                                               | Actuación grupal                                                               | Actuación grupal                                                               | Actuación grupal                                                               | Actuación grupal                                                               | Actuación grupal                                                               | Actuación grupal                                                               | Actuación grupal                                                               | Actuación grupal                                                               | Actuación grupal                                                               | Actuación grupal                                                               | Actuación grupal                                                               | Actuación grupal                                                               | Actuación grupal                                                               | Actuación grupal                                                               | "I Want You Back"                                    | "I Want You Back"                                    | "I Want You Back"                                    | "I Want You Back"                                    | "I Want You Back"                                    | "I Want You Back"                                    | "I Want You Back"                                    | "I Want You Back"                                    | "I Want You Back"                                    | "I Want You Back"                                    | "I Want You Back"                                    | "I Want You Back"                                    | "I Want You Back"                                    | "I Want You Back"                                    | "I Want You Back"                                    | "I Want You Back"                                    | "I Want You Back"                                    | "I Want You Back"                                    | "I Want You Back"                                    | "I Want You Back"                                    | "I Want You Back"                                    | "I Want You Back"                                    | "I Want You Back"                                    | "I Want You Back"                                    | "I Want You Back"                                    | "I Want You Back"                                    | "I Want You Back"                                    | "I Want You Back"                                    | "I Want You Back"                                    | "I Want You Back"                                    | "I Want You Back"                                    | "I Want You Back"                                    | "I Want You Back"                                    | "I Want You Back"                                    | "I Want You Back"                                    | "I Want You Back"                                    | "I Want You Back"                                    | "I Want You Back"                                    | "I Want You Back"                                    | "I Want You Back"                                    | "I Want You Back"                                    | "I Want You Back"                                    | "I Want You Back"                                    | "I Want You Back"                                    | "I Want You Back"                                    | "I Want You Back"                                    | "I Want You Back"                                    | "I Want You Back"                                    | "I Want You Back"                                    | "I Want You Back"                                    | "I Want You Back"                                    | "I Want You Back"                                    | "I Want You Back"                                    | "I Want You Back"                                    | "I Want You Back"                                    | "I Want You Back"                                    | "I Want You Back"                                    | "I Want You Back"                                    | "I Want You Back"                                    | "I Want You Back"                                    | "I Want You Back"                                    | "I Want You Back"                                    | "I Want You Back"                                    | "I Want You Back"                                    | "I Want You Back"                                    | "I Want You Back"                                    | "I Want You Back"                                    | "I Want You Back"                                    | "I Want You Back"                                    | "I Want You Back"                                    | "I Want You Back"                                    | "I Want You Back"                                    | "I Want You Back"                                    | "I Want You Back"                                    | "I Want You Back"                                    | "I Want You Back"                                    | "I Want You Back"                                    | "I Want You Back"                                    | "I Want You Back"                                    | "I Want You Back"                                    | "I Want You Back"                                    | "I Want You Back"                                    | "I Want You Back"                                    | "I Want You Back"                                    | "I Want You Back"                                    | "I Want You Back"                                    | "I Want You Back"                                    | "I Want You Back"                                    | "I Want You Back"                                    | "I Want You Back"                                    | "I Want You Back"                                    | "I Want You Back"                                    | "I Want You Back"                                    | "I Want You Back"                                    | "I Want You Back"                                    | "I Want You Back"                                    | "I Want You Back"                                    | "I Want You Back"                                    | "I Want You Back"                                    | "I Want You Back"                                    | The Jackson 5                                      | The Jackson 5                                      | The Jackson 5                                      | The Jackson 5                                      | The Jackson 5                                      | The Jackson 5                                      | The Jackson 5                                      | The Jackson 5                                      | The Jackson 5                                      | The Jackson 5                                      | The Jackson 5                                      | The Jackson 5                                      | The Jackson 5                                      | The Jackson 5                                      | The Jackson 5                                      | The Jackson 5                                      | The Jackson 5                                      | The Jackson 5                                      | The Jackson 5                                      | The Jackson 5                                      | The Jackson 5                                      | The Jackson 5                                      | The Jackson 5                                      | The Jackson 5                                      | The Jackson 5                                      | The Jackson 5                                      | The Jackson 5                                      | The Jackson 5                                      | The Jackson 5                                      | The Jackson 5                                      | The Jackson 5                                      | The Jackson 5                                      | The Jackson 5                                      | The Jackson 5                                      | The Jackson 5                                      | The Jackson 5                                      | The Jackson 5                                      | The Jackson 5                                      | The Jackson 5                                      | The Jackson 5                                      | The Jackson 5                                      | The Jackson 5                                      | The Jackson 5                                      | The Jackson 5                                      | The Jackson 5                                      | The Jackson 5                                      | The Jackson 5                                      | The Jackson 5                                      | The Jackson 5                                      | The Jackson 5                                      | The Jackson 5                                      | The Jackson 5                                      | The Jackson 5                                      | The Jackson 5                                      | The Jackson 5                                      | The Jackson 5                                      | The Jackson 5                                      | The Jackson 5                                      | The Jackson 5                                      | The Jackson 5                                      | The Jackson 5                                      | The Jackson 5                                      | The Jackson 5                                      | The Jackson 5                                      | The Jackson 5                                      | The Jackson 5                                      | The Jackson 5                                      | The Jackson 5                                      | The Jackson 5                                      | The Jackson 5                                      | The Jackson 5                                      | The Jackson 5                                      | The Jackson 5                                      | The Jackson 5                                      | The Jackson 5                                      | The Jackson 5                                      | The Jackson 5                                      | The Jackson 5                                      | The Jackson 5                                      | The Jackson 5                                      | The Jackson 5                                      | The Jackson 5                                      | The Jackson 5                                      | The Jackson 5                                      | The Jackson 5                                      | The Jackson 5                                      | The Jackson 5                                      | The Jackson 5                                      | The Jackson 5                                      | The Jackson 5                                      | The Jackson 5                                      | The Jackson 5                                      | The Jackson 5                                      | The Jackson 5                                      | The Jackson 5                                      | The Jackson 5                                      | The Jackson 5                                      | The Jackson 5                                      | The Jackson 5                                      | The Jackson 5                                      | N/A     | N/A     | N/A     | N/A     | N/A     | N/A     | N/A     | N/A     | N/A     | N/A     | N/A     | N/A     | N/A     | N/A     | N/A     | N/A     | N/A     | N/A     | N/A     | N/A     | N/A     | N/A     | N/A     | N/A     | N/A     | N/A     | N/A     | N/A     | N/A     | N/A     | N/A     | N/A     | N/A     | N/A     | N/A     | N/A     | N/A     | N/A     | N/A     | N/A     | N/A     | N/A     | N/A     | N/A     | N/A     | N/A     | N/A     | N/A     | N/A     | N/A     | N/A     | N/A     | N/A     | N/A     | N/A     | N/A     | N/A     | N/A     | N/A     | N/A     | N/A     | N/A     | N/A     | N/A     | N/A     | N/A     | N/A     | N/A     | N/A     | N/A     | N/A     | N/A     | N/A     | N/A     | N/A     | N/A     | N/A     | N/A     | N/A     | N/A     | N/A     | N/A     | N/A     | N/A     | N/A     | N/A     | N/A     | N/A     | N/A     | N/A     | N/A     | N/A     | N/A     | N/A     | N/A     | N/A     | N/A     | N/A     | N/A     | N/A     | Pasa a la siguiente ronda | Pasa a la siguiente ronda | Pasa a la siguiente ronda | Pasa a la siguiente ronda | Pasa a la siguiente ronda | Pasa a la siguiente ronda | Pasa a la siguiente ronda | Pasa a la siguiente ronda | Pasa a la siguiente ronda | Pasa a la siguiente ronda | Pasa a la siguiente ronda | Pasa a la siguiente ronda | Pasa a la siguiente ronda | Pasa a la siguiente ronda | Pasa a la siguiente ronda | Pasa a la siguiente ronda | Pasa a la siguiente ronda | Pasa a la siguiente ronda | Pasa a la siguiente ronda | Pasa a la siguiente ronda | Pasa a la siguiente ronda | Pasa a la siguiente ronda | Pasa a la siguiente ronda | Pasa a la siguiente ronda | Pasa a la siguiente ronda | Pasa a la siguiente ronda | Pasa a la siguiente ronda | Pasa a la siguiente ronda | Pasa a la siguiente ronda | Pasa a la siguiente ronda | Pasa a la siguiente ronda | Pasa a la siguiente ronda | Pasa a la siguiente ronda | Pasa a la siguiente ronda | Pasa a la siguiente ronda | Pasa a la siguiente ronda | Pasa a la siguiente ronda | Pasa a la siguiente ronda | Pasa a la siguiente ronda | Pasa a la siguiente ronda | Pasa a la siguiente ronda | Pasa a la siguiente ronda | Pasa a la siguiente ronda | Pasa a la siguiente ronda | Pasa a la siguiente ronda | Pasa a la siguiente ronda | Pasa a la siguiente ronda | Pasa a la siguiente ronda | Pasa a la siguiente ronda | Pasa a la siguiente ronda | Pasa a la siguiente ronda | Pasa a la siguiente ronda | Pasa a la siguiente ronda | Pasa a la siguiente ronda | Pasa a la siguiente ronda | Pasa a la siguiente ronda | Pasa a la siguiente ronda | Pasa a la siguiente ronda | Pasa a la siguiente ronda | Pasa a la siguiente ronda | Pasa a la siguiente ronda | Pasa a la siguiente ronda | Pasa a la siguiente ronda | Pasa a la siguiente ronda | Pasa a la siguiente ronda | Pasa a la siguiente ronda | Pasa a la siguiente ronda | Pasa a la siguiente ronda | Pasa a la siguiente ronda | Pasa a la siguiente ronda | Pasa a la siguiente ronda | Pasa a la siguiente ronda | Pasa a la siguiente ronda | Pasa a la siguiente ronda | Pasa a la siguiente ronda | Pasa a la siguiente ronda | Pasa a la siguiente ronda | Pasa a la siguiente ronda | Pasa a la siguiente ronda | Pasa a la siguiente ronda | Pasa a la siguiente ronda | Pasa a la siguiente ronda | Pasa a la siguiente ronda | Pasa a la siguiente ronda | Pasa a la siguiente ronda | Pasa a la siguiente ronda | Pasa a la siguiente ronda | Pasa a la siguiente ronda | Pasa a la siguiente ronda | Pasa a la siguiente ronda | Pasa a la siguiente ronda | Pasa a la siguiente ronda | Pasa a la siguiente ronda | Pasa a la siguiente ronda | Pasa a la siguiente ronda | Pasa a la siguiente ronda | Pasa a la siguiente ronda | Pasa a la siguiente ronda | Pasa a la siguiente ronda | Pasa a la siguiente ronda |
| Hollywood          | Hollywood          | Hollywood          | Hollywood          | Hollywood          | Hollywood          | Hollywood          | Hollywood          | Hollywood          | Hollywood          | Hollywood          | Hollywood          | Hollywood          | Hollywood          | Hollywood          | Hollywood          | Hollywood          | Hollywood          | Hollywood          | Hollywood          | Hollywood          | Hollywood          | Hollywood          | Hollywood          | Hollywood          | Hollywood          | Hollywood          | Hollywood          | Hollywood          | Hollywood          | Hollywood          | Hollywood          | Hollywood          | Hollywood          | Hollywood          | Hollywood          | Hollywood          | Hollywood          | Hollywood          | Hollywood          | Hollywood          | Hollywood          | Hollywood          | Hollywood          | Hollywood          | Hollywood          | Hollywood          | Hollywood          | Hollywood          | Hollywood          | Hollywood          | Hollywood          | Hollywood          | Hollywood          | Hollywood          | Hollywood          | Hollywood          | Hollywood          | Hollywood          | Hollywood          | Hollywood          | Hollywood          | Hollywood          | Hollywood          | Hollywood          | Hollywood          | Hollywood          | Hollywood          | Hollywood          | Hollywood          | Hollywood          | Hollywood          | Hollywood          | Hollywood          | Hollywood          | Hollywood          | Hollywood          | Hollywood          | Hollywood          | Hollywood          | Hollywood          | Hollywood          | Hollywood          | Hollywood          | Hollywood          | Hollywood          | Hollywood          | Hollywood          | Hollywood          | Hollywood          | Hollywood          | Hollywood          | Hollywood          | Hollywood          | Hollywood          | Hollywood          | Hollywood          | Hollywood          | Hollywood          | Hollywood          | Segundo solo                                                                   | Segundo solo                                                                   | Segundo solo                                                                   | Segundo solo                                                                   | Segundo solo                                                                   | Segundo solo                                                                   | Segundo solo                                                                   | Segundo solo                                                                   | Segundo solo                                                                   | Segundo solo                                                                   | Segundo solo                                                                   | Segundo solo                                                                   | Segundo solo                                                                   | Segundo solo                                                                   | Segundo solo                                                                   | Segundo solo                                                                   | Segundo solo                                                                   | Segundo solo                                                                   | Segundo solo                                                                   | Segundo solo                                                                   | Segundo solo                                                                   | Segundo solo                                                                   | Segundo solo                                                                   | Segundo solo                                                                   | Segundo solo                                                                   | Segundo solo                                                                   | Segundo solo                                                                   | Segundo solo                                                                   | Segundo solo                                                                   | Segundo solo                                                                   | Segundo solo                                                                   | Segundo solo                                                                   | Segundo solo                                                                   | Segundo solo                                                                   | Segundo solo                                                                   | Segundo solo                                                                   | Segundo solo                                                                   | Segundo solo                                                                   | Segundo solo                                                                   | Segundo solo                                                                   | Segundo solo                                                                   | Segundo solo                                                                   | Segundo solo                                                                   | Segundo solo                                                                   | Segundo solo                                                                   | Segundo solo                                                                   | Segundo solo                                                                   | Segundo solo                                                                   | Segundo solo                                                                   | Segundo solo                                                                   | Segundo solo                                                                   | Segundo solo                                                                   | Segundo solo                                                                   | Segundo solo                                                                   | Segundo solo                                                                   | Segundo solo                                                                   | Segundo solo                                                                   | Segundo solo                                                                   | Segundo solo                                                                   | Segundo solo                                                                   | Segundo solo                                                                   | Segundo solo                                                                   | Segundo solo                                                                   | Segundo solo                                                                   | Segundo solo                                                                   | Segundo solo                                                                   | Segundo solo                                                                   | Segundo solo                                                                   | Segundo solo                                                                   | Segundo solo                                                                   | Segundo solo                                                                   | Segundo solo                                                                   | Segundo solo                                                                   | Segundo solo                                                                   | Segundo solo                                                                   | Segundo solo                                                                   | Segundo solo                                                                   | Segundo solo                                                                   | Segundo solo                                                                   | Segundo solo                                                                   | Segundo solo                                                                   | Segundo solo                                                                   | Segundo solo                                                                   | Segundo solo                                                                   | Segundo solo                                                                   | Segundo solo                                                                   | Segundo solo                                                                   | Segundo solo                                                                   | Segundo solo                                                                   | Segundo solo                                                                   | Segundo solo                                                                   | Segundo solo                                                                   | Segundo solo                                                                   | Segundo solo                                                                   | Segundo solo                                                                   | Segundo solo                                                                   | Segundo solo                                                                   | Segundo solo                                                                   | Segundo solo                                                                   | Segundo solo                                                                   | "Everything" (no emitido)                            | "Everything" (no emitido)                            | "Everything" (no emitido)                            | "Everything" (no emitido)                            | "Everything" (no emitido)                            | "Everything" (no emitido)                            | "Everything" (no emitido)                            | "Everything" (no emitido)                            | "Everything" (no emitido)                            | "Everything" (no emitido)                            | "Everything" (no emitido)                            | "Everything" (no emitido)                            | "Everything" (no emitido)                            | "Everything" (no emitido)                            | "Everything" (no emitido)                            | "Everything" (no emitido)                            | "Everything" (no emitido)                            | "Everything" (no emitido)                            | "Everything" (no emitido)                            | "Everything" (no emitido)                            | "Everything" (no emitido)                            | "Everything" (no emitido)                            | "Everything" (no emitido)                            | "Everything" (no emitido)                            | "Everything" (no emitido)                            | "Everything" (no emitido)                            | "Everything" (no emitido)                            | "Everything" (no emitido)                            | "Everything" (no emitido)                            | "Everything" (no emitido)                            | "Everything" (no emitido)                            | "Everything" (no emitido)                            | "Everything" (no emitido)                            | "Everything" (no emitido)                            | "Everything" (no emitido)                            | "Everything" (no emitido)                            | "Everything" (no emitido)                            | "Everything" (no emitido)                            | "Everything" (no emitido)                            | "Everything" (no emitido)                            | "Everything" (no emitido)                            | "Everything" (no emitido)                            | "Everything" (no emitido)                            | "Everything" (no emitido)                            | "Everything" (no emitido)                            | "Everything" (no emitido)                            | "Everything" (no emitido)                            | "Everything" (no emitido)                            | "Everything" (no emitido)                            | "Everything" (no emitido)                            | "Everything" (no emitido)                            | "Everything" (no emitido)                            | "Everything" (no emitido)                            | "Everything" (no emitido)                            | "Everything" (no emitido)                            | "Everything" (no emitido)                            | "Everything" (no emitido)                            | "Everything" (no emitido)                            | "Everything" (no emitido)                            | "Everything" (no emitido)                            | "Everything" (no emitido)                            | "Everything" (no emitido)                            | "Everything" (no emitido)                            | "Everything" (no emitido)                            | "Everything" (no emitido)                            | "Everything" (no emitido)                            | "Everything" (no emitido)                            | "Everything" (no emitido)                            | "Everything" (no emitido)                            | "Everything" (no emitido)                            | "Everything" (no emitido)                            | "Everything" (no emitido)                            | "Everything" (no emitido)                            | "Everything" (no emitido)                            | "Everything" (no emitido)                            | "Everything" (no emitido)                            | "Everything" (no emitido)                            | "Everything" (no emitido)                            | "Everything" (no emitido)                            | "Everything" (no emitido)                            | "Everything" (no emitido)                            | "Everything" (no emitido)                            | "Everything" (no emitido)                            | "Everything" (no emitido)                            | "Everything" (no emitido)                            | "Everything" (no emitido)                            | "Everything" (no emitido)                            | "Everything" (no emitido)                            | "Everything" (no emitido)                            | "Everything" (no emitido)                            | "Everything" (no emitido)                            | "Everything" (no emitido)                            | "Everything" (no emitido)                            | "Everything" (no emitido)                            | "Everything" (no emitido)                            | "Everything" (no emitido)                            | "Everything" (no emitido)                            | "Everything" (no emitido)                            | "Everything" (no emitido)                            | "Everything" (no emitido)                            | Michael Bublé                                      | Michael Bublé                                      | Michael Bublé                                      | Michael Bublé                                      | Michael Bublé                                      | Michael Bublé                                      | Michael Bublé                                      | Michael Bublé                                      | Michael Bublé                                      | Michael Bublé                                      | Michael Bublé                                      | Michael Bublé                                      | Michael Bublé                                      | Michael Bublé                                      | Michael Bublé                                      | Michael Bublé                                      | Michael Bublé                                      | Michael Bublé                                      | Michael Bublé                                      | Michael Bublé                                      | Michael Bublé                                      | Michael Bublé                                      | Michael Bublé                                      | Michael Bublé                                      | Michael Bublé                                      | Michael Bublé                                      | Michael Bublé                                      | Michael Bublé                                      | Michael Bublé                                      | Michael Bublé                                      | Michael Bublé                                      | Michael Bublé                                      | Michael Bublé                                      | Michael Bublé                                      | Michael Bublé                                      | Michael Bublé                                      | Michael Bublé                                      | Michael Bublé                                      | Michael Bublé                                      | Michael Bublé                                      | Michael Bublé                                      | Michael Bublé                                      | Michael Bublé                                      | Michael Bublé                                      | Michael Bublé                                      | Michael Bublé                                      | Michael Bublé                                      | Michael Bublé                                      | Michael Bublé                                      | Michael Bublé                                      | Michael Bublé                                      | Michael Bublé                                      | Michael Bublé                                      | Michael Bublé                                      | Michael Bublé                                      | Michael Bublé                                      | Michael Bublé                                      | Michael Bublé                                      | Michael Bublé                                      | Michael Bublé                                      | Michael Bublé                                      | Michael Bublé                                      | Michael Bublé                                      | Michael Bublé                                      | Michael Bublé                                      | Michael Bublé                                      | Michael Bublé                                      | Michael Bublé                                      | Michael Bublé                                      | Michael Bublé                                      | Michael Bublé                                      | Michael Bublé                                      | Michael Bublé                                      | Michael Bublé                                      | Michael Bublé                                      | Michael Bublé                                      | Michael Bublé                                      | Michael Bublé                                      | Michael Bublé                                      | Michael Bublé                                      | Michael Bublé                                      | Michael Bublé                                      | Michael Bublé                                      | Michael Bublé                                      | Michael Bublé                                      | Michael Bublé                                      | Michael Bublé                                      | Michael Bublé                                      | Michael Bublé                                      | Michael Bublé                                      | Michael Bublé                                      | Michael Bublé                                      | Michael Bublé                                      | Michael Bublé                                      | Michael Bublé                                      | Michael Bublé                                      | Michael Bublé                                      | Michael Bublé                                      | Michael Bublé                                      | Michael Bublé                                      | N/A     | N/A     | N/A     | N/A     | N/A     | N/A     | N/A     | N/A     | N/A     | N/A     | N/A     | N/A     | N/A     | N/A     | N/A     | N/A     | N/A     | N/A     | N/A     | N/A     | N/A     | N/A     | N/A     | N/A     | N/A     | N/A     | N/A     | N/A     | N/A     | N/A     | N/A     | N/A     | N/A     | N/A     | N/A     | N/A     | N/A     | N/A     | N/A     | N/A     | N/A     | N/A     | N/A     | N/A     | N/A     | N/A     | N/A     | N/A     | N/A     | N/A     | N/A     | N/A     | N/A     | N/A     | N/A     | N/A     | N/A     | N/A     | N/A     | N/A     | N/A     | N/A     | N/A     | N/A     | N/A     | N/A     | N/A     | N/A     | N/A     | N/A     | N/A     | N/A     | N/A     | N/A     | N/A     | N/A     | N/A     | N/A     | N/A     | N/A     | N/A     | N/A     | N/A     | N/A     | N/A     | N/A     | N/A     | N/A     | N/A     | N/A     | N/A     | N/A     | N/A     | N/A     | N/A     | N/A     | N/A     | N/A     | N/A     | N/A     | Pasa a la siguiente ronda | Pasa a la siguiente ronda | Pasa a la siguiente ronda | Pasa a la siguiente ronda | Pasa a la siguiente ronda | Pasa a la siguiente ronda | Pasa a la siguiente ronda | Pasa a la siguiente ronda | Pasa a la siguiente ronda | Pasa a la siguiente ronda | Pasa a la siguiente ronda | Pasa a la siguiente ronda | Pasa a la siguiente ronda | Pasa a la siguiente ronda | Pasa a la siguiente ronda | Pasa a la siguiente ronda | Pasa a la siguiente ronda | Pasa a la siguiente ronda | Pasa a la siguiente ronda | Pasa a la siguiente ronda | Pasa a la siguiente ronda | Pasa a la siguiente ronda | Pasa a la siguiente ronda | Pasa a la siguiente ronda | Pasa a la siguiente ronda | Pasa a la siguiente ronda | Pasa a la siguiente ronda | Pasa a la siguiente ronda | Pasa a la siguiente ronda | Pasa a la siguiente ronda | Pasa a la siguiente ronda | Pasa a la siguiente ronda | Pasa a la siguiente ronda | Pasa a la siguiente ronda | Pasa a la siguiente ronda | Pasa a la siguiente ronda | Pasa a la siguiente ronda | Pasa a la siguiente ronda | Pasa a la siguiente ronda | Pasa a la siguiente ronda | Pasa a la siguiente ronda | Pasa a la siguiente ronda | Pasa a la siguiente ronda | Pasa a la siguiente ronda | Pasa a la siguiente ronda | Pasa a la siguiente ronda | Pasa a la siguiente ronda | Pasa a la siguiente ronda | Pasa a la siguiente ronda | Pasa a la siguiente ronda | Pasa a la siguiente ronda | Pasa a la siguiente ronda | Pasa a la siguiente ronda | Pasa a la siguiente ronda | Pasa a la siguiente ronda | Pasa a la siguiente ronda | Pasa a la siguiente ronda | Pasa a la siguiente ronda | Pasa a la siguiente ronda | Pasa a la siguiente ronda | Pasa a la siguiente ronda | Pasa a la siguiente ronda | Pasa a la siguiente ronda | Pasa a la siguiente ronda | Pasa a la siguiente ronda | Pasa a la siguiente ronda | Pasa a la siguiente ronda | Pasa a la siguiente ronda | Pasa a la siguiente ronda | Pasa a la siguiente ronda | Pasa a la siguiente ronda | Pasa a la siguiente ronda | Pasa a la siguiente ronda | Pasa a la siguiente ronda | Pasa a la siguiente ronda | Pasa a la siguiente ronda | Pasa a la siguiente ronda | Pasa a la siguiente ronda | Pasa a la siguiente ronda | Pasa a la siguiente ronda | Pasa a la siguiente ronda | Pasa a la siguiente ronda | Pasa a la siguiente ronda | Pasa a la siguiente ronda | Pasa a la siguiente ronda | Pasa a la siguiente ronda | Pasa a la siguiente ronda | Pasa a la siguiente ronda | Pasa a la siguiente ronda | Pasa a la siguiente ronda | Pasa a la siguiente ronda | Pasa a la siguiente ronda | Pasa a la siguiente ronda | Pasa a la siguiente ronda | Pasa a la siguiente ronda | Pasa a la siguiente ronda | Pasa a la siguiente ronda | Pasa a la siguiente ronda | Pasa a la siguiente ronda | Pasa a la siguiente ronda |
| Top 36/Semifinal 2 | Top 36/Semifinal 2 | Top 36/Semifinal 2 | Top 36/Semifinal 2 | Top 36/Semifinal 2 | Top 36/Semifinal 2 | Top 36/Semifinal 2 | Top 36/Semifinal 2 | Top 36/Semifinal 2 | Top 36/Semifinal 2 | Top 36/Semifinal 2 | Top 36/Semifinal 2 | Top 36/Semifinal 2 | Top 36/Semifinal 2 | Top 36/Semifinal 2 | Top 36/Semifinal 2 | Top 36/Semifinal 2 | Top 36/Semifinal 2 | Top 36/Semifinal 2 | Top 36/Semifinal 2 | Top 36/Semifinal 2 | Top 36/Semifinal 2 | Top 36/Semifinal 2 | Top 36/Semifinal 2 | Top 36/Semifinal 2 | Top 36/Semifinal 2 | Top 36/Semifinal 2 | Top 36/Semifinal 2 | Top 36/Semifinal 2 | Top 36/Semifinal 2 | Top 36/Semifinal 2 | Top 36/Semifinal 2 | Top 36/Semifinal 2 | Top 36/Semifinal 2 | Top 36/Semifinal 2 | Top 36/Semifinal 2 | Top 36/Semifinal 2 | Top 36/Semifinal 2 | Top 36/Semifinal 2 | Top 36/Semifinal 2 | Top 36/Semifinal 2 | Top 36/Semifinal 2 | Top 36/Semifinal 2 | Top 36/Semifinal 2 | Top 36/Semifinal 2 | Top 36/Semifinal 2 | Top 36/Semifinal 2 | Top 36/Semifinal 2 | Top 36/Semifinal 2 | Top 36/Semifinal 2 | Top 36/Semifinal 2 | Top 36/Semifinal 2 | Top 36/Semifinal 2 | Top 36/Semifinal 2 | Top 36/Semifinal 2 | Top 36/Semifinal 2 | Top 36/Semifinal 2 | Top 36/Semifinal 2 | Top 36/Semifinal 2 | Top 36/Semifinal 2 | Top 36/Semifinal 2 | Top 36/Semifinal 2 | Top 36/Semifinal 2 | Top 36/Semifinal 2 | Top 36/Semifinal 2 | Top 36/Semifinal 2 | Top 36/Semifinal 2 | Top 36/Semifinal 2 | Top 36/Semifinal 2 | Top 36/Semifinal 2 | Top 36/Semifinal 2 | Top 36/Semifinal 2 | Top 36/Semifinal 2 | Top 36/Semifinal 2 | Top 36/Semifinal 2 | Top 36/Semifinal 2 | Top 36/Semifinal 2 | Top 36/Semifinal 2 | Top 36/Semifinal 2 | Top 36/Semifinal 2 | Top 36/Semifinal 2 | Top 36/Semifinal 2 | Top 36/Semifinal 2 | Top 36/Semifinal 2 | Top 36/Semifinal 2 | Top 36/Semifinal 2 | Top 36/Semifinal 2 | Top 36/Semifinal 2 | Top 36/Semifinal 2 | Top 36/Semifinal 2 | Top 36/Semifinal 2 | Top 36/Semifinal 2 | Top 36/Semifinal 2 | Top 36/Semifinal 2 | Top 36/Semifinal 2 | Top 36/Semifinal 2 | Top 36/Semifinal 2 | Top 36/Semifinal 2 | Top 36/Semifinal 2 | Top 36/Semifinal 2 | Billboard Hot 100 Hits to Date                                                 | Billboard Hot 100 Hits to Date                                                 | Billboard Hot 100 Hits to Date                                                 | Billboard Hot 100 Hits to Date                                                 | Billboard Hot 100 Hits to Date                                                 | Billboard Hot 100 Hits to Date                                                 | Billboard Hot 100 Hits to Date                                                 | Billboard Hot 100 Hits to Date                                                 | Billboard Hot 100 Hits to Date                                                 | Billboard Hot 100 Hits to Date                                                 | Billboard Hot 100 Hits to Date                                                 | Billboard Hot 100 Hits to Date                                                 | Billboard Hot 100 Hits to Date                                                 | Billboard Hot 100 Hits to Date                                                 | Billboard Hot 100 Hits to Date                                                 | Billboard Hot 100 Hits to Date                                                 | Billboard Hot 100 Hits to Date                                                 | Billboard Hot 100 Hits to Date                                                 | Billboard Hot 100 Hits to Date                                                 | Billboard Hot 100 Hits to Date                                                 | Billboard Hot 100 Hits to Date                                                 | Billboard Hot 100 Hits to Date                                                 | Billboard Hot 100 Hits to Date                                                 | Billboard Hot 100 Hits to Date                                                 | Billboard Hot 100 Hits to Date                                                 | Billboard Hot 100 Hits to Date                                                 | Billboard Hot 100 Hits to Date                                                 | Billboard Hot 100 Hits to Date                                                 | Billboard Hot 100 Hits to Date                                                 | Billboard Hot 100 Hits to Date                                                 | Billboard Hot 100 Hits to Date                                                 | Billboard Hot 100 Hits to Date                                                 | Billboard Hot 100 Hits to Date                                                 | Billboard Hot 100 Hits to Date                                                 | Billboard Hot 100 Hits to Date                                                 | Billboard Hot 100 Hits to Date                                                 | Billboard Hot 100 Hits to Date                                                 | Billboard Hot 100 Hits to Date                                                 | Billboard Hot 100 Hits to Date                                                 | Billboard Hot 100 Hits to Date                                                 | Billboard Hot 100 Hits to Date                                                 | Billboard Hot 100 Hits to Date                                                 | Billboard Hot 100 Hits to Date                                                 | Billboard Hot 100 Hits to Date                                                 | Billboard Hot 100 Hits to Date                                                 | Billboard Hot 100 Hits to Date                                                 | Billboard Hot 100 Hits to Date                                                 | Billboard Hot 100 Hits to Date                                                 | Billboard Hot 100 Hits to Date                                                 | Billboard Hot 100 Hits to Date                                                 | Billboard Hot 100 Hits to Date                                                 | Billboard Hot 100 Hits to Date                                                 | Billboard Hot 100 Hits to Date                                                 | Billboard Hot 100 Hits to Date                                                 | Billboard Hot 100 Hits to Date                                                 | Billboard Hot 100 Hits to Date                                                 | Billboard Hot 100 Hits to Date                                                 | Billboard Hot 100 Hits to Date                                                 | Billboard Hot 100 Hits to Date                                                 | Billboard Hot 100 Hits to Date                                                 | Billboard Hot 100 Hits to Date                                                 | Billboard Hot 100 Hits to Date                                                 | Billboard Hot 100 Hits to Date                                                 | Billboard Hot 100 Hits to Date                                                 | Billboard Hot 100 Hits to Date                                                 | Billboard Hot 100 Hits to Date                                                 | Billboard Hot 100 Hits to Date                                                 | Billboard Hot 100 Hits to Date                                                 | Billboard Hot 100 Hits to Date                                                 | Billboard Hot 100 Hits to Date                                                 | Billboard Hot 100 Hits to Date                                                 | Billboard Hot 100 Hits to Date                                                 | Billboard Hot 100 Hits to Date                                                 | Billboard Hot 100 Hits to Date                                                 | Billboard Hot 100 Hits to Date                                                 | Billboard Hot 100 Hits to Date                                                 | Billboard Hot 100 Hits to Date                                                 | Billboard Hot 100 Hits to Date                                                 | Billboard Hot 100 Hits to Date                                                 | Billboard Hot 100 Hits to Date                                                 | Billboard Hot 100 Hits to Date                                                 | Billboard Hot 100 Hits to Date                                                 | Billboard Hot 100 Hits to Date                                                 | Billboard Hot 100 Hits to Date                                                 | Billboard Hot 100 Hits to Date                                                 | Billboard Hot 100 Hits to Date                                                 | Billboard Hot 100 Hits to Date                                                 | Billboard Hot 100 Hits to Date                                                 | Billboard Hot 100 Hits to Date                                                 | Billboard Hot 100 Hits to Date                                                 | Billboard Hot 100 Hits to Date                                                 | Billboard Hot 100 Hits to Date                                                 | Billboard Hot 100 Hits to Date                                                 | Billboard Hot 100 Hits to Date                                                 | Billboard Hot 100 Hits to Date                                                 | Billboard Hot 100 Hits to Date                                                 | Billboard Hot 100 Hits to Date                                                 | Billboard Hot 100 Hits to Date                                                 | Billboard Hot 100 Hits to Date                                                 | Billboard Hot 100 Hits to Date                                                 | "Man in the Mirror"                                  | "Man in the Mirror"                                  | "Man in the Mirror"                                  | "Man in the Mirror"                                  | "Man in the Mirror"                                  | "Man in the Mirror"                                  | "Man in the Mirror"                                  | "Man in the Mirror"                                  | "Man in the Mirror"                                  | "Man in the Mirror"                                  | "Man in the Mirror"                                  | "Man in the Mirror"                                  | "Man in the Mirror"                                  | "Man in the Mirror"                                  | "Man in the Mirror"                                  | "Man in the Mirror"                                  | "Man in the Mirror"                                  | "Man in the Mirror"                                  | "Man in the Mirror"                                  | "Man in the Mirror"                                  | "Man in the Mirror"                                  | "Man in the Mirror"                                  | "Man in the Mirror"                                  | "Man in the Mirror"                                  | "Man in the Mirror"                                  | "Man in the Mirror"                                  | "Man in the Mirror"                                  | "Man in the Mirror"                                  | "Man in the Mirror"                                  | "Man in the Mirror"                                  | "Man in the Mirror"                                  | "Man in the Mirror"                                  | "Man in the Mirror"                                  | "Man in the Mirror"                                  | "Man in the Mirror"                                  | "Man in the Mirror"                                  | "Man in the Mirror"                                  | "Man in the Mirror"                                  | "Man in the Mirror"                                  | "Man in the Mirror"                                  | "Man in the Mirror"                                  | "Man in the Mirror"                                  | "Man in the Mirror"                                  | "Man in the Mirror"                                  | "Man in the Mirror"                                  | "Man in the Mirror"                                  | "Man in the Mirror"                                  | "Man in the Mirror"                                  | "Man in the Mirror"                                  | "Man in the Mirror"                                  | "Man in the Mirror"                                  | "Man in the Mirror"                                  | "Man in the Mirror"                                  | "Man in the Mirror"                                  | "Man in the Mirror"                                  | "Man in the Mirror"                                  | "Man in the Mirror"                                  | "Man in the Mirror"                                  | "Man in the Mirror"                                  | "Man in the Mirror"                                  | "Man in the Mirror"                                  | "Man in the Mirror"                                  | "Man in the Mirror"                                  | "Man in the Mirror"                                  | "Man in the Mirror"                                  | "Man in the Mirror"                                  | "Man in the Mirror"                                  | "Man in the Mirror"                                  | "Man in the Mirror"                                  | "Man in the Mirror"                                  | "Man in the Mirror"                                  | "Man in the Mirror"                                  | "Man in the Mirror"                                  | "Man in the Mirror"                                  | "Man in the Mirror"                                  | "Man in the Mirror"                                  | "Man in the Mirror"                                  | "Man in the Mirror"                                  | "Man in the Mirror"                                  | "Man in the Mirror"                                  | "Man in the Mirror"                                  | "Man in the Mirror"                                  | "Man in the Mirror"                                  | "Man in the Mirror"                                  | "Man in the Mirror"                                  | "Man in the Mirror"                                  | "Man in the Mirror"                                  | "Man in the Mirror"                                  | "Man in the Mirror"                                  | "Man in the Mirror"                                  | "Man in the Mirror"                                  | "Man in the Mirror"                                  | "Man in the Mirror"                                  | "Man in the Mirror"                                  | "Man in the Mirror"                                  | "Man in the Mirror"                                  | "Man in the Mirror"                                  | "Man in the Mirror"                                  | "Man in the Mirror"                                  | "Man in the Mirror"                                  | Michael Jackson                                    | Michael Jackson                                    | Michael Jackson                                    | Michael Jackson                                    | Michael Jackson                                    | Michael Jackson                                    | Michael Jackson                                    | Michael Jackson                                    | Michael Jackson                                    | Michael Jackson                                    | Michael Jackson                                    | Michael Jackson                                    | Michael Jackson                                    | Michael Jackson                                    | Michael Jackson                                    | Michael Jackson                                    | Michael Jackson                                    | Michael Jackson                                    | Michael Jackson                                    | Michael Jackson                                    | Michael Jackson                                    | Michael Jackson                                    | Michael Jackson                                    | Michael Jackson                                    | Michael Jackson                                    | Michael Jackson                                    | Michael Jackson                                    | Michael Jackson                                    | Michael Jackson                                    | Michael Jackson                                    | Michael Jackson                                    | Michael Jackson                                    | Michael Jackson                                    | Michael Jackson                                    | Michael Jackson                                    | Michael Jackson                                    | Michael Jackson                                    | Michael Jackson                                    | Michael Jackson                                    | Michael Jackson                                    | Michael Jackson                                    | Michael Jackson                                    | Michael Jackson                                    | Michael Jackson                                    | Michael Jackson                                    | Michael Jackson                                    | Michael Jackson                                    | Michael Jackson                                    | Michael Jackson                                    | Michael Jackson                                    | Michael Jackson                                    | Michael Jackson                                    | Michael Jackson                                    | Michael Jackson                                    | Michael Jackson                                    | Michael Jackson                                    | Michael Jackson                                    | Michael Jackson                                    | Michael Jackson                                    | Michael Jackson                                    | Michael Jackson                                    | Michael Jackson                                    | Michael Jackson                                    | Michael Jackson                                    | Michael Jackson                                    | Michael Jackson                                    | Michael Jackson                                    | Michael Jackson                                    | Michael Jackson                                    | Michael Jackson                                    | Michael Jackson                                    | Michael Jackson                                    | Michael Jackson                                    | Michael Jackson                                    | Michael Jackson                                    | Michael Jackson                                    | Michael Jackson                                    | Michael Jackson                                    | Michael Jackson                                    | Michael Jackson                                    | Michael Jackson                                    | Michael Jackson                                    | Michael Jackson                                    | Michael Jackson                                    | Michael Jackson                                    | Michael Jackson                                    | Michael Jackson                                    | Michael Jackson                                    | Michael Jackson                                    | Michael Jackson                                    | Michael Jackson                                    | Michael Jackson                                    | Michael Jackson                                    | Michael Jackson                                    | Michael Jackson                                    | Michael Jackson                                    | Michael Jackson                                    | Michael Jackson                                    | Michael Jackson                                    | Michael Jackson                                    | 6       | 6       | 6       | 6       | 6       | 6       | 6       | 6       | 6       | 6       | 6       | 6       | 6       | 6       | 6       | 6       | 6       | 6       | 6       | 6       | 6       | 6       | 6       | 6       | 6       | 6       | 6       | 6       | 6       | 6       | 6       | 6       | 6       | 6       | 6       | 6       | 6       | 6       | 6       | 6       | 6       | 6       | 6       | 6       | 6       | 6       | 6       | 6       | 6       | 6       | 6       | 6       | 6       | 6       | 6       | 6       | 6       | 6       | 6       | 6       | 6       | 6       | 6       | 6       | 6       | 6       | 6       | 6       | 6       | 6       | 6       | 6       | 6       | 6       | 6       | 6       | 6       | 6       | 6       | 6       | 6       | 6       | 6       | 6       | 6       | 6       | 6       | 6       | 6       | 6       | 6       | 6       | 6       | 6       | 6       | 6       | 6       | 6       | 6       | 6       | Pasa a la siguiente ronda | Pasa a la siguiente ronda | Pasa a la siguiente ronda | Pasa a la siguiente ronda | Pasa a la siguiente ronda | Pasa a la siguiente ronda | Pasa a la siguiente ronda | Pasa a la siguiente ronda | Pasa a la siguiente ronda | Pasa a la siguiente ronda | Pasa a la siguiente ronda | Pasa a la siguiente ronda | Pasa a la siguiente ronda | Pasa a la siguiente ronda | Pasa a la siguiente ronda | Pasa a la siguiente ronda | Pasa a la siguiente ronda | Pasa a la siguiente ronda | Pasa a la siguiente ronda | Pasa a la siguiente ronda | Pasa a la siguiente ronda | Pasa a la siguiente ronda | Pasa a la siguiente ronda | Pasa a la siguiente ronda | Pasa a la siguiente ronda | Pasa a la siguiente ronda | Pasa a la siguiente ronda | Pasa a la siguiente ronda | Pasa a la siguiente ronda | Pasa a la siguiente ronda | Pasa a la siguiente ronda | Pasa a la siguiente ronda | Pasa a la siguiente ronda | Pasa a la siguiente ronda | Pasa a la siguiente ronda | Pasa a la siguiente ronda | Pasa a la siguiente ronda | Pasa a la siguiente ronda | Pasa a la siguiente ronda | Pasa a la siguiente ronda | Pasa a la siguiente ronda | Pasa a la siguiente ronda | Pasa a la siguiente ronda | Pasa a la siguiente ronda | Pasa a la siguiente ronda | Pasa a la siguiente ronda | Pasa a la siguiente ronda | Pasa a la siguiente ronda | Pasa a la siguiente ronda | Pasa a la siguiente ronda | Pasa a la siguiente ronda | Pasa a la siguiente ronda | Pasa a la siguiente ronda | Pasa a la siguiente ronda | Pasa a la siguiente ronda | Pasa a la siguiente ronda | Pasa a la siguiente ronda | Pasa a la siguiente ronda | Pasa a la siguiente ronda | Pasa a la siguiente ronda | Pasa a la siguiente ronda | Pasa a la siguiente ronda | Pasa a la siguiente ronda | Pasa a la siguiente ronda | Pasa a la siguiente ronda | Pasa a la siguiente ronda | Pasa a la siguiente ronda | Pasa a la siguiente ronda | Pasa a la siguiente ronda | Pasa a la siguiente ronda | Pasa a la siguiente ronda | Pasa a la siguiente ronda | Pasa a la siguiente ronda | Pasa a la siguiente ronda | Pasa a la siguiente ronda | Pasa a la siguiente ronda | Pasa a la siguiente ronda | Pasa a la siguiente ronda | Pasa a la siguiente ronda | Pasa a la siguiente ronda | Pasa a la siguiente ronda | Pasa a la siguiente ronda | Pasa a la siguiente ronda | Pasa a la siguiente ronda | Pasa a la siguiente ronda | Pasa a la siguiente ronda | Pasa a la siguiente ronda | Pasa a la siguiente ronda | Pasa a la siguiente ronda | Pasa a la siguiente ronda | Pasa a la siguiente ronda | Pasa a la siguiente ronda | Pasa a la siguiente ronda | Pasa a la siguiente ronda | Pasa a la siguiente ronda | Pasa a la siguiente ronda | Pasa a la siguiente ronda | Pasa a la siguiente ronda | Pasa a la siguiente ronda | Pasa a la siguiente ronda |
| Top 13             | Top 13             | Top 13             | Top 13             | Top 13             | Top 13             | Top 13             | Top 13             | Top 13             | Top 13             | Top 13             | Top 13             | Top 13             | Top 13             | Top 13             | Top 13             | Top 13             | Top 13             | Top 13             | Top 13             | Top 13             | Top 13             | Top 13             | Top 13             | Top 13             | Top 13             | Top 13             | Top 13             | Top 13             | Top 13             | Top 13             | Top 13             | Top 13             | Top 13             | Top 13             | Top 13             | Top 13             | Top 13             | Top 13             | Top 13             | Top 13             | Top 13             | Top 13             | Top 13             | Top 13             | Top 13             | Top 13             | Top 13             | Top 13             | Top 13             | Top 13             | Top 13             | Top 13             | Top 13             | Top 13             | Top 13             | Top 13             | Top 13             | Top 13             | Top 13             | Top 13             | Top 13             | Top 13             | Top 13             | Top 13             | Top 13             | Top 13             | Top 13             | Top 13             | Top 13             | Top 13             | Top 13             | Top 13             | Top 13             | Top 13             | Top 13             | Top 13             | Top 13             | Top 13             | Top 13             | Top 13             | Top 13             | Top 13             | Top 13             | Top 13             | Top 13             | Top 13             | Top 13             | Top 13             | Top 13             | Top 13             | Top 13             | Top 13             | Top 13             | Top 13             | Top 13             | Top 13             | Top 13             | Top 13             | Top 13             | Michael Jackson                                                                | Michael Jackson                                                                | Michael Jackson                                                                | Michael Jackson                                                                | Michael Jackson                                                                | Michael Jackson                                                                | Michael Jackson                                                                | Michael Jackson                                                                | Michael Jackson                                                                | Michael Jackson                                                                | Michael Jackson                                                                | Michael Jackson                                                                | Michael Jackson                                                                | Michael Jackson                                                                | Michael Jackson                                                                | Michael Jackson                                                                | Michael Jackson                                                                | Michael Jackson                                                                | Michael Jackson                                                                | Michael Jackson                                                                | Michael Jackson                                                                | Michael Jackson                                                                | Michael Jackson                                                                | Michael Jackson                                                                | Michael Jackson                                                                | Michael Jackson                                                                | Michael Jackson                                                                | Michael Jackson                                                                | Michael Jackson                                                                | Michael Jackson                                                                | Michael Jackson                                                                | Michael Jackson                                                                | Michael Jackson                                                                | Michael Jackson                                                                | Michael Jackson                                                                | Michael Jackson                                                                | Michael Jackson                                                                | Michael Jackson                                                                | Michael Jackson                                                                | Michael Jackson                                                                | Michael Jackson                                                                | Michael Jackson                                                                | Michael Jackson                                                                | Michael Jackson                                                                | Michael Jackson                                                                | Michael Jackson                                                                | Michael Jackson                                                                | Michael Jackson                                                                | Michael Jackson                                                                | Michael Jackson                                                                | Michael Jackson                                                                | Michael Jackson                                                                | Michael Jackson                                                                | Michael Jackson                                                                | Michael Jackson                                                                | Michael Jackson                                                                | Michael Jackson                                                                | Michael Jackson                                                                | Michael Jackson                                                                | Michael Jackson                                                                | Michael Jackson                                                                | Michael Jackson                                                                | Michael Jackson                                                                | Michael Jackson                                                                | Michael Jackson                                                                | Michael Jackson                                                                | Michael Jackson                                                                | Michael Jackson                                                                | Michael Jackson                                                                | Michael Jackson                                                                | Michael Jackson                                                                | Michael Jackson                                                                | Michael Jackson                                                                | Michael Jackson                                                                | Michael Jackson                                                                | Michael Jackson                                                                | Michael Jackson                                                                | Michael Jackson                                                                | Michael Jackson                                                                | Michael Jackson                                                                | Michael Jackson                                                                | Michael Jackson                                                                | Michael Jackson                                                                | Michael Jackson                                                                | Michael Jackson                                                                | Michael Jackson                                                                | Michael Jackson                                                                | Michael Jackson                                                                | Michael Jackson                                                                | Michael Jackson                                                                | Michael Jackson                                                                | Michael Jackson                                                                | Michael Jackson                                                                | Michael Jackson                                                                | Michael Jackson                                                                | Michael Jackson                                                                | Michael Jackson                                                                | Michael Jackson                                                                | Michael Jackson                                                                | Michael Jackson                                                                | "Remember the Time"                                  | "Remember the Time"                                  | "Remember the Time"                                  | "Remember the Time"                                  | "Remember the Time"                                  | "Remember the Time"                                  | "Remember the Time"                                  | "Remember the Time"                                  | "Remember the Time"                                  | "Remember the Time"                                  | "Remember the Time"                                  | "Remember the Time"                                  | "Remember the Time"                                  | "Remember the Time"                                  | "Remember the Time"                                  | "Remember the Time"                                  | "Remember the Time"                                  | "Remember the Time"                                  | "Remember the Time"                                  | "Remember the Time"                                  | "Remember the Time"                                  | "Remember the Time"                                  | "Remember the Time"                                  | "Remember the Time"                                  | "Remember the Time"                                  | "Remember the Time"                                  | "Remember the Time"                                  | "Remember the Time"                                  | "Remember the Time"                                  | "Remember the Time"                                  | "Remember the Time"                                  | "Remember the Time"                                  | "Remember the Time"                                  | "Remember the Time"                                  | "Remember the Time"                                  | "Remember the Time"                                  | "Remember the Time"                                  | "Remember the Time"                                  | "Remember the Time"                                  | "Remember the Time"                                  | "Remember the Time"                                  | "Remember the Time"                                  | "Remember the Time"                                  | "Remember the Time"                                  | "Remember the Time"                                  | "Remember the Time"                                  | "Remember the Time"                                  | "Remember the Time"                                  | "Remember the Time"                                  | "Remember the Time"                                  | "Remember the Time"                                  | "Remember the Time"                                  | "Remember the Time"                                  | "Remember the Time"                                  | "Remember the Time"                                  | "Remember the Time"                                  | "Remember the Time"                                  | "Remember the Time"                                  | "Remember the Time"                                  | "Remember the Time"                                  | "Remember the Time"                                  | "Remember the Time"                                  | "Remember the Time"                                  | "Remember the Time"                                  | "Remember the Time"                                  | "Remember the Time"                                  | "Remember the Time"                                  | "Remember the Time"                                  | "Remember the Time"                                  | "Remember the Time"                                  | "Remember the Time"                                  | "Remember the Time"                                  | "Remember the Time"                                  | "Remember the Time"                                  | "Remember the Time"                                  | "Remember the Time"                                  | "Remember the Time"                                  | "Remember the Time"                                  | "Remember the Time"                                  | "Remember the Time"                                  | "Remember the Time"                                  | "Remember the Time"                                  | "Remember the Time"                                  | "Remember the Time"                                  | "Remember the Time"                                  | "Remember the Time"                                  | "Remember the Time"                                  | "Remember the Time"                                  | "Remember the Time"                                  | "Remember the Time"                                  | "Remember the Time"                                  | "Remember the Time"                                  | "Remember the Time"                                  | "Remember the Time"                                  | "Remember the Time"                                  | "Remember the Time"                                  | "Remember the Time"                                  | "Remember the Time"                                  | "Remember the Time"                                  | "Remember the Time"                                  | Michael Jackson                                    | Michael Jackson                                    | Michael Jackson                                    | Michael Jackson                                    | Michael Jackson                                    | Michael Jackson                                    | Michael Jackson                                    | Michael Jackson                                    | Michael Jackson                                    | Michael Jackson                                    | Michael Jackson                                    | Michael Jackson                                    | Michael Jackson                                    | Michael Jackson                                    | Michael Jackson                                    | Michael Jackson                                    | Michael Jackson                                    | Michael Jackson                                    | Michael Jackson                                    | Michael Jackson                                    | Michael Jackson                                    | Michael Jackson                                    | Michael Jackson                                    | Michael Jackson                                    | Michael Jackson                                    | Michael Jackson                                    | Michael Jackson                                    | Michael Jackson                                    | Michael Jackson                                    | Michael Jackson                                    | Michael Jackson                                    | Michael Jackson                                    | Michael Jackson                                    | Michael Jackson                                    | Michael Jackson                                    | Michael Jackson                                    | Michael Jackson                                    | Michael Jackson                                    | Michael Jackson                                    | Michael Jackson                                    | Michael Jackson                                    | Michael Jackson                                    | Michael Jackson                                    | Michael Jackson                                    | Michael Jackson                                    | Michael Jackson                                    | Michael Jackson                                    | Michael Jackson                                    | Michael Jackson                                    | Michael Jackson                                    | Michael Jackson                                    | Michael Jackson                                    | Michael Jackson                                    | Michael Jackson                                    | Michael Jackson                                    | Michael Jackson                                    | Michael Jackson                                    | Michael Jackson                                    | Michael Jackson                                    | Michael Jackson                                    | Michael Jackson                                    | Michael Jackson                                    | Michael Jackson                                    | Michael Jackson                                    | Michael Jackson                                    | Michael Jackson                                    | Michael Jackson                                    | Michael Jackson                                    | Michael Jackson                                    | Michael Jackson                                    | Michael Jackson                                    | Michael Jackson                                    | Michael Jackson                                    | Michael Jackson                                    | Michael Jackson                                    | Michael Jackson                                    | Michael Jackson                                    | Michael Jackson                                    | Michael Jackson                                    | Michael Jackson                                    | Michael Jackson                                    | Michael Jackson                                    | Michael Jackson                                    | Michael Jackson                                    | Michael Jackson                                    | Michael Jackson                                    | Michael Jackson                                    | Michael Jackson                                    | Michael Jackson                                    | Michael Jackson                                    | Michael Jackson                                    | Michael Jackson                                    | Michael Jackson                                    | Michael Jackson                                    | Michael Jackson                                    | Michael Jackson                                    | Michael Jackson                                    | Michael Jackson                                    | Michael Jackson                                    | Michael Jackson                                    | 6       | 6       | 6       | 6       | 6       | 6       | 6       | 6       | 6       | 6       | 6       | 6       | 6       | 6       | 6       | 6       | 6       | 6       | 6       | 6       | 6       | 6       | 6       | 6       | 6       | 6       | 6       | 6       | 6       | 6       | 6       | 6       | 6       | 6       | 6       | 6       | 6       | 6       | 6       | 6       | 6       | 6       | 6       | 6       | 6       | 6       | 6       | 6       | 6       | 6       | 6       | 6       | 6       | 6       | 6       | 6       | 6       | 6       | 6       | 6       | 6       | 6       | 6       | 6       | 6       | 6       | 6       | 6       | 6       | 6       | 6       | 6       | 6       | 6       | 6       | 6       | 6       | 6       | 6       | 6       | 6       | 6       | 6       | 6       | 6       | 6       | 6       | 6       | 6       | 6       | 6       | 6       | 6       | 6       | 6       | 6       | 6       | 6       | 6       | 6       | A salvo                   | A salvo                   | A salvo                   | A salvo                   | A salvo                   | A salvo                   | A salvo                   | A salvo                   | A salvo                   | A salvo                   | A salvo                   | A salvo                   | A salvo                   | A salvo                   | A salvo                   | A salvo                   | A salvo                   | A salvo                   | A salvo                   | A salvo                   | A salvo                   | A salvo                   | A salvo                   | A salvo                   | A salvo                   | A salvo                   | A salvo                   | A salvo                   | A salvo                   | A salvo                   | A salvo                   | A salvo                   | A salvo                   | A salvo                   | A salvo                   | A salvo                   | A salvo                   | A salvo                   | A salvo                   | A salvo                   | A salvo                   | A salvo                   | A salvo                   | A salvo                   | A salvo                   | A salvo                   | A salvo                   | A salvo                   | A salvo                   | A salvo                   | A salvo                   | A salvo                   | A salvo                   | A salvo                   | A salvo                   | A salvo                   | A salvo                   | A salvo                   | A salvo                   | A salvo                   | A salvo                   | A salvo                   | A salvo                   | A salvo                   | A salvo                   | A salvo                   | A salvo                   | A salvo                   | A salvo                   | A salvo                   | A salvo                   | A salvo                   | A salvo                   | A salvo                   | A salvo                   | A salvo                   | A salvo                   | A salvo                   | A salvo                   | A salvo                   | A salvo                   | A salvo                   | A salvo                   | A salvo                   | A salvo                   | A salvo                   | A salvo                   | A salvo                   | A salvo                   | A salvo                   | A salvo                   | A salvo                   | A salvo                   | A salvo                   | A salvo                   | A salvo                   | A salvo                   | A salvo                   | A salvo                   | A salvo                   |
| Top 11             | Top 11             | Top 11             | Top 11             | Top 11             | Top 11             | Top 11             | Top 11             | Top 11             | Top 11             | Top 11             | Top 11             | Top 11             | Top 11             | Top 11             | Top 11             | Top 11             | Top 11             | Top 11             | Top 11             | Top 11             | Top 11             | Top 11             | Top 11             | Top 11             | Top 11             | Top 11             | Top 11             | Top 11             | Top 11             | Top 11             | Top 11             | Top 11             | Top 11             | Top 11             | Top 11             | Top 11             | Top 11             | Top 11             | Top 11             | Top 11             | Top 11             | Top 11             | Top 11             | Top 11             | Top 11             | Top 11             | Top 11             | Top 11             | Top 11             | Top 11             | Top 11             | Top 11             | Top 11             | Top 11             | Top 11             | Top 11             | Top 11             | Top 11             | Top 11             | Top 11             | Top 11             | Top 11             | Top 11             | Top 11             | Top 11             | Top 11             | Top 11             | Top 11             | Top 11             | Top 11             | Top 11             | Top 11             | Top 11             | Top 11             | Top 11             | Top 11             | Top 11             | Top 11             | Top 11             | Top 11             | Top 11             | Top 11             | Top 11             | Top 11             | Top 11             | Top 11             | Top 11             | Top 11             | Top 11             | Top 11             | Top 11             | Top 11             | Top 11             | Top 11             | Top 11             | Top 11             | Top 11             | Top 11             | Top 11             | Grand Ole Opry                                                                 | Grand Ole Opry                                                                 | Grand Ole Opry                                                                 | Grand Ole Opry                                                                 | Grand Ole Opry                                                                 | Grand Ole Opry                                                                 | Grand Ole Opry                                                                 | Grand Ole Opry                                                                 | Grand Ole Opry                                                                 | Grand Ole Opry                                                                 | Grand Ole Opry                                                                 | Grand Ole Opry                                                                 | Grand Ole Opry                                                                 | Grand Ole Opry                                                                 | Grand Ole Opry                                                                 | Grand Ole Opry                                                                 | Grand Ole Opry                                                                 | Grand Ole Opry                                                                 | Grand Ole Opry                                                                 | Grand Ole Opry                                                                 | Grand Ole Opry                                                                 | Grand Ole Opry                                                                 | Grand Ole Opry                                                                 | Grand Ole Opry                                                                 | Grand Ole Opry                                                                 | Grand Ole Opry                                                                 | Grand Ole Opry                                                                 | Grand Ole Opry                                                                 | Grand Ole Opry                                                                 | Grand Ole Opry                                                                 | Grand Ole Opry                                                                 | Grand Ole Opry                                                                 | Grand Ole Opry                                                                 | Grand Ole Opry                                                                 | Grand Ole Opry                                                                 | Grand Ole Opry                                                                 | Grand Ole Opry                                                                 | Grand Ole Opry                                                                 | Grand Ole Opry                                                                 | Grand Ole Opry                                                                 | Grand Ole Opry                                                                 | Grand Ole Opry                                                                 | Grand Ole Opry                                                                 | Grand Ole Opry                                                                 | Grand Ole Opry                                                                 | Grand Ole Opry                                                                 | Grand Ole Opry                                                                 | Grand Ole Opry                                                                 | Grand Ole Opry                                                                 | Grand Ole Opry                                                                 | Grand Ole Opry                                                                 | Grand Ole Opry                                                                 | Grand Ole Opry                                                                 | Grand Ole Opry                                                                 | Grand Ole Opry                                                                 | Grand Ole Opry                                                                 | Grand Ole Opry                                                                 | Grand Ole Opry                                                                 | Grand Ole Opry                                                                 | Grand Ole Opry                                                                 | Grand Ole Opry                                                                 | Grand Ole Opry                                                                 | Grand Ole Opry                                                                 | Grand Ole Opry                                                                 | Grand Ole Opry                                                                 | Grand Ole Opry                                                                 | Grand Ole Opry                                                                 | Grand Ole Opry                                                                 | Grand Ole Opry                                                                 | Grand Ole Opry                                                                 | Grand Ole Opry                                                                 | Grand Ole Opry                                                                 | Grand Ole Opry                                                                 | Grand Ole Opry                                                                 | Grand Ole Opry                                                                 | Grand Ole Opry                                                                 | Grand Ole Opry                                                                 | Grand Ole Opry                                                                 | Grand Ole Opry                                                                 | Grand Ole Opry                                                                 | Grand Ole Opry                                                                 | Grand Ole Opry                                                                 | Grand Ole Opry                                                                 | Grand Ole Opry                                                                 | Grand Ole Opry                                                                 | Grand Ole Opry                                                                 | Grand Ole Opry                                                                 | Grand Ole Opry                                                                 | Grand Ole Opry                                                                 | Grand Ole Opry                                                                 | Grand Ole Opry                                                                 | Grand Ole Opry                                                                 | Grand Ole Opry                                                                 | Grand Ole Opry                                                                 | Grand Ole Opry                                                                 | Grand Ole Opry                                                                 | Grand Ole Opry                                                                 | Grand Ole Opry                                                                 | Grand Ole Opry                                                                 | Grand Ole Opry                                                                 | "To Make You Feel My Love"                           | "To Make You Feel My Love"                           | "To Make You Feel My Love"                           | "To Make You Feel My Love"                           | "To Make You Feel My Love"                           | "To Make You Feel My Love"                           | "To Make You Feel My Love"                           | "To Make You Feel My Love"                           | "To Make You Feel My Love"                           | "To Make You Feel My Love"                           | "To Make You Feel My Love"                           | "To Make You Feel My Love"                           | "To Make You Feel My Love"                           | "To Make You Feel My Love"                           | "To Make You Feel My Love"                           | "To Make You Feel My Love"                           | "To Make You Feel My Love"                           | "To Make You Feel My Love"                           | "To Make You Feel My Love"                           | "To Make You Feel My Love"                           | "To Make You Feel My Love"                           | "To Make You Feel My Love"                           | "To Make You Feel My Love"                           | "To Make You Feel My Love"                           | "To Make You Feel My Love"                           | "To Make You Feel My Love"                           | "To Make You Feel My Love"                           | "To Make You Feel My Love"                           | "To Make You Feel My Love"                           | "To Make You Feel My Love"                           | "To Make You Feel My Love"                           | "To Make You Feel My Love"                           | "To Make You Feel My Love"                           | "To Make You Feel My Love"                           | "To Make You Feel My Love"                           | "To Make You Feel My Love"                           | "To Make You Feel My Love"                           | "To Make You Feel My Love"                           | "To Make You Feel My Love"                           | "To Make You Feel My Love"                           | "To Make You Feel My Love"                           | "To Make You Feel My Love"                           | "To Make You Feel My Love"                           | "To Make You Feel My Love"                           | "To Make You Feel My Love"                           | "To Make You Feel My Love"                           | "To Make You Feel My Love"                           | "To Make You Feel My Love"                           | "To Make You Feel My Love"                           | "To Make You Feel My Love"                           | "To Make You Feel My Love"                           | "To Make You Feel My Love"                           | "To Make You Feel My Love"                           | "To Make You Feel My Love"                           | "To Make You Feel My Love"                           | "To Make You Feel My Love"                           | "To Make You Feel My Love"                           | "To Make You Feel My Love"                           | "To Make You Feel My Love"                           | "To Make You Feel My Love"                           | "To Make You Feel My Love"                           | "To Make You Feel My Love"                           | "To Make You Feel My Love"                           | "To Make You Feel My Love"                           | "To Make You Feel My Love"                           | "To Make You Feel My Love"                           | "To Make You Feel My Love"                           | "To Make You Feel My Love"                           | "To Make You Feel My Love"                           | "To Make You Feel My Love"                           | "To Make You Feel My Love"                           | "To Make You Feel My Love"                           | "To Make You Feel My Love"                           | "To Make You Feel My Love"                           | "To Make You Feel My Love"                           | "To Make You Feel My Love"                           | "To Make You Feel My Love"                           | "To Make You Feel My Love"                           | "To Make You Feel My Love"                           | "To Make You Feel My Love"                           | "To Make You Feel My Love"                           | "To Make You Feel My Love"                           | "To Make You Feel My Love"                           | "To Make You Feel My Love"                           | "To Make You Feel My Love"                           | "To Make You Feel My Love"                           | "To Make You Feel My Love"                           | "To Make You Feel My Love"                           | "To Make You Feel My Love"                           | "To Make You Feel My Love"                           | "To Make You Feel My Love"                           | "To Make You Feel My Love"                           | "To Make You Feel My Love"                           | "To Make You Feel My Love"                           | "To Make You Feel My Love"                           | "To Make You Feel My Love"                           | "To Make You Feel My Love"                           | "To Make You Feel My Love"                           | "To Make You Feel My Love"                           | "To Make You Feel My Love"                           | Bob Dylan                                          | Bob Dylan                                          | Bob Dylan                                          | Bob Dylan                                          | Bob Dylan                                          | Bob Dylan                                          | Bob Dylan                                          | Bob Dylan                                          | Bob Dylan                                          | Bob Dylan                                          | Bob Dylan                                          | Bob Dylan                                          | Bob Dylan                                          | Bob Dylan                                          | Bob Dylan                                          | Bob Dylan                                          | Bob Dylan                                          | Bob Dylan                                          | Bob Dylan                                          | Bob Dylan                                          | Bob Dylan                                          | Bob Dylan                                          | Bob Dylan                                          | Bob Dylan                                          | Bob Dylan                                          | Bob Dylan                                          | Bob Dylan                                          | Bob Dylan                                          | Bob Dylan                                          | Bob Dylan                                          | Bob Dylan                                          | Bob Dylan                                          | Bob Dylan                                          | Bob Dylan                                          | Bob Dylan                                          | Bob Dylan                                          | Bob Dylan                                          | Bob Dylan                                          | Bob Dylan                                          | Bob Dylan                                          | Bob Dylan                                          | Bob Dylan                                          | Bob Dylan                                          | Bob Dylan                                          | Bob Dylan                                          | Bob Dylan                                          | Bob Dylan                                          | Bob Dylan                                          | Bob Dylan                                          | Bob Dylan                                          | Bob Dylan                                          | Bob Dylan                                          | Bob Dylan                                          | Bob Dylan                                          | Bob Dylan                                          | Bob Dylan                                          | Bob Dylan                                          | Bob Dylan                                          | Bob Dylan                                          | Bob Dylan                                          | Bob Dylan                                          | Bob Dylan                                          | Bob Dylan                                          | Bob Dylan                                          | Bob Dylan                                          | Bob Dylan                                          | Bob Dylan                                          | Bob Dylan                                          | Bob Dylan                                          | Bob Dylan                                          | Bob Dylan                                          | Bob Dylan                                          | Bob Dylan                                          | Bob Dylan                                          | Bob Dylan                                          | Bob Dylan                                          | Bob Dylan                                          | Bob Dylan                                          | Bob Dylan                                          | Bob Dylan                                          | Bob Dylan                                          | Bob Dylan                                          | Bob Dylan                                          | Bob Dylan                                          | Bob Dylan                                          | Bob Dylan                                          | Bob Dylan                                          | Bob Dylan                                          | Bob Dylan                                          | Bob Dylan                                          | Bob Dylan                                          | Bob Dylan                                          | Bob Dylan                                          | Bob Dylan                                          | Bob Dylan                                          | Bob Dylan                                          | Bob Dylan                                          | Bob Dylan                                          | Bob Dylan                                          | Bob Dylan                                          | 3       | 3       | 3       | 3       | 3       | 3       | 3       | 3       | 3       | 3       | 3       | 3       | 3       | 3       | 3       | 3       | 3       | 3       | 3       | 3       | 3       | 3       | 3       | 3       | 3       | 3       | 3       | 3       | 3       | 3       | 3       | 3       | 3       | 3       | 3       | 3       | 3       | 3       | 3       | 3       | 3       | 3       | 3       | 3       | 3       | 3       | 3       | 3       | 3       | 3       | 3       | 3       | 3       | 3       | 3       | 3       | 3       | 3       | 3       | 3       | 3       | 3       | 3       | 3       | 3       | 3       | 3       | 3       | 3       | 3       | 3       | 3       | 3       | 3       | 3       | 3       | 3       | 3       | 3       | 3       | 3       | 3       | 3       | 3       | 3       | 3       | 3       | 3       | 3       | 3       | 3       | 3       | 3       | 3       | 3       | 3       | 3       | 3       | 3       | 3       | A salvo                   | A salvo                   | A salvo                   | A salvo                   | A salvo                   | A salvo                   | A salvo                   | A salvo                   | A salvo                   | A salvo                   | A salvo                   | A salvo                   | A salvo                   | A salvo                   | A salvo                   | A salvo                   | A salvo                   | A salvo                   | A salvo                   | A salvo                   | A salvo                   | A salvo                   | A salvo                   | A salvo                   | A salvo                   | A salvo                   | A salvo                   | A salvo                   | A salvo                   | A salvo                   | A salvo                   | A salvo                   | A salvo                   | A salvo                   | A salvo                   | A salvo                   | A salvo                   | A salvo                   | A salvo                   | A salvo                   | A salvo                   | A salvo                   | A salvo                   | A salvo                   | A salvo                   | A salvo                   | A salvo                   | A salvo                   | A salvo                   | A salvo                   | A salvo                   | A salvo                   | A salvo                   | A salvo                   | A salvo                   | A salvo                   | A salvo                   | A salvo                   | A salvo                   | A salvo                   | A salvo                   | A salvo                   | A salvo                   | A salvo                   | A salvo                   | A salvo                   | A salvo                   | A salvo                   | A salvo                   | A salvo                   | A salvo                   | A salvo                   | A salvo                   | A salvo                   | A salvo                   | A salvo                   | A salvo                   | A salvo                   | A salvo                   | A salvo                   | A salvo                   | A salvo                   | A salvo                   | A salvo                   | A salvo                   | A salvo                   | A salvo                   | A salvo                   | A salvo                   | A salvo                   | A salvo                   | A salvo                   | A salvo                   | A salvo                   | A salvo                   | A salvo                   | A salvo                   | A salvo                   | A salvo                   | A salvo                   |
| Top 10             | Top 10             | Top 10             | Top 10             | Top 10             | Top 10             | Top 10             | Top 10             | Top 10             | Top 10             | Top 10             | Top 10             | Top 10             | Top 10             | Top 10             | Top 10             | Top 10             | Top 10             | Top 10             | Top 10             | Top 10             | Top 10             | Top 10             | Top 10             | Top 10             | Top 10             | Top 10             | Top 10             | Top 10             | Top 10             | Top 10             | Top 10             | Top 10             | Top 10             | Top 10             | Top 10             | Top 10             | Top 10             | Top 10             | Top 10             | Top 10             | Top 10             | Top 10             | Top 10             | Top 10             | Top 10             | Top 10             | Top 10             | Top 10             | Top 10             | Top 10             | Top 10             | Top 10             | Top 10             | Top 10             | Top 10             | Top 10             | Top 10             | Top 10             | Top 10             | Top 10             | Top 10             | Top 10             | Top 10             | Top 10             | Top 10             | Top 10             | Top 10             | Top 10             | Top 10             | Top 10             | Top 10             | Top 10             | Top 10             | Top 10             | Top 10             | Top 10             | Top 10             | Top 10             | Top 10             | Top 10             | Top 10             | Top 10             | Top 10             | Top 10             | Top 10             | Top 10             | Top 10             | Top 10             | Top 10             | Top 10             | Top 10             | Top 10             | Top 10             | Top 10             | Top 10             | Top 10             | Top 10             | Top 10             | Top 10             | Motown                                                                         | Motown                                                                         | Motown                                                                         | Motown                                                                         | Motown                                                                         | Motown                                                                         | Motown                                                                         | Motown                                                                         | Motown                                                                         | Motown                                                                         | Motown                                                                         | Motown                                                                         | Motown                                                                         | Motown                                                                         | Motown                                                                         | Motown                                                                         | Motown                                                                         | Motown                                                                         | Motown                                                                         | Motown                                                                         | Motown                                                                         | Motown                                                                         | Motown                                                                         | Motown                                                                         | Motown                                                                         | Motown                                                                         | Motown                                                                         | Motown                                                                         | Motown                                                                         | Motown                                                                         | Motown                                                                         | Motown                                                                         | Motown                                                                         | Motown                                                                         | Motown                                                                         | Motown                                                                         | Motown                                                                         | Motown                                                                         | Motown                                                                         | Motown                                                                         | Motown                                                                         | Motown                                                                         | Motown                                                                         | Motown                                                                         | Motown                                                                         | Motown                                                                         | Motown                                                                         | Motown                                                                         | Motown                                                                         | Motown                                                                         | Motown                                                                         | Motown                                                                         | Motown                                                                         | Motown                                                                         | Motown                                                                         | Motown                                                                         | Motown                                                                         | Motown                                                                         | Motown                                                                         | Motown                                                                         | Motown                                                                         | Motown                                                                         | Motown                                                                         | Motown                                                                         | Motown                                                                         | Motown                                                                         | Motown                                                                         | Motown                                                                         | Motown                                                                         | Motown                                                                         | Motown                                                                         | Motown                                                                         | Motown                                                                         | Motown                                                                         | Motown                                                                         | Motown                                                                         | Motown                                                                         | Motown                                                                         | Motown                                                                         | Motown                                                                         | Motown                                                                         | Motown                                                                         | Motown                                                                         | Motown                                                                         | Motown                                                                         | Motown                                                                         | Motown                                                                         | Motown                                                                         | Motown                                                                         | Motown                                                                         | Motown                                                                         | Motown                                                                         | Motown                                                                         | Motown                                                                         | Motown                                                                         | Motown                                                                         | Motown                                                                         | Motown                                                                         | Motown                                                                         | Motown                                                                         | "How Sweet It Is (To Be Loved by You)"               | "How Sweet It Is (To Be Loved by You)"               | "How Sweet It Is (To Be Loved by You)"               | "How Sweet It Is (To Be Loved by You)"               | "How Sweet It Is (To Be Loved by You)"               | "How Sweet It Is (To Be Loved by You)"               | "How Sweet It Is (To Be Loved by You)"               | "How Sweet It Is (To Be Loved by You)"               | "How Sweet It Is (To Be Loved by You)"               | "How Sweet It Is (To Be Loved by You)"               | "How Sweet It Is (To Be Loved by You)"               | "How Sweet It Is (To Be Loved by You)"               | "How Sweet It Is (To Be Loved by You)"               | "How Sweet It Is (To Be Loved by You)"               | "How Sweet It Is (To Be Loved by You)"               | "How Sweet It Is (To Be Loved by You)"               | "How Sweet It Is (To Be Loved by You)"               | "How Sweet It Is (To Be Loved by You)"               | "How Sweet It Is (To Be Loved by You)"               | "How Sweet It Is (To Be Loved by You)"               | "How Sweet It Is (To Be Loved by You)"               | "How Sweet It Is (To Be Loved by You)"               | "How Sweet It Is (To Be Loved by You)"               | "How Sweet It Is (To Be Loved by You)"               | "How Sweet It Is (To Be Loved by You)"               | "How Sweet It Is (To Be Loved by You)"               | "How Sweet It Is (To Be Loved by You)"               | "How Sweet It Is (To Be Loved by You)"               | "How Sweet It Is (To Be Loved by You)"               | "How Sweet It Is (To Be Loved by You)"               | "How Sweet It Is (To Be Loved by You)"               | "How Sweet It Is (To Be Loved by You)"               | "How Sweet It Is (To Be Loved by You)"               | "How Sweet It Is (To Be Loved by You)"               | "How Sweet It Is (To Be Loved by You)"               | "How Sweet It Is (To Be Loved by You)"               | "How Sweet It Is (To Be Loved by You)"               | "How Sweet It Is (To Be Loved by You)"               | "How Sweet It Is (To Be Loved by You)"               | "How Sweet It Is (To Be Loved by You)"               | "How Sweet It Is (To Be Loved by You)"               | "How Sweet It Is (To Be Loved by You)"               | "How Sweet It Is (To Be Loved by You)"               | "How Sweet It Is (To Be Loved by You)"               | "How Sweet It Is (To Be Loved by You)"               | "How Sweet It Is (To Be Loved by You)"               | "How Sweet It Is (To Be Loved by You)"               | "How Sweet It Is (To Be Loved by You)"               | "How Sweet It Is (To Be Loved by You)"               | "How Sweet It Is (To Be Loved by You)"               | "How Sweet It Is (To Be Loved by You)"               | "How Sweet It Is (To Be Loved by You)"               | "How Sweet It Is (To Be Loved by You)"               | "How Sweet It Is (To Be Loved by You)"               | "How Sweet It Is (To Be Loved by You)"               | "How Sweet It Is (To Be Loved by You)"               | "How Sweet It Is (To Be Loved by You)"               | "How Sweet It Is (To Be Loved by You)"               | "How Sweet It Is (To Be Loved by You)"               | "How Sweet It Is (To Be Loved by You)"               | "How Sweet It Is (To Be Loved by You)"               | "How Sweet It Is (To Be Loved by You)"               | "How Sweet It Is (To Be Loved by You)"               | "How Sweet It Is (To Be Loved by You)"               | "How Sweet It Is (To Be Loved by You)"               | "How Sweet It Is (To Be Loved by You)"               | "How Sweet It Is (To Be Loved by You)"               | "How Sweet It Is (To Be Loved by You)"               | "How Sweet It Is (To Be Loved by You)"               | "How Sweet It Is (To Be Loved by You)"               | "How Sweet It Is (To Be Loved by You)"               | "How Sweet It Is (To Be Loved by You)"               | "How Sweet It Is (To Be Loved by You)"               | "How Sweet It Is (To Be Loved by You)"               | "How Sweet It Is (To Be Loved by You)"               | "How Sweet It Is (To Be Loved by You)"               | "How Sweet It Is (To Be Loved by You)"               | "How Sweet It Is (To Be Loved by You)"               | "How Sweet It Is (To Be Loved by You)"               | "How Sweet It Is (To Be Loved by You)"               | "How Sweet It Is (To Be Loved by You)"               | "How Sweet It Is (To Be Loved by You)"               | "How Sweet It Is (To Be Loved by You)"               | "How Sweet It Is (To Be Loved by You)"               | "How Sweet It Is (To Be Loved by You)"               | "How Sweet It Is (To Be Loved by You)"               | "How Sweet It Is (To Be Loved by You)"               | "How Sweet It Is (To Be Loved by You)"               | "How Sweet It Is (To Be Loved by You)"               | "How Sweet It Is (To Be Loved by You)"               | "How Sweet It Is (To Be Loved by You)"               | "How Sweet It Is (To Be Loved by You)"               | "How Sweet It Is (To Be Loved by You)"               | "How Sweet It Is (To Be Loved by You)"               | "How Sweet It Is (To Be Loved by You)"               | "How Sweet It Is (To Be Loved by You)"               | "How Sweet It Is (To Be Loved by You)"               | "How Sweet It Is (To Be Loved by You)"               | "How Sweet It Is (To Be Loved by You)"               | "How Sweet It Is (To Be Loved by You)"               | Marvin Gaye                                        | Marvin Gaye                                        | Marvin Gaye                                        | Marvin Gaye                                        | Marvin Gaye                                        | Marvin Gaye                                        | Marvin Gaye                                        | Marvin Gaye                                        | Marvin Gaye                                        | Marvin Gaye                                        | Marvin Gaye                                        | Marvin Gaye                                        | Marvin Gaye                                        | Marvin Gaye                                        | Marvin Gaye                                        | Marvin Gaye                                        | Marvin Gaye                                        | Marvin Gaye                                        | Marvin Gaye                                        | Marvin Gaye                                        | Marvin Gaye                                        | Marvin Gaye                                        | Marvin Gaye                                        | Marvin Gaye                                        | Marvin Gaye                                        | Marvin Gaye                                        | Marvin Gaye                                        | Marvin Gaye                                        | Marvin Gaye                                        | Marvin Gaye                                        | Marvin Gaye                                        | Marvin Gaye                                        | Marvin Gaye                                        | Marvin Gaye                                        | Marvin Gaye                                        | Marvin Gaye                                        | Marvin Gaye                                        | Marvin Gaye                                        | Marvin Gaye                                        | Marvin Gaye                                        | Marvin Gaye                                        | Marvin Gaye                                        | Marvin Gaye                                        | Marvin Gaye                                        | Marvin Gaye                                        | Marvin Gaye                                        | Marvin Gaye                                        | Marvin Gaye                                        | Marvin Gaye                                        | Marvin Gaye                                        | Marvin Gaye                                        | Marvin Gaye                                        | Marvin Gaye                                        | Marvin Gaye                                        | Marvin Gaye                                        | Marvin Gaye                                        | Marvin Gaye                                        | Marvin Gaye                                        | Marvin Gaye                                        | Marvin Gaye                                        | Marvin Gaye                                        | Marvin Gaye                                        | Marvin Gaye                                        | Marvin Gaye                                        | Marvin Gaye                                        | Marvin Gaye                                        | Marvin Gaye                                        | Marvin Gaye                                        | Marvin Gaye                                        | Marvin Gaye                                        | Marvin Gaye                                        | Marvin Gaye                                        | Marvin Gaye                                        | Marvin Gaye                                        | Marvin Gaye                                        | Marvin Gaye                                        | Marvin Gaye                                        | Marvin Gaye                                        | Marvin Gaye                                        | Marvin Gaye                                        | Marvin Gaye                                        | Marvin Gaye                                        | Marvin Gaye                                        | Marvin Gaye                                        | Marvin Gaye                                        | Marvin Gaye                                        | Marvin Gaye                                        | Marvin Gaye                                        | Marvin Gaye                                        | Marvin Gaye                                        | Marvin Gaye                                        | Marvin Gaye                                        | Marvin Gaye                                        | Marvin Gaye                                        | Marvin Gaye                                        | Marvin Gaye                                        | Marvin Gaye                                        | Marvin Gaye                                        | Marvin Gaye                                        | Marvin Gaye                                        | 2       | 2       | 2       | 2       | 2       | 2       | 2       | 2       | 2       | 2       | 2       | 2       | 2       | 2       | 2       | 2       | 2       | 2       | 2       | 2       | 2       | 2       | 2       | 2       | 2       | 2       | 2       | 2       | 2       | 2       | 2       | 2       | 2       | 2       | 2       | 2       | 2       | 2       | 2       | 2       | 2       | 2       | 2       | 2       | 2       | 2       | 2       | 2       | 2       | 2       | 2       | 2       | 2       | 2       | 2       | 2       | 2       | 2       | 2       | 2       | 2       | 2       | 2       | 2       | 2       | 2       | 2       | 2       | 2       | 2       | 2       | 2       | 2       | 2       | 2       | 2       | 2       | 2       | 2       | 2       | 2       | 2       | 2       | 2       | 2       | 2       | 2       | 2       | 2       | 2       | 2       | 2       | 2       | 2       | 2       | 2       | 2       | 2       | 2       | 2       | A salvo                   | A salvo                   | A salvo                   | A salvo                   | A salvo                   | A salvo                   | A salvo                   | A salvo                   | A salvo                   | A salvo                   | A salvo                   | A salvo                   | A salvo                   | A salvo                   | A salvo                   | A salvo                   | A salvo                   | A salvo                   | A salvo                   | A salvo                   | A salvo                   | A salvo                   | A salvo                   | A salvo                   | A salvo                   | A salvo                   | A salvo                   | A salvo                   | A salvo                   | A salvo                   | A salvo                   | A salvo                   | A salvo                   | A salvo                   | A salvo                   | A salvo                   | A salvo                   | A salvo                   | A salvo                   | A salvo                   | A salvo                   | A salvo                   | A salvo                   | A salvo                   | A salvo                   | A salvo                   | A salvo                   | A salvo                   | A salvo                   | A salvo                   | A salvo                   | A salvo                   | A salvo                   | A salvo                   | A salvo                   | A salvo                   | A salvo                   | A salvo                   | A salvo                   | A salvo                   | A salvo                   | A salvo                   | A salvo                   | A salvo                   | A salvo                   | A salvo                   | A salvo                   | A salvo                   | A salvo                   | A salvo                   | A salvo                   | A salvo                   | A salvo                   | A salvo                   | A salvo                   | A salvo                   | A salvo                   | A salvo                   | A salvo                   | A salvo                   | A salvo                   | A salvo                   | A salvo                   | A salvo                   | A salvo                   | A salvo                   | A salvo                   | A salvo                   | A salvo                   | A salvo                   | A salvo                   | A salvo                   | A salvo                   | A salvo                   | A salvo                   | A salvo                   | A salvo                   | A salvo                   | A salvo                   | A salvo                   |
| Top 9              | Top 9              | Top 9              | Top 9              | Top 9              | Top 9              | Top 9              | Top 9              | Top 9              | Top 9              | Top 9              | Top 9              | Top 9              | Top 9              | Top 9              | Top 9              | Top 9              | Top 9              | Top 9              | Top 9              | Top 9              | Top 9              | Top 9              | Top 9              | Top 9              | Top 9              | Top 9              | Top 9              | Top 9              | Top 9              | Top 9              | Top 9              | Top 9              | Top 9              | Top 9              | Top 9              | Top 9              | Top 9              | Top 9              | Top 9              | Top 9              | Top 9              | Top 9              | Top 9              | Top 9              | Top 9              | Top 9              | Top 9              | Top 9              | Top 9              | Top 9              | Top 9              | Top 9              | Top 9              | Top 9              | Top 9              | Top 9              | Top 9              | Top 9              | Top 9              | Top 9              | Top 9              | Top 9              | Top 9              | Top 9              | Top 9              | Top 9              | Top 9              | Top 9              | Top 9              | Top 9              | Top 9              | Top 9              | Top 9              | Top 9              | Top 9              | Top 9              | Top 9              | Top 9              | Top 9              | Top 9              | Top 9              | Top 9              | Top 9              | Top 9              | Top 9              | Top 9              | Top 9              | Top 9              | Top 9              | Top 9              | Top 9              | Top 9              | Top 9              | Top 9              | Top 9              | Top 9              | Top 9              | Top 9              | Top 9              | Mayor número de descargas                                                      | Mayor número de descargas                                                      | Mayor número de descargas                                                      | Mayor número de descargas                                                      | Mayor número de descargas                                                      | Mayor número de descargas                                                      | Mayor número de descargas                                                      | Mayor número de descargas                                                      | Mayor número de descargas                                                      | Mayor número de descargas                                                      | Mayor número de descargas                                                      | Mayor número de descargas                                                      | Mayor número de descargas                                                      | Mayor número de descargas                                                      | Mayor número de descargas                                                      | Mayor número de descargas                                                      | Mayor número de descargas                                                      | Mayor número de descargas                                                      | Mayor número de descargas                                                      | Mayor número de descargas                                                      | Mayor número de descargas                                                      | Mayor número de descargas                                                      | Mayor número de descargas                                                      | Mayor número de descargas                                                      | Mayor número de descargas                                                      | Mayor número de descargas                                                      | Mayor número de descargas                                                      | Mayor número de descargas                                                      | Mayor número de descargas                                                      | Mayor número de descargas                                                      | Mayor número de descargas                                                      | Mayor número de descargas                                                      | Mayor número de descargas                                                      | Mayor número de descargas                                                      | Mayor número de descargas                                                      | Mayor número de descargas                                                      | Mayor número de descargas                                                      | Mayor número de descargas                                                      | Mayor número de descargas                                                      | Mayor número de descargas                                                      | Mayor número de descargas                                                      | Mayor número de descargas                                                      | Mayor número de descargas                                                      | Mayor número de descargas                                                      | Mayor número de descargas                                                      | Mayor número de descargas                                                      | Mayor número de descargas                                                      | Mayor número de descargas                                                      | Mayor número de descargas                                                      | Mayor número de descargas                                                      | Mayor número de descargas                                                      | Mayor número de descargas                                                      | Mayor número de descargas                                                      | Mayor número de descargas                                                      | Mayor número de descargas                                                      | Mayor número de descargas                                                      | Mayor número de descargas                                                      | Mayor número de descargas                                                      | Mayor número de descargas                                                      | Mayor número de descargas                                                      | Mayor número de descargas                                                      | Mayor número de descargas                                                      | Mayor número de descargas                                                      | Mayor número de descargas                                                      | Mayor número de descargas                                                      | Mayor número de descargas                                                      | Mayor número de descargas                                                      | Mayor número de descargas                                                      | Mayor número de descargas                                                      | Mayor número de descargas                                                      | Mayor número de descargas                                                      | Mayor número de descargas                                                      | Mayor número de descargas                                                      | Mayor número de descargas                                                      | Mayor número de descargas                                                      | Mayor número de descargas                                                      | Mayor número de descargas                                                      | Mayor número de descargas                                                      | Mayor número de descargas                                                      | Mayor número de descargas                                                      | Mayor número de descargas                                                      | Mayor número de descargas                                                      | Mayor número de descargas                                                      | Mayor número de descargas                                                      | Mayor número de descargas                                                      | Mayor número de descargas                                                      | Mayor número de descargas                                                      | Mayor número de descargas                                                      | Mayor número de descargas                                                      | Mayor número de descargas                                                      | Mayor número de descargas                                                      | Mayor número de descargas                                                      | Mayor número de descargas                                                      | Mayor número de descargas                                                      | Mayor número de descargas                                                      | Mayor número de descargas                                                      | Mayor número de descargas                                                      | Mayor número de descargas                                                      | Mayor número de descargas                                                      | Mayor número de descargas                                                      | "Ain't No Sunshine"                                  | "Ain't No Sunshine"                                  | "Ain't No Sunshine"                                  | "Ain't No Sunshine"                                  | "Ain't No Sunshine"                                  | "Ain't No Sunshine"                                  | "Ain't No Sunshine"                                  | "Ain't No Sunshine"                                  | "Ain't No Sunshine"                                  | "Ain't No Sunshine"                                  | "Ain't No Sunshine"                                  | "Ain't No Sunshine"                                  | "Ain't No Sunshine"                                  | "Ain't No Sunshine"                                  | "Ain't No Sunshine"                                  | "Ain't No Sunshine"                                  | "Ain't No Sunshine"                                  | "Ain't No Sunshine"                                  | "Ain't No Sunshine"                                  | "Ain't No Sunshine"                                  | "Ain't No Sunshine"                                  | "Ain't No Sunshine"                                  | "Ain't No Sunshine"                                  | "Ain't No Sunshine"                                  | "Ain't No Sunshine"                                  | "Ain't No Sunshine"                                  | "Ain't No Sunshine"                                  | "Ain't No Sunshine"                                  | "Ain't No Sunshine"                                  | "Ain't No Sunshine"                                  | "Ain't No Sunshine"                                  | "Ain't No Sunshine"                                  | "Ain't No Sunshine"                                  | "Ain't No Sunshine"                                  | "Ain't No Sunshine"                                  | "Ain't No Sunshine"                                  | "Ain't No Sunshine"                                  | "Ain't No Sunshine"                                  | "Ain't No Sunshine"                                  | "Ain't No Sunshine"                                  | "Ain't No Sunshine"                                  | "Ain't No Sunshine"                                  | "Ain't No Sunshine"                                  | "Ain't No Sunshine"                                  | "Ain't No Sunshine"                                  | "Ain't No Sunshine"                                  | "Ain't No Sunshine"                                  | "Ain't No Sunshine"                                  | "Ain't No Sunshine"                                  | "Ain't No Sunshine"                                  | "Ain't No Sunshine"                                  | "Ain't No Sunshine"                                  | "Ain't No Sunshine"                                  | "Ain't No Sunshine"                                  | "Ain't No Sunshine"                                  | "Ain't No Sunshine"                                  | "Ain't No Sunshine"                                  | "Ain't No Sunshine"                                  | "Ain't No Sunshine"                                  | "Ain't No Sunshine"                                  | "Ain't No Sunshine"                                  | "Ain't No Sunshine"                                  | "Ain't No Sunshine"                                  | "Ain't No Sunshine"                                  | "Ain't No Sunshine"                                  | "Ain't No Sunshine"                                  | "Ain't No Sunshine"                                  | "Ain't No Sunshine"                                  | "Ain't No Sunshine"                                  | "Ain't No Sunshine"                                  | "Ain't No Sunshine"                                  | "Ain't No Sunshine"                                  | "Ain't No Sunshine"                                  | "Ain't No Sunshine"                                  | "Ain't No Sunshine"                                  | "Ain't No Sunshine"                                  | "Ain't No Sunshine"                                  | "Ain't No Sunshine"                                  | "Ain't No Sunshine"                                  | "Ain't No Sunshine"                                  | "Ain't No Sunshine"                                  | "Ain't No Sunshine"                                  | "Ain't No Sunshine"                                  | "Ain't No Sunshine"                                  | "Ain't No Sunshine"                                  | "Ain't No Sunshine"                                  | "Ain't No Sunshine"                                  | "Ain't No Sunshine"                                  | "Ain't No Sunshine"                                  | "Ain't No Sunshine"                                  | "Ain't No Sunshine"                                  | "Ain't No Sunshine"                                  | "Ain't No Sunshine"                                  | "Ain't No Sunshine"                                  | "Ain't No Sunshine"                                  | "Ain't No Sunshine"                                  | "Ain't No Sunshine"                                  | "Ain't No Sunshine"                                  | "Ain't No Sunshine"                                  | "Ain't No Sunshine"                                  | Bill Withers                                       | Bill Withers                                       | Bill Withers                                       | Bill Withers                                       | Bill Withers                                       | Bill Withers                                       | Bill Withers                                       | Bill Withers                                       | Bill Withers                                       | Bill Withers                                       | Bill Withers                                       | Bill Withers                                       | Bill Withers                                       | Bill Withers                                       | Bill Withers                                       | Bill Withers                                       | Bill Withers                                       | Bill Withers                                       | Bill Withers                                       | Bill Withers                                       | Bill Withers                                       | Bill Withers                                       | Bill Withers                                       | Bill Withers                                       | Bill Withers                                       | Bill Withers                                       | Bill Withers                                       | Bill Withers                                       | Bill Withers                                       | Bill Withers                                       | Bill Withers                                       | Bill Withers                                       | Bill Withers                                       | Bill Withers                                       | Bill Withers                                       | Bill Withers                                       | Bill Withers                                       | Bill Withers                                       | Bill Withers                                       | Bill Withers                                       | Bill Withers                                       | Bill Withers                                       | Bill Withers                                       | Bill Withers                                       | Bill Withers                                       | Bill Withers                                       | Bill Withers                                       | Bill Withers                                       | Bill Withers                                       | Bill Withers                                       | Bill Withers                                       | Bill Withers                                       | Bill Withers                                       | Bill Withers                                       | Bill Withers                                       | Bill Withers                                       | Bill Withers                                       | Bill Withers                                       | Bill Withers                                       | Bill Withers                                       | Bill Withers                                       | Bill Withers                                       | Bill Withers                                       | Bill Withers                                       | Bill Withers                                       | Bill Withers                                       | Bill Withers                                       | Bill Withers                                       | Bill Withers                                       | Bill Withers                                       | Bill Withers                                       | Bill Withers                                       | Bill Withers                                       | Bill Withers                                       | Bill Withers                                       | Bill Withers                                       | Bill Withers                                       | Bill Withers                                       | Bill Withers                                       | Bill Withers                                       | Bill Withers                                       | Bill Withers                                       | Bill Withers                                       | Bill Withers                                       | Bill Withers                                       | Bill Withers                                       | Bill Withers                                       | Bill Withers                                       | Bill Withers                                       | Bill Withers                                       | Bill Withers                                       | Bill Withers                                       | Bill Withers                                       | Bill Withers                                       | Bill Withers                                       | Bill Withers                                       | Bill Withers                                       | Bill Withers                                       | Bill Withers                                       | Bill Withers                                       | 9       | 9       | 9       | 9       | 9       | 9       | 9       | 9       | 9       | 9       | 9       | 9       | 9       | 9       | 9       | 9       | 9       | 9       | 9       | 9       | 9       | 9       | 9       | 9       | 9       | 9       | 9       | 9       | 9       | 9       | 9       | 9       | 9       | 9       | 9       | 9       | 9       | 9       | 9       | 9       | 9       | 9       | 9       | 9       | 9       | 9       | 9       | 9       | 9       | 9       | 9       | 9       | 9       | 9       | 9       | 9       | 9       | 9       | 9       | 9       | 9       | 9       | 9       | 9       | 9       | 9       | 9       | 9       | 9       | 9       | 9       | 9       | 9       | 9       | 9       | 9       | 9       | 9       | 9       | 9       | 9       | 9       | 9       | 9       | 9       | 9       | 9       | 9       | 9       | 9       | 9       | 9       | 9       | 9       | 9       | 9       | 9       | 9       | 9       | 9       | A salvo                   | A salvo                   | A salvo                   | A salvo                   | A salvo                   | A salvo                   | A salvo                   | A salvo                   | A salvo                   | A salvo                   | A salvo                   | A salvo                   | A salvo                   | A salvo                   | A salvo                   | A salvo                   | A salvo                   | A salvo                   | A salvo                   | A salvo                   | A salvo                   | A salvo                   | A salvo                   | A salvo                   | A salvo                   | A salvo                   | A salvo                   | A salvo                   | A salvo                   | A salvo                   | A salvo                   | A salvo                   | A salvo                   | A salvo                   | A salvo                   | A salvo                   | A salvo                   | A salvo                   | A salvo                   | A salvo                   | A salvo                   | A salvo                   | A salvo                   | A salvo                   | A salvo                   | A salvo                   | A salvo                   | A salvo                   | A salvo                   | A salvo                   | A salvo                   | A salvo                   | A salvo                   | A salvo                   | A salvo                   | A salvo                   | A salvo                   | A salvo                   | A salvo                   | A salvo                   | A salvo                   | A salvo                   | A salvo                   | A salvo                   | A salvo                   | A salvo                   | A salvo                   | A salvo                   | A salvo                   | A salvo                   | A salvo                   | A salvo                   | A salvo                   | A salvo                   | A salvo                   | A salvo                   | A salvo                   | A salvo                   | A salvo                   | A salvo                   | A salvo                   | A salvo                   | A salvo                   | A salvo                   | A salvo                   | A salvo                   | A salvo                   | A salvo                   | A salvo                   | A salvo                   | A salvo                   | A salvo                   | A salvo                   | A salvo                   | A salvo                   | A salvo                   | A salvo                   | A salvo                   | A salvo                   | A salvo                   |
| Top 8              | Top 8              | Top 8              | Top 8              | Top 8              | Top 8              | Top 8              | Top 8              | Top 8              | Top 8              | Top 8              | Top 8              | Top 8              | Top 8              | Top 8              | Top 8              | Top 8              | Top 8              | Top 8              | Top 8              | Top 8              | Top 8              | Top 8              | Top 8              | Top 8              | Top 8              | Top 8              | Top 8              | Top 8              | Top 8              | Top 8              | Top 8              | Top 8              | Top 8              | Top 8              | Top 8              | Top 8              | Top 8              | Top 8              | Top 8              | Top 8              | Top 8              | Top 8              | Top 8              | Top 8              | Top 8              | Top 8              | Top 8              | Top 8              | Top 8              | Top 8              | Top 8              | Top 8              | Top 8              | Top 8              | Top 8              | Top 8              | Top 8              | Top 8              | Top 8              | Top 8              | Top 8              | Top 8              | Top 8              | Top 8              | Top 8              | Top 8              | Top 8              | Top 8              | Top 8              | Top 8              | Top 8              | Top 8              | Top 8              | Top 8              | Top 8              | Top 8              | Top 8              | Top 8              | Top 8              | Top 8              | Top 8              | Top 8              | Top 8              | Top 8              | Top 8              | Top 8              | Top 8              | Top 8              | Top 8              | Top 8              | Top 8              | Top 8              | Top 8              | Top 8              | Top 8              | Top 8              | Top 8              | Top 8              | Top 8              | Año en que nacieron                                                            | Año en que nacieron                                                            | Año en que nacieron                                                            | Año en que nacieron                                                            | Año en que nacieron                                                            | Año en que nacieron                                                            | Año en que nacieron                                                            | Año en que nacieron                                                            | Año en que nacieron                                                            | Año en que nacieron                                                            | Año en que nacieron                                                            | Año en que nacieron                                                            | Año en que nacieron                                                            | Año en que nacieron                                                            | Año en que nacieron                                                            | Año en que nacieron                                                            | Año en que nacieron                                                            | Año en que nacieron                                                            | Año en que nacieron                                                            | Año en que nacieron                                                            | Año en que nacieron                                                            | Año en que nacieron                                                            | Año en que nacieron                                                            | Año en que nacieron                                                            | Año en que nacieron                                                            | Año en que nacieron                                                            | Año en que nacieron                                                            | Año en que nacieron                                                            | Año en que nacieron                                                            | Año en que nacieron                                                            | Año en que nacieron                                                            | Año en que nacieron                                                            | Año en que nacieron                                                            | Año en que nacieron                                                            | Año en que nacieron                                                            | Año en que nacieron                                                            | Año en que nacieron                                                            | Año en que nacieron                                                            | Año en que nacieron                                                            | Año en que nacieron                                                            | Año en que nacieron                                                            | Año en que nacieron                                                            | Año en que nacieron                                                            | Año en que nacieron                                                            | Año en que nacieron                                                            | Año en que nacieron                                                            | Año en que nacieron                                                            | Año en que nacieron                                                            | Año en que nacieron                                                            | Año en que nacieron                                                            | Año en que nacieron                                                            | Año en que nacieron                                                            | Año en que nacieron                                                            | Año en que nacieron                                                            | Año en que nacieron                                                            | Año en que nacieron                                                            | Año en que nacieron                                                            | Año en que nacieron                                                            | Año en que nacieron                                                            | Año en que nacieron                                                            | Año en que nacieron                                                            | Año en que nacieron                                                            | Año en que nacieron                                                            | Año en que nacieron                                                            | Año en que nacieron                                                            | Año en que nacieron                                                            | Año en que nacieron                                                            | Año en que nacieron                                                            | Año en que nacieron                                                            | Año en que nacieron                                                            | Año en que nacieron                                                            | Año en que nacieron                                                            | Año en que nacieron                                                            | Año en que nacieron                                                            | Año en que nacieron                                                            | Año en que nacieron                                                            | Año en que nacieron                                                            | Año en que nacieron                                                            | Año en que nacieron                                                            | Año en que nacieron                                                            | Año en que nacieron                                                            | Año en que nacieron                                                            | Año en que nacieron                                                            | Año en que nacieron                                                            | Año en que nacieron                                                            | Año en que nacieron                                                            | Año en que nacieron                                                            | Año en que nacieron                                                            | Año en que nacieron                                                            | Año en que nacieron                                                            | Año en que nacieron                                                            | Año en que nacieron                                                            | Año en que nacieron                                                            | Año en que nacieron                                                            | Año en que nacieron                                                            | Año en que nacieron                                                            | Año en que nacieron                                                            | Año en que nacieron                                                            | Año en que nacieron                                                            | Año en que nacieron                                                            | "All She Wants to Do Is Dance"                       | "All She Wants to Do Is Dance"                       | "All She Wants to Do Is Dance"                       | "All She Wants to Do Is Dance"                       | "All She Wants to Do Is Dance"                       | "All She Wants to Do Is Dance"                       | "All She Wants to Do Is Dance"                       | "All She Wants to Do Is Dance"                       | "All She Wants to Do Is Dance"                       | "All She Wants to Do Is Dance"                       | "All She Wants to Do Is Dance"                       | "All She Wants to Do Is Dance"                       | "All She Wants to Do Is Dance"                       | "All She Wants to Do Is Dance"                       | "All She Wants to Do Is Dance"                       | "All She Wants to Do Is Dance"                       | "All She Wants to Do Is Dance"                       | "All She Wants to Do Is Dance"                       | "All She Wants to Do Is Dance"                       | "All She Wants to Do Is Dance"                       | "All She Wants to Do Is Dance"                       | "All She Wants to Do Is Dance"                       | "All She Wants to Do Is Dance"                       | "All She Wants to Do Is Dance"                       | "All She Wants to Do Is Dance"                       | "All She Wants to Do Is Dance"                       | "All She Wants to Do Is Dance"                       | "All She Wants to Do Is Dance"                       | "All She Wants to Do Is Dance"                       | "All She Wants to Do Is Dance"                       | "All She Wants to Do Is Dance"                       | "All She Wants to Do Is Dance"                       | "All She Wants to Do Is Dance"                       | "All She Wants to Do Is Dance"                       | "All She Wants to Do Is Dance"                       | "All She Wants to Do Is Dance"                       | "All She Wants to Do Is Dance"                       | "All She Wants to Do Is Dance"                       | "All She Wants to Do Is Dance"                       | "All She Wants to Do Is Dance"                       | "All She Wants to Do Is Dance"                       | "All She Wants to Do Is Dance"                       | "All She Wants to Do Is Dance"                       | "All She Wants to Do Is Dance"                       | "All She Wants to Do Is Dance"                       | "All She Wants to Do Is Dance"                       | "All She Wants to Do Is Dance"                       | "All She Wants to Do Is Dance"                       | "All She Wants to Do Is Dance"                       | "All She Wants to Do Is Dance"                       | "All She Wants to Do Is Dance"                       | "All She Wants to Do Is Dance"                       | "All She Wants to Do Is Dance"                       | "All She Wants to Do Is Dance"                       | "All She Wants to Do Is Dance"                       | "All She Wants to Do Is Dance"                       | "All She Wants to Do Is Dance"                       | "All She Wants to Do Is Dance"                       | "All She Wants to Do Is Dance"                       | "All She Wants to Do Is Dance"                       | "All She Wants to Do Is Dance"                       | "All She Wants to Do Is Dance"                       | "All She Wants to Do Is Dance"                       | "All She Wants to Do Is Dance"                       | "All She Wants to Do Is Dance"                       | "All She Wants to Do Is Dance"                       | "All She Wants to Do Is Dance"                       | "All She Wants to Do Is Dance"                       | "All She Wants to Do Is Dance"                       | "All She Wants to Do Is Dance"                       | "All She Wants to Do Is Dance"                       | "All She Wants to Do Is Dance"                       | "All She Wants to Do Is Dance"                       | "All She Wants to Do Is Dance"                       | "All She Wants to Do Is Dance"                       | "All She Wants to Do Is Dance"                       | "All She Wants to Do Is Dance"                       | "All She Wants to Do Is Dance"                       | "All She Wants to Do Is Dance"                       | "All She Wants to Do Is Dance"                       | "All She Wants to Do Is Dance"                       | "All She Wants to Do Is Dance"                       | "All She Wants to Do Is Dance"                       | "All She Wants to Do Is Dance"                       | "All She Wants to Do Is Dance"                       | "All She Wants to Do Is Dance"                       | "All She Wants to Do Is Dance"                       | "All She Wants to Do Is Dance"                       | "All She Wants to Do Is Dance"                       | "All She Wants to Do Is Dance"                       | "All She Wants to Do Is Dance"                       | "All She Wants to Do Is Dance"                       | "All She Wants to Do Is Dance"                       | "All She Wants to Do Is Dance"                       | "All She Wants to Do Is Dance"                       | "All She Wants to Do Is Dance"                       | "All She Wants to Do Is Dance"                       | "All She Wants to Do Is Dance"                       | "All She Wants to Do Is Dance"                       | "All She Wants to Do Is Dance"                       | Don Henley                                         | Don Henley                                         | Don Henley                                         | Don Henley                                         | Don Henley                                         | Don Henley                                         | Don Henley                                         | Don Henley                                         | Don Henley                                         | Don Henley                                         | Don Henley                                         | Don Henley                                         | Don Henley                                         | Don Henley                                         | Don Henley                                         | Don Henley                                         | Don Henley                                         | Don Henley                                         | Don Henley                                         | Don Henley                                         | Don Henley                                         | Don Henley                                         | Don Henley                                         | Don Henley                                         | Don Henley                                         | Don Henley                                         | Don Henley                                         | Don Henley                                         | Don Henley                                         | Don Henley                                         | Don Henley                                         | Don Henley                                         | Don Henley                                         | Don Henley                                         | Don Henley                                         | Don Henley                                         | Don Henley                                         | Don Henley                                         | Don Henley                                         | Don Henley                                         | Don Henley                                         | Don Henley                                         | Don Henley                                         | Don Henley                                         | Don Henley                                         | Don Henley                                         | Don Henley                                         | Don Henley                                         | Don Henley                                         | Don Henley                                         | Don Henley                                         | Don Henley                                         | Don Henley                                         | Don Henley                                         | Don Henley                                         | Don Henley                                         | Don Henley                                         | Don Henley                                         | Don Henley                                         | Don Henley                                         | Don Henley                                         | Don Henley                                         | Don Henley                                         | Don Henley                                         | Don Henley                                         | Don Henley                                         | Don Henley                                         | Don Henley                                         | Don Henley                                         | Don Henley                                         | Don Henley                                         | Don Henley                                         | Don Henley                                         | Don Henley                                         | Don Henley                                         | Don Henley                                         | Don Henley                                         | Don Henley                                         | Don Henley                                         | Don Henley                                         | Don Henley                                         | Don Henley                                         | Don Henley                                         | Don Henley                                         | Don Henley                                         | Don Henley                                         | Don Henley                                         | Don Henley                                         | Don Henley                                         | Don Henley                                         | Don Henley                                         | Don Henley                                         | Don Henley                                         | Don Henley                                         | Don Henley                                         | Don Henley                                         | Don Henley                                         | Don Henley                                         | Don Henley                                         | Don Henley                                         | 2       | 2       | 2       | 2       | 2       | 2       | 2       | 2       | 2       | 2       | 2       | 2       | 2       | 2       | 2       | 2       | 2       | 2       | 2       | 2       | 2       | 2       | 2       | 2       | 2       | 2       | 2       | 2       | 2       | 2       | 2       | 2       | 2       | 2       | 2       | 2       | 2       | 2       | 2       | 2       | 2       | 2       | 2       | 2       | 2       | 2       | 2       | 2       | 2       | 2       | 2       | 2       | 2       | 2       | 2       | 2       | 2       | 2       | 2       | 2       | 2       | 2       | 2       | 2       | 2       | 2       | 2       | 2       | 2       | 2       | 2       | 2       | 2       | 2       | 2       | 2       | 2       | 2       | 2       | 2       | 2       | 2       | 2       | 2       | 2       | 2       | 2       | 2       | 2       | 2       | 2       | 2       | 2       | 2       | 2       | 2       | 2       | 2       | 2       | 2       | A salvo                   | A salvo                   | A salvo                   | A salvo                   | A salvo                   | A salvo                   | A salvo                   | A salvo                   | A salvo                   | A salvo                   | A salvo                   | A salvo                   | A salvo                   | A salvo                   | A salvo                   | A salvo                   | A salvo                   | A salvo                   | A salvo                   | A salvo                   | A salvo                   | A salvo                   | A salvo                   | A salvo                   | A salvo                   | A salvo                   | A salvo                   | A salvo                   | A salvo                   | A salvo                   | A salvo                   | A salvo                   | A salvo                   | A salvo                   | A salvo                   | A salvo                   | A salvo                   | A salvo                   | A salvo                   | A salvo                   | A salvo                   | A salvo                   | A salvo                   | A salvo                   | A salvo                   | A salvo                   | A salvo                   | A salvo                   | A salvo                   | A salvo                   | A salvo                   | A salvo                   | A salvo                   | A salvo                   | A salvo                   | A salvo                   | A salvo                   | A salvo                   | A salvo                   | A salvo                   | A salvo                   | A salvo                   | A salvo                   | A salvo                   | A salvo                   | A salvo                   | A salvo                   | A salvo                   | A salvo                   | A salvo                   | A salvo                   | A salvo                   | A salvo                   | A salvo                   | A salvo                   | A salvo                   | A salvo                   | A salvo                   | A salvo                   | A salvo                   | A salvo                   | A salvo                   | A salvo                   | A salvo                   | A salvo                   | A salvo                   | A salvo                   | A salvo                   | A salvo                   | A salvo                   | A salvo                   | A salvo                   | A salvo                   | A salvo                   | A salvo                   | A salvo                   | A salvo                   | A salvo                   | A salvo                   | A salvo                   |
| Top 7              | Top 7              | Top 7              | Top 7              | Top 7              | Top 7              | Top 7              | Top 7              | Top 7              | Top 7              | Top 7              | Top 7              | Top 7              | Top 7              | Top 7              | Top 7              | Top 7              | Top 7              | Top 7              | Top 7              | Top 7              | Top 7              | Top 7              | Top 7              | Top 7              | Top 7              | Top 7              | Top 7              | Top 7              | Top 7              | Top 7              | Top 7              | Top 7              | Top 7              | Top 7              | Top 7              | Top 7              | Top 7              | Top 7              | Top 7              | Top 7              | Top 7              | Top 7              | Top 7              | Top 7              | Top 7              | Top 7              | Top 7              | Top 7              | Top 7              | Top 7              | Top 7              | Top 7              | Top 7              | Top 7              | Top 7              | Top 7              | Top 7              | Top 7              | Top 7              | Top 7              | Top 7              | Top 7              | Top 7              | Top 7              | Top 7              | Top 7              | Top 7              | Top 7              | Top 7              | Top 7              | Top 7              | Top 7              | Top 7              | Top 7              | Top 7              | Top 7              | Top 7              | Top 7              | Top 7              | Top 7              | Top 7              | Top 7              | Top 7              | Top 7              | Top 7              | Top 7              | Top 7              | Top 7              | Top 7              | Top 7              | Top 7              | Top 7              | Top 7              | Top 7              | Top 7              | Top 7              | Top 7              | Top 7              | Top 7              | Canciones del cine                                                             | Canciones del cine                                                             | Canciones del cine                                                             | Canciones del cine                                                             | Canciones del cine                                                             | Canciones del cine                                                             | Canciones del cine                                                             | Canciones del cine                                                             | Canciones del cine                                                             | Canciones del cine                                                             | Canciones del cine                                                             | Canciones del cine                                                             | Canciones del cine                                                             | Canciones del cine                                                             | Canciones del cine                                                             | Canciones del cine                                                             | Canciones del cine                                                             | Canciones del cine                                                             | Canciones del cine                                                             | Canciones del cine                                                             | Canciones del cine                                                             | Canciones del cine                                                             | Canciones del cine                                                             | Canciones del cine                                                             | Canciones del cine                                                             | Canciones del cine                                                             | Canciones del cine                                                             | Canciones del cine                                                             | Canciones del cine                                                             | Canciones del cine                                                             | Canciones del cine                                                             | Canciones del cine                                                             | Canciones del cine                                                             | Canciones del cine                                                             | Canciones del cine                                                             | Canciones del cine                                                             | Canciones del cine                                                             | Canciones del cine                                                             | Canciones del cine                                                             | Canciones del cine                                                             | Canciones del cine                                                             | Canciones del cine                                                             | Canciones del cine                                                             | Canciones del cine                                                             | Canciones del cine                                                             | Canciones del cine                                                             | Canciones del cine                                                             | Canciones del cine                                                             | Canciones del cine                                                             | Canciones del cine                                                             | Canciones del cine                                                             | Canciones del cine                                                             | Canciones del cine                                                             | Canciones del cine                                                             | Canciones del cine                                                             | Canciones del cine                                                             | Canciones del cine                                                             | Canciones del cine                                                             | Canciones del cine                                                             | Canciones del cine                                                             | Canciones del cine                                                             | Canciones del cine                                                             | Canciones del cine                                                             | Canciones del cine                                                             | Canciones del cine                                                             | Canciones del cine                                                             | Canciones del cine                                                             | Canciones del cine                                                             | Canciones del cine                                                             | Canciones del cine                                                             | Canciones del cine                                                             | Canciones del cine                                                             | Canciones del cine                                                             | Canciones del cine                                                             | Canciones del cine                                                             | Canciones del cine                                                             | Canciones del cine                                                             | Canciones del cine                                                             | Canciones del cine                                                             | Canciones del cine                                                             | Canciones del cine                                                             | Canciones del cine                                                             | Canciones del cine                                                             | Canciones del cine                                                             | Canciones del cine                                                             | Canciones del cine                                                             | Canciones del cine                                                             | Canciones del cine                                                             | Canciones del cine                                                             | Canciones del cine                                                             | Canciones del cine                                                             | Canciones del cine                                                             | Canciones del cine                                                             | Canciones del cine                                                             | Canciones del cine                                                             | Canciones del cine                                                             | Canciones del cine                                                             | Canciones del cine                                                             | Canciones del cine                                                             | Canciones del cine                                                             | "Falling Slowly" - Once                              | "Falling Slowly" - Once                              | "Falling Slowly" - Once                              | "Falling Slowly" - Once                              | "Falling Slowly" - Once                              | "Falling Slowly" - Once                              | "Falling Slowly" - Once                              | "Falling Slowly" - Once                              | "Falling Slowly" - Once                              | "Falling Slowly" - Once                              | "Falling Slowly" - Once                              | "Falling Slowly" - Once                              | "Falling Slowly" - Once                              | "Falling Slowly" - Once                              | "Falling Slowly" - Once                              | "Falling Slowly" - Once                              | "Falling Slowly" - Once                              | "Falling Slowly" - Once                              | "Falling Slowly" - Once                              | "Falling Slowly" - Once                              | "Falling Slowly" - Once                              | "Falling Slowly" - Once                              | "Falling Slowly" - Once                              | "Falling Slowly" - Once                              | "Falling Slowly" - Once                              | "Falling Slowly" - Once                              | "Falling Slowly" - Once                              | "Falling Slowly" - Once                              | "Falling Slowly" - Once                              | "Falling Slowly" - Once                              | "Falling Slowly" - Once                              | "Falling Slowly" - Once                              | "Falling Slowly" - Once                              | "Falling Slowly" - Once                              | "Falling Slowly" - Once                              | "Falling Slowly" - Once                              | "Falling Slowly" - Once                              | "Falling Slowly" - Once                              | "Falling Slowly" - Once                              | "Falling Slowly" - Once                              | "Falling Slowly" - Once                              | "Falling Slowly" - Once                              | "Falling Slowly" - Once                              | "Falling Slowly" - Once                              | "Falling Slowly" - Once                              | "Falling Slowly" - Once                              | "Falling Slowly" - Once                              | "Falling Slowly" - Once                              | "Falling Slowly" - Once                              | "Falling Slowly" - Once                              | "Falling Slowly" - Once                              | "Falling Slowly" - Once                              | "Falling Slowly" - Once                              | "Falling Slowly" - Once                              | "Falling Slowly" - Once                              | "Falling Slowly" - Once                              | "Falling Slowly" - Once                              | "Falling Slowly" - Once                              | "Falling Slowly" - Once                              | "Falling Slowly" - Once                              | "Falling Slowly" - Once                              | "Falling Slowly" - Once                              | "Falling Slowly" - Once                              | "Falling Slowly" - Once                              | "Falling Slowly" - Once                              | "Falling Slowly" - Once                              | "Falling Slowly" - Once                              | "Falling Slowly" - Once                              | "Falling Slowly" - Once                              | "Falling Slowly" - Once                              | "Falling Slowly" - Once                              | "Falling Slowly" - Once                              | "Falling Slowly" - Once                              | "Falling Slowly" - Once                              | "Falling Slowly" - Once                              | "Falling Slowly" - Once                              | "Falling Slowly" - Once                              | "Falling Slowly" - Once                              | "Falling Slowly" - Once                              | "Falling Slowly" - Once                              | "Falling Slowly" - Once                              | "Falling Slowly" - Once                              | "Falling Slowly" - Once                              | "Falling Slowly" - Once                              | "Falling Slowly" - Once                              | "Falling Slowly" - Once                              | "Falling Slowly" - Once                              | "Falling Slowly" - Once                              | "Falling Slowly" - Once                              | "Falling Slowly" - Once                              | "Falling Slowly" - Once                              | "Falling Slowly" - Once                              | "Falling Slowly" - Once                              | "Falling Slowly" - Once                              | "Falling Slowly" - Once                              | "Falling Slowly" - Once                              | "Falling Slowly" - Once                              | "Falling Slowly" - Once                              | "Falling Slowly" - Once                              | "Falling Slowly" - Once                              | Glen Hansard & Markéta Irglová                     | Glen Hansard & Markéta Irglová                     | Glen Hansard & Markéta Irglová                     | Glen Hansard & Markéta Irglová                     | Glen Hansard & Markéta Irglová                     | Glen Hansard & Markéta Irglová                     | Glen Hansard & Markéta Irglová                     | Glen Hansard & Markéta Irglová                     | Glen Hansard & Markéta Irglová                     | Glen Hansard & Markéta Irglová                     | Glen Hansard & Markéta Irglová                     | Glen Hansard & Markéta Irglová                     | Glen Hansard & Markéta Irglová                     | Glen Hansard & Markéta Irglová                     | Glen Hansard & Markéta Irglová                     | Glen Hansard & Markéta Irglová                     | Glen Hansard & Markéta Irglová                     | Glen Hansard & Markéta Irglová                     | Glen Hansard & Markéta Irglová                     | Glen Hansard & Markéta Irglová                     | Glen Hansard & Markéta Irglová                     | Glen Hansard & Markéta Irglová                     | Glen Hansard & Markéta Irglová                     | Glen Hansard & Markéta Irglová                     | Glen Hansard & Markéta Irglová                     | Glen Hansard & Markéta Irglová                     | Glen Hansard & Markéta Irglová                     | Glen Hansard & Markéta Irglová                     | Glen Hansard & Markéta Irglová                     | Glen Hansard & Markéta Irglová                     | Glen Hansard & Markéta Irglová                     | Glen Hansard & Markéta Irglová                     | Glen Hansard & Markéta Irglová                     | Glen Hansard & Markéta Irglová                     | Glen Hansard & Markéta Irglová                     | Glen Hansard & Markéta Irglová                     | Glen Hansard & Markéta Irglová                     | Glen Hansard & Markéta Irglová                     | Glen Hansard & Markéta Irglová                     | Glen Hansard & Markéta Irglová                     | Glen Hansard & Markéta Irglová                     | Glen Hansard & Markéta Irglová                     | Glen Hansard & Markéta Irglová                     | Glen Hansard & Markéta Irglová                     | Glen Hansard & Markéta Irglová                     | Glen Hansard & Markéta Irglová                     | Glen Hansard & Markéta Irglová                     | Glen Hansard & Markéta Irglová                     | Glen Hansard & Markéta Irglová                     | Glen Hansard & Markéta Irglová                     | Glen Hansard & Markéta Irglová                     | Glen Hansard & Markéta Irglová                     | Glen Hansard & Markéta Irglová                     | Glen Hansard & Markéta Irglová                     | Glen Hansard & Markéta Irglová                     | Glen Hansard & Markéta Irglová                     | Glen Hansard & Markéta Irglová                     | Glen Hansard & Markéta Irglová                     | Glen Hansard & Markéta Irglová                     | Glen Hansard & Markéta Irglová                     | Glen Hansard & Markéta Irglová                     | Glen Hansard & Markéta Irglová                     | Glen Hansard & Markéta Irglová                     | Glen Hansard & Markéta Irglová                     | Glen Hansard & Markéta Irglová                     | Glen Hansard & Markéta Irglová                     | Glen Hansard & Markéta Irglová                     | Glen Hansard & Markéta Irglová                     | Glen Hansard & Markéta Irglová                     | Glen Hansard & Markéta Irglová                     | Glen Hansard & Markéta Irglová                     | Glen Hansard & Markéta Irglová                     | Glen Hansard & Markéta Irglová                     | Glen Hansard & Markéta Irglová                     | Glen Hansard & Markéta Irglová                     | Glen Hansard & Markéta Irglová                     | Glen Hansard & Markéta Irglová                     | Glen Hansard & Markéta Irglová                     | Glen Hansard & Markéta Irglová                     | Glen Hansard & Markéta Irglová                     | Glen Hansard & Markéta Irglová                     | Glen Hansard & Markéta Irglová                     | Glen Hansard & Markéta Irglová                     | Glen Hansard & Markéta Irglová                     | Glen Hansard & Markéta Irglová                     | Glen Hansard & Markéta Irglová                     | Glen Hansard & Markéta Irglová                     | Glen Hansard & Markéta Irglová                     | Glen Hansard & Markéta Irglová                     | Glen Hansard & Markéta Irglová                     | Glen Hansard & Markéta Irglová                     | Glen Hansard & Markéta Irglová                     | Glen Hansard & Markéta Irglová                     | Glen Hansard & Markéta Irglová                     | Glen Hansard & Markéta Irglová                     | Glen Hansard & Markéta Irglová                     | Glen Hansard & Markéta Irglová                     | Glen Hansard & Markéta Irglová                     | Glen Hansard & Markéta Irglová                     | Glen Hansard & Markéta Irglová                     | 6       | 6       | 6       | 6       | 6       | 6       | 6       | 6       | 6       | 6       | 6       | 6       | 6       | 6       | 6       | 6       | 6       | 6       | 6       | 6       | 6       | 6       | 6       | 6       | 6       | 6       | 6       | 6       | 6       | 6       | 6       | 6       | 6       | 6       | 6       | 6       | 6       | 6       | 6       | 6       | 6       | 6       | 6       | 6       | 6       | 6       | 6       | 6       | 6       | 6       | 6       | 6       | 6       | 6       | 6       | 6       | 6       | 6       | 6       | 6       | 6       | 6       | 6       | 6       | 6       | 6       | 6       | 6       | 6       | 6       | 6       | 6       | 6       | 6       | 6       | 6       | 6       | 6       | 6       | 6       | 6       | 6       | 6       | 6       | 6       | 6       | 6       | 6       | 6       | 6       | 6       | 6       | 6       | 6       | 6       | 6       | 6       | 6       | 6       | 6       | A salvo                   | A salvo                   | A salvo                   | A salvo                   | A salvo                   | A salvo                   | A salvo                   | A salvo                   | A salvo                   | A salvo                   | A salvo                   | A salvo                   | A salvo                   | A salvo                   | A salvo                   | A salvo                   | A salvo                   | A salvo                   | A salvo                   | A salvo                   | A salvo                   | A salvo                   | A salvo                   | A salvo                   | A salvo                   | A salvo                   | A salvo                   | A salvo                   | A salvo                   | A salvo                   | A salvo                   | A salvo                   | A salvo                   | A salvo                   | A salvo                   | A salvo                   | A salvo                   | A salvo                   | A salvo                   | A salvo                   | A salvo                   | A salvo                   | A salvo                   | A salvo                   | A salvo                   | A salvo                   | A salvo                   | A salvo                   | A salvo                   | A salvo                   | A salvo                   | A salvo                   | A salvo                   | A salvo                   | A salvo                   | A salvo                   | A salvo                   | A salvo                   | A salvo                   | A salvo                   | A salvo                   | A salvo                   | A salvo                   | A salvo                   | A salvo                   | A salvo                   | A salvo                   | A salvo                   | A salvo                   | A salvo                   | A salvo                   | A salvo                   | A salvo                   | A salvo                   | A salvo                   | A salvo                   | A salvo                   | A salvo                   | A salvo                   | A salvo                   | A salvo                   | A salvo                   | A salvo                   | A salvo                   | A salvo                   | A salvo                   | A salvo                   | A salvo                   | A salvo                   | A salvo                   | A salvo                   | A salvo                   | A salvo                   | A salvo                   | A salvo                   | A salvo                   | A salvo                   | A salvo                   | A salvo                   | A salvo                   |
| Top 7*             | Top 7*             | Top 7*             | Top 7*             | Top 7*             | Top 7*             | Top 7*             | Top 7*             | Top 7*             | Top 7*             | Top 7*             | Top 7*             | Top 7*             | Top 7*             | Top 7*             | Top 7*             | Top 7*             | Top 7*             | Top 7*             | Top 7*             | Top 7*             | Top 7*             | Top 7*             | Top 7*             | Top 7*             | Top 7*             | Top 7*             | Top 7*             | Top 7*             | Top 7*             | Top 7*             | Top 7*             | Top 7*             | Top 7*             | Top 7*             | Top 7*             | Top 7*             | Top 7*             | Top 7*             | Top 7*             | Top 7*             | Top 7*             | Top 7*             | Top 7*             | Top 7*             | Top 7*             | Top 7*             | Top 7*             | Top 7*             | Top 7*             | Top 7*             | Top 7*             | Top 7*             | Top 7*             | Top 7*             | Top 7*             | Top 7*             | Top 7*             | Top 7*             | Top 7*             | Top 7*             | Top 7*             | Top 7*             | Top 7*             | Top 7*             | Top 7*             | Top 7*             | Top 7*             | Top 7*             | Top 7*             | Top 7*             | Top 7*             | Top 7*             | Top 7*             | Top 7*             | Top 7*             | Top 7*             | Top 7*             | Top 7*             | Top 7*             | Top 7*             | Top 7*             | Top 7*             | Top 7*             | Top 7*             | Top 7*             | Top 7*             | Top 7*             | Top 7*             | Top 7*             | Top 7*             | Top 7*             | Top 7*             | Top 7*             | Top 7*             | Top 7*             | Top 7*             | Top 7*             | Top 7*             | Top 7*             | Disco                                                                          | Disco                                                                          | Disco                                                                          | Disco                                                                          | Disco                                                                          | Disco                                                                          | Disco                                                                          | Disco                                                                          | Disco                                                                          | Disco                                                                          | Disco                                                                          | Disco                                                                          | Disco                                                                          | Disco                                                                          | Disco                                                                          | Disco                                                                          | Disco                                                                          | Disco                                                                          | Disco                                                                          | Disco                                                                          | Disco                                                                          | Disco                                                                          | Disco                                                                          | Disco                                                                          | Disco                                                                          | Disco                                                                          | Disco                                                                          | Disco                                                                          | Disco                                                                          | Disco                                                                          | Disco                                                                          | Disco                                                                          | Disco                                                                          | Disco                                                                          | Disco                                                                          | Disco                                                                          | Disco                                                                          | Disco                                                                          | Disco                                                                          | Disco                                                                          | Disco                                                                          | Disco                                                                          | Disco                                                                          | Disco                                                                          | Disco                                                                          | Disco                                                                          | Disco                                                                          | Disco                                                                          | Disco                                                                          | Disco                                                                          | Disco                                                                          | Disco                                                                          | Disco                                                                          | Disco                                                                          | Disco                                                                          | Disco                                                                          | Disco                                                                          | Disco                                                                          | Disco                                                                          | Disco                                                                          | Disco                                                                          | Disco                                                                          | Disco                                                                          | Disco                                                                          | Disco                                                                          | Disco                                                                          | Disco                                                                          | Disco                                                                          | Disco                                                                          | Disco                                                                          | Disco                                                                          | Disco                                                                          | Disco                                                                          | Disco                                                                          | Disco                                                                          | Disco                                                                          | Disco                                                                          | Disco                                                                          | Disco                                                                          | Disco                                                                          | Disco                                                                          | Disco                                                                          | Disco                                                                          | Disco                                                                          | Disco                                                                          | Disco                                                                          | Disco                                                                          | Disco                                                                          | Disco                                                                          | Disco                                                                          | Disco                                                                          | Disco                                                                          | Disco                                                                          | Disco                                                                          | Disco                                                                          | Disco                                                                          | Disco                                                                          | Disco                                                                          | Disco                                                                          | Disco                                                                          | "She Works Hard for the Money"                       | "She Works Hard for the Money"                       | "She Works Hard for the Money"                       | "She Works Hard for the Money"                       | "She Works Hard for the Money"                       | "She Works Hard for the Money"                       | "She Works Hard for the Money"                       | "She Works Hard for the Money"                       | "She Works Hard for the Money"                       | "She Works Hard for the Money"                       | "She Works Hard for the Money"                       | "She Works Hard for the Money"                       | "She Works Hard for the Money"                       | "She Works Hard for the Money"                       | "She Works Hard for the Money"                       | "She Works Hard for the Money"                       | "She Works Hard for the Money"                       | "She Works Hard for the Money"                       | "She Works Hard for the Money"                       | "She Works Hard for the Money"                       | "She Works Hard for the Money"                       | "She Works Hard for the Money"                       | "She Works Hard for the Money"                       | "She Works Hard for the Money"                       | "She Works Hard for the Money"                       | "She Works Hard for the Money"                       | "She Works Hard for the Money"                       | "She Works Hard for the Money"                       | "She Works Hard for the Money"                       | "She Works Hard for the Money"                       | "She Works Hard for the Money"                       | "She Works Hard for the Money"                       | "She Works Hard for the Money"                       | "She Works Hard for the Money"                       | "She Works Hard for the Money"                       | "She Works Hard for the Money"                       | "She Works Hard for the Money"                       | "She Works Hard for the Money"                       | "She Works Hard for the Money"                       | "She Works Hard for the Money"                       | "She Works Hard for the Money"                       | "She Works Hard for the Money"                       | "She Works Hard for the Money"                       | "She Works Hard for the Money"                       | "She Works Hard for the Money"                       | "She Works Hard for the Money"                       | "She Works Hard for the Money"                       | "She Works Hard for the Money"                       | "She Works Hard for the Money"                       | "She Works Hard for the Money"                       | "She Works Hard for the Money"                       | "She Works Hard for the Money"                       | "She Works Hard for the Money"                       | "She Works Hard for the Money"                       | "She Works Hard for the Money"                       | "She Works Hard for the Money"                       | "She Works Hard for the Money"                       | "She Works Hard for the Money"                       | "She Works Hard for the Money"                       | "She Works Hard for the Money"                       | "She Works Hard for the Money"                       | "She Works Hard for the Money"                       | "She Works Hard for the Money"                       | "She Works Hard for the Money"                       | "She Works Hard for the Money"                       | "She Works Hard for the Money"                       | "She Works Hard for the Money"                       | "She Works Hard for the Money"                       | "She Works Hard for the Money"                       | "She Works Hard for the Money"                       | "She Works Hard for the Money"                       | "She Works Hard for the Money"                       | "She Works Hard for the Money"                       | "She Works Hard for the Money"                       | "She Works Hard for the Money"                       | "She Works Hard for the Money"                       | "She Works Hard for the Money"                       | "She Works Hard for the Money"                       | "She Works Hard for the Money"                       | "She Works Hard for the Money"                       | "She Works Hard for the Money"                       | "She Works Hard for the Money"                       | "She Works Hard for the Money"                       | "She Works Hard for the Money"                       | "She Works Hard for the Money"                       | "She Works Hard for the Money"                       | "She Works Hard for the Money"                       | "She Works Hard for the Money"                       | "She Works Hard for the Money"                       | "She Works Hard for the Money"                       | "She Works Hard for the Money"                       | "She Works Hard for the Money"                       | "She Works Hard for the Money"                       | "She Works Hard for the Money"                       | "She Works Hard for the Money"                       | "She Works Hard for the Money"                       | "She Works Hard for the Money"                       | "She Works Hard for the Money"                       | "She Works Hard for the Money"                       | "She Works Hard for the Money"                       | Donna Summer                                       | Donna Summer                                       | Donna Summer                                       | Donna Summer                                       | Donna Summer                                       | Donna Summer                                       | Donna Summer                                       | Donna Summer                                       | Donna Summer                                       | Donna Summer                                       | Donna Summer                                       | Donna Summer                                       | Donna Summer                                       | Donna Summer                                       | Donna Summer                                       | Donna Summer                                       | Donna Summer                                       | Donna Summer                                       | Donna Summer                                       | Donna Summer                                       | Donna Summer                                       | Donna Summer                                       | Donna Summer                                       | Donna Summer                                       | Donna Summer                                       | Donna Summer                                       | Donna Summer                                       | Donna Summer                                       | Donna Summer                                       | Donna Summer                                       | Donna Summer                                       | Donna Summer                                       | Donna Summer                                       | Donna Summer                                       | Donna Summer                                       | Donna Summer                                       | Donna Summer                                       | Donna Summer                                       | Donna Summer                                       | Donna Summer                                       | Donna Summer                                       | Donna Summer                                       | Donna Summer                                       | Donna Summer                                       | Donna Summer                                       | Donna Summer                                       | Donna Summer                                       | Donna Summer                                       | Donna Summer                                       | Donna Summer                                       | Donna Summer                                       | Donna Summer                                       | Donna Summer                                       | Donna Summer                                       | Donna Summer                                       | Donna Summer                                       | Donna Summer                                       | Donna Summer                                       | Donna Summer                                       | Donna Summer                                       | Donna Summer                                       | Donna Summer                                       | Donna Summer                                       | Donna Summer                                       | Donna Summer                                       | Donna Summer                                       | Donna Summer                                       | Donna Summer                                       | Donna Summer                                       | Donna Summer                                       | Donna Summer                                       | Donna Summer                                       | Donna Summer                                       | Donna Summer                                       | Donna Summer                                       | Donna Summer                                       | Donna Summer                                       | Donna Summer                                       | Donna Summer                                       | Donna Summer                                       | Donna Summer                                       | Donna Summer                                       | Donna Summer                                       | Donna Summer                                       | Donna Summer                                       | Donna Summer                                       | Donna Summer                                       | Donna Summer                                       | Donna Summer                                       | Donna Summer                                       | Donna Summer                                       | Donna Summer                                       | Donna Summer                                       | Donna Summer                                       | Donna Summer                                       | Donna Summer                                       | Donna Summer                                       | Donna Summer                                       | Donna Summer                                       | Donna Summer                                       | 2       | 2       | 2       | 2       | 2       | 2       | 2       | 2       | 2       | 2       | 2       | 2       | 2       | 2       | 2       | 2       | 2       | 2       | 2       | 2       | 2       | 2       | 2       | 2       | 2       | 2       | 2       | 2       | 2       | 2       | 2       | 2       | 2       | 2       | 2       | 2       | 2       | 2       | 2       | 2       | 2       | 2       | 2       | 2       | 2       | 2       | 2       | 2       | 2       | 2       | 2       | 2       | 2       | 2       | 2       | 2       | 2       | 2       | 2       | 2       | 2       | 2       | 2       | 2       | 2       | 2       | 2       | 2       | 2       | 2       | 2       | 2       | 2       | 2       | 2       | 2       | 2       | 2       | 2       | 2       | 2       | 2       | 2       | 2       | 2       | 2       | 2       | 2       | 2       | 2       | 2       | 2       | 2       | 2       | 2       | 2       | 2       | 2       | 2       | 2       | A salvo                   | A salvo                   | A salvo                   | A salvo                   | A salvo                   | A salvo                   | A salvo                   | A salvo                   | A salvo                   | A salvo                   | A salvo                   | A salvo                   | A salvo                   | A salvo                   | A salvo                   | A salvo                   | A salvo                   | A salvo                   | A salvo                   | A salvo                   | A salvo                   | A salvo                   | A salvo                   | A salvo                   | A salvo                   | A salvo                   | A salvo                   | A salvo                   | A salvo                   | A salvo                   | A salvo                   | A salvo                   | A salvo                   | A salvo                   | A salvo                   | A salvo                   | A salvo                   | A salvo                   | A salvo                   | A salvo                   | A salvo                   | A salvo                   | A salvo                   | A salvo                   | A salvo                   | A salvo                   | A salvo                   | A salvo                   | A salvo                   | A salvo                   | A salvo                   | A salvo                   | A salvo                   | A salvo                   | A salvo                   | A salvo                   | A salvo                   | A salvo                   | A salvo                   | A salvo                   | A salvo                   | A salvo                   | A salvo                   | A salvo                   | A salvo                   | A salvo                   | A salvo                   | A salvo                   | A salvo                   | A salvo                   | A salvo                   | A salvo                   | A salvo                   | A salvo                   | A salvo                   | A salvo                   | A salvo                   | A salvo                   | A salvo                   | A salvo                   | A salvo                   | A salvo                   | A salvo                   | A salvo                   | A salvo                   | A salvo                   | A salvo                   | A salvo                   | A salvo                   | A salvo                   | A salvo                   | A salvo                   | A salvo                   | A salvo                   | A salvo                   | A salvo                   | A salvo                   | A salvo                   | A salvo                   | A salvo                   |
| Top 5              | Top 5              | Top 5              | Top 5              | Top 5              | Top 5              | Top 5              | Top 5              | Top 5              | Top 5              | Top 5              | Top 5              | Top 5              | Top 5              | Top 5              | Top 5              | Top 5              | Top 5              | Top 5              | Top 5              | Top 5              | Top 5              | Top 5              | Top 5              | Top 5              | Top 5              | Top 5              | Top 5              | Top 5              | Top 5              | Top 5              | Top 5              | Top 5              | Top 5              | Top 5              | Top 5              | Top 5              | Top 5              | Top 5              | Top 5              | Top 5              | Top 5              | Top 5              | Top 5              | Top 5              | Top 5              | Top 5              | Top 5              | Top 5              | Top 5              | Top 5              | Top 5              | Top 5              | Top 5              | Top 5              | Top 5              | Top 5              | Top 5              | Top 5              | Top 5              | Top 5              | Top 5              | Top 5              | Top 5              | Top 5              | Top 5              | Top 5              | Top 5              | Top 5              | Top 5              | Top 5              | Top 5              | Top 5              | Top 5              | Top 5              | Top 5              | Top 5              | Top 5              | Top 5              | Top 5              | Top 5              | Top 5              | Top 5              | Top 5              | Top 5              | Top 5              | Top 5              | Top 5              | Top 5              | Top 5              | Top 5              | Top 5              | Top 5              | Top 5              | Top 5              | Top 5              | Top 5              | Top 5              | Top 5              | Top 5              | Rat Pack Standards                                                             | Rat Pack Standards                                                             | Rat Pack Standards                                                             | Rat Pack Standards                                                             | Rat Pack Standards                                                             | Rat Pack Standards                                                             | Rat Pack Standards                                                             | Rat Pack Standards                                                             | Rat Pack Standards                                                             | Rat Pack Standards                                                             | Rat Pack Standards                                                             | Rat Pack Standards                                                             | Rat Pack Standards                                                             | Rat Pack Standards                                                             | Rat Pack Standards                                                             | Rat Pack Standards                                                             | Rat Pack Standards                                                             | Rat Pack Standards                                                             | Rat Pack Standards                                                             | Rat Pack Standards                                                             | Rat Pack Standards                                                             | Rat Pack Standards                                                             | Rat Pack Standards                                                             | Rat Pack Standards                                                             | Rat Pack Standards                                                             | Rat Pack Standards                                                             | Rat Pack Standards                                                             | Rat Pack Standards                                                             | Rat Pack Standards                                                             | Rat Pack Standards                                                             | Rat Pack Standards                                                             | Rat Pack Standards                                                             | Rat Pack Standards                                                             | Rat Pack Standards                                                             | Rat Pack Standards                                                             | Rat Pack Standards                                                             | Rat Pack Standards                                                             | Rat Pack Standards                                                             | Rat Pack Standards                                                             | Rat Pack Standards                                                             | Rat Pack Standards                                                             | Rat Pack Standards                                                             | Rat Pack Standards                                                             | Rat Pack Standards                                                             | Rat Pack Standards                                                             | Rat Pack Standards                                                             | Rat Pack Standards                                                             | Rat Pack Standards                                                             | Rat Pack Standards                                                             | Rat Pack Standards                                                             | Rat Pack Standards                                                             | Rat Pack Standards                                                             | Rat Pack Standards                                                             | Rat Pack Standards                                                             | Rat Pack Standards                                                             | Rat Pack Standards                                                             | Rat Pack Standards                                                             | Rat Pack Standards                                                             | Rat Pack Standards                                                             | Rat Pack Standards                                                             | Rat Pack Standards                                                             | Rat Pack Standards                                                             | Rat Pack Standards                                                             | Rat Pack Standards                                                             | Rat Pack Standards                                                             | Rat Pack Standards                                                             | Rat Pack Standards                                                             | Rat Pack Standards                                                             | Rat Pack Standards                                                             | Rat Pack Standards                                                             | Rat Pack Standards                                                             | Rat Pack Standards                                                             | Rat Pack Standards                                                             | Rat Pack Standards                                                             | Rat Pack Standards                                                             | Rat Pack Standards                                                             | Rat Pack Standards                                                             | Rat Pack Standards                                                             | Rat Pack Standards                                                             | Rat Pack Standards                                                             | Rat Pack Standards                                                             | Rat Pack Standards                                                             | Rat Pack Standards                                                             | Rat Pack Standards                                                             | Rat Pack Standards                                                             | Rat Pack Standards                                                             | Rat Pack Standards                                                             | Rat Pack Standards                                                             | Rat Pack Standards                                                             | Rat Pack Standards                                                             | Rat Pack Standards                                                             | Rat Pack Standards                                                             | Rat Pack Standards                                                             | Rat Pack Standards                                                             | Rat Pack Standards                                                             | Rat Pack Standards                                                             | Rat Pack Standards                                                             | Rat Pack Standards                                                             | Rat Pack Standards                                                             | Rat Pack Standards                                                             | "The Way You Look Tonight"                           | "The Way You Look Tonight"                           | "The Way You Look Tonight"                           | "The Way You Look Tonight"                           | "The Way You Look Tonight"                           | "The Way You Look Tonight"                           | "The Way You Look Tonight"                           | "The Way You Look Tonight"                           | "The Way You Look Tonight"                           | "The Way You Look Tonight"                           | "The Way You Look Tonight"                           | "The Way You Look Tonight"                           | "The Way You Look Tonight"                           | "The Way You Look Tonight"                           | "The Way You Look Tonight"                           | "The Way You Look Tonight"                           | "The Way You Look Tonight"                           | "The Way You Look Tonight"                           | "The Way You Look Tonight"                           | "The Way You Look Tonight"                           | "The Way You Look Tonight"                           | "The Way You Look Tonight"                           | "The Way You Look Tonight"                           | "The Way You Look Tonight"                           | "The Way You Look Tonight"                           | "The Way You Look Tonight"                           | "The Way You Look Tonight"                           | "The Way You Look Tonight"                           | "The Way You Look Tonight"                           | "The Way You Look Tonight"                           | "The Way You Look Tonight"                           | "The Way You Look Tonight"                           | "The Way You Look Tonight"                           | "The Way You Look Tonight"                           | "The Way You Look Tonight"                           | "The Way You Look Tonight"                           | "The Way You Look Tonight"                           | "The Way You Look Tonight"                           | "The Way You Look Tonight"                           | "The Way You Look Tonight"                           | "The Way You Look Tonight"                           | "The Way You Look Tonight"                           | "The Way You Look Tonight"                           | "The Way You Look Tonight"                           | "The Way You Look Tonight"                           | "The Way You Look Tonight"                           | "The Way You Look Tonight"                           | "The Way You Look Tonight"                           | "The Way You Look Tonight"                           | "The Way You Look Tonight"                           | "The Way You Look Tonight"                           | "The Way You Look Tonight"                           | "The Way You Look Tonight"                           | "The Way You Look Tonight"                           | "The Way You Look Tonight"                           | "The Way You Look Tonight"                           | "The Way You Look Tonight"                           | "The Way You Look Tonight"                           | "The Way You Look Tonight"                           | "The Way You Look Tonight"                           | "The Way You Look Tonight"                           | "The Way You Look Tonight"                           | "The Way You Look Tonight"                           | "The Way You Look Tonight"                           | "The Way You Look Tonight"                           | "The Way You Look Tonight"                           | "The Way You Look Tonight"                           | "The Way You Look Tonight"                           | "The Way You Look Tonight"                           | "The Way You Look Tonight"                           | "The Way You Look Tonight"                           | "The Way You Look Tonight"                           | "The Way You Look Tonight"                           | "The Way You Look Tonight"                           | "The Way You Look Tonight"                           | "The Way You Look Tonight"                           | "The Way You Look Tonight"                           | "The Way You Look Tonight"                           | "The Way You Look Tonight"                           | "The Way You Look Tonight"                           | "The Way You Look Tonight"                           | "The Way You Look Tonight"                           | "The Way You Look Tonight"                           | "The Way You Look Tonight"                           | "The Way You Look Tonight"                           | "The Way You Look Tonight"                           | "The Way You Look Tonight"                           | "The Way You Look Tonight"                           | "The Way You Look Tonight"                           | "The Way You Look Tonight"                           | "The Way You Look Tonight"                           | "The Way You Look Tonight"                           | "The Way You Look Tonight"                           | "The Way You Look Tonight"                           | "The Way You Look Tonight"                           | "The Way You Look Tonight"                           | "The Way You Look Tonight"                           | "The Way You Look Tonight"                           | "The Way You Look Tonight"                           | "The Way You Look Tonight"                           | Frank Sinatra                                      | Frank Sinatra                                      | Frank Sinatra                                      | Frank Sinatra                                      | Frank Sinatra                                      | Frank Sinatra                                      | Frank Sinatra                                      | Frank Sinatra                                      | Frank Sinatra                                      | Frank Sinatra                                      | Frank Sinatra                                      | Frank Sinatra                                      | Frank Sinatra                                      | Frank Sinatra                                      | Frank Sinatra                                      | Frank Sinatra                                      | Frank Sinatra                                      | Frank Sinatra                                      | Frank Sinatra                                      | Frank Sinatra                                      | Frank Sinatra                                      | Frank Sinatra                                      | Frank Sinatra                                      | Frank Sinatra                                      | Frank Sinatra                                      | Frank Sinatra                                      | Frank Sinatra                                      | Frank Sinatra                                      | Frank Sinatra                                      | Frank Sinatra                                      | Frank Sinatra                                      | Frank Sinatra                                      | Frank Sinatra                                      | Frank Sinatra                                      | Frank Sinatra                                      | Frank Sinatra                                      | Frank Sinatra                                      | Frank Sinatra                                      | Frank Sinatra                                      | Frank Sinatra                                      | Frank Sinatra                                      | Frank Sinatra                                      | Frank Sinatra                                      | Frank Sinatra                                      | Frank Sinatra                                      | Frank Sinatra                                      | Frank Sinatra                                      | Frank Sinatra                                      | Frank Sinatra                                      | Frank Sinatra                                      | Frank Sinatra                                      | Frank Sinatra                                      | Frank Sinatra                                      | Frank Sinatra                                      | Frank Sinatra                                      | Frank Sinatra                                      | Frank Sinatra                                      | Frank Sinatra                                      | Frank Sinatra                                      | Frank Sinatra                                      | Frank Sinatra                                      | Frank Sinatra                                      | Frank Sinatra                                      | Frank Sinatra                                      | Frank Sinatra                                      | Frank Sinatra                                      | Frank Sinatra                                      | Frank Sinatra                                      | Frank Sinatra                                      | Frank Sinatra                                      | Frank Sinatra                                      | Frank Sinatra                                      | Frank Sinatra                                      | Frank Sinatra                                      | Frank Sinatra                                      | Frank Sinatra                                      | Frank Sinatra                                      | Frank Sinatra                                      | Frank Sinatra                                      | Frank Sinatra                                      | Frank Sinatra                                      | Frank Sinatra                                      | Frank Sinatra                                      | Frank Sinatra                                      | Frank Sinatra                                      | Frank Sinatra                                      | Frank Sinatra                                      | Frank Sinatra                                      | Frank Sinatra                                      | Frank Sinatra                                      | Frank Sinatra                                      | Frank Sinatra                                      | Frank Sinatra                                      | Frank Sinatra                                      | Frank Sinatra                                      | Frank Sinatra                                      | Frank Sinatra                                      | Frank Sinatra                                      | Frank Sinatra                                      | Frank Sinatra                                      | 1       | 1       | 1       | 1       | 1       | 1       | 1       | 1       | 1       | 1       | 1       | 1       | 1       | 1       | 1       | 1       | 1       | 1       | 1       | 1       | 1       | 1       | 1       | 1       | 1       | 1       | 1       | 1       | 1       | 1       | 1       | 1       | 1       | 1       | 1       | 1       | 1       | 1       | 1       | 1       | 1       | 1       | 1       | 1       | 1       | 1       | 1       | 1       | 1       | 1       | 1       | 1       | 1       | 1       | 1       | 1       | 1       | 1       | 1       | 1       | 1       | 1       | 1       | 1       | 1       | 1       | 1       | 1       | 1       | 1       | 1       | 1       | 1       | 1       | 1       | 1       | 1       | 1       | 1       | 1       | 1       | 1       | 1       | 1       | 1       | 1       | 1       | 1       | 1       | 1       | 1       | 1       | 1       | 1       | 1       | 1       | 1       | 1       | 1       | 1       | Tres menos votados        | Tres menos votados        | Tres menos votados        | Tres menos votados        | Tres menos votados        | Tres menos votados        | Tres menos votados        | Tres menos votados        | Tres menos votados        | Tres menos votados        | Tres menos votados        | Tres menos votados        | Tres menos votados        | Tres menos votados        | Tres menos votados        | Tres menos votados        | Tres menos votados        | Tres menos votados        | Tres menos votados        | Tres menos votados        | Tres menos votados        | Tres menos votados        | Tres menos votados        | Tres menos votados        | Tres menos votados        | Tres menos votados        | Tres menos votados        | Tres menos votados        | Tres menos votados        | Tres menos votados        | Tres menos votados        | Tres menos votados        | Tres menos votados        | Tres menos votados        | Tres menos votados        | Tres menos votados        | Tres menos votados        | Tres menos votados        | Tres menos votados        | Tres menos votados        | Tres menos votados        | Tres menos votados        | Tres menos votados        | Tres menos votados        | Tres menos votados        | Tres menos votados        | Tres menos votados        | Tres menos votados        | Tres menos votados        | Tres menos votados        | Tres menos votados        | Tres menos votados        | Tres menos votados        | Tres menos votados        | Tres menos votados        | Tres menos votados        | Tres menos votados        | Tres menos votados        | Tres menos votados        | Tres menos votados        | Tres menos votados        | Tres menos votados        | Tres menos votados        | Tres menos votados        | Tres menos votados        | Tres menos votados        | Tres menos votados        | Tres menos votados        | Tres menos votados        | Tres menos votados        | Tres menos votados        | Tres menos votados        | Tres menos votados        | Tres menos votados        | Tres menos votados        | Tres menos votados        | Tres menos votados        | Tres menos votados        | Tres menos votados        | Tres menos votados        | Tres menos votados        | Tres menos votados        | Tres menos votados        | Tres menos votados        | Tres menos votados        | Tres menos votados        | Tres menos votados        | Tres menos votados        | Tres menos votados        | Tres menos votados        | Tres menos votados        | Tres menos votados        | Tres menos votados        | Tres menos votados        | Tres menos votados        | Tres menos votados        | Tres menos votados        | Tres menos votados        | Tres menos votados        | Tres menos votados        |
| Top 4              | Top 4              | Top 4              | Top 4              | Top 4              | Top 4              | Top 4              | Top 4              | Top 4              | Top 4              | Top 4              | Top 4              | Top 4              | Top 4              | Top 4              | Top 4              | Top 4              | Top 4              | Top 4              | Top 4              | Top 4              | Top 4              | Top 4              | Top 4              | Top 4              | Top 4              | Top 4              | Top 4              | Top 4              | Top 4              | Top 4              | Top 4              | Top 4              | Top 4              | Top 4              | Top 4              | Top 4              | Top 4              | Top 4              | Top 4              | Top 4              | Top 4              | Top 4              | Top 4              | Top 4              | Top 4              | Top 4              | Top 4              | Top 4              | Top 4              | Top 4              | Top 4              | Top 4              | Top 4              | Top 4              | Top 4              | Top 4              | Top 4              | Top 4              | Top 4              | Top 4              | Top 4              | Top 4              | Top 4              | Top 4              | Top 4              | Top 4              | Top 4              | Top 4              | Top 4              | Top 4              | Top 4              | Top 4              | Top 4              | Top 4              | Top 4              | Top 4              | Top 4              | Top 4              | Top 4              | Top 4              | Top 4              | Top 4              | Top 4              | Top 4              | Top 4              | Top 4              | Top 4              | Top 4              | Top 4              | Top 4              | Top 4              | Top 4              | Top 4              | Top 4              | Top 4              | Top 4              | Top 4              | Top 4              | Top 4              | Rock and Roll Duet Solo                                                        | Rock and Roll Duet Solo                                                        | Rock and Roll Duet Solo                                                        | Rock and Roll Duet Solo                                                        | Rock and Roll Duet Solo                                                        | Rock and Roll Duet Solo                                                        | Rock and Roll Duet Solo                                                        | Rock and Roll Duet Solo                                                        | Rock and Roll Duet Solo                                                        | Rock and Roll Duet Solo                                                        | Rock and Roll Duet Solo                                                        | Rock and Roll Duet Solo                                                        | Rock and Roll Duet Solo                                                        | Rock and Roll Duet Solo                                                        | Rock and Roll Duet Solo                                                        | Rock and Roll Duet Solo                                                        | Rock and Roll Duet Solo                                                        | Rock and Roll Duet Solo                                                        | Rock and Roll Duet Solo                                                        | Rock and Roll Duet Solo                                                        | Rock and Roll Duet Solo                                                        | Rock and Roll Duet Solo                                                        | Rock and Roll Duet Solo                                                        | Rock and Roll Duet Solo                                                        | Rock and Roll Duet Solo                                                        | Rock and Roll Duet Solo                                                        | Rock and Roll Duet Solo                                                        | Rock and Roll Duet Solo                                                        | Rock and Roll Duet Solo                                                        | Rock and Roll Duet Solo                                                        | Rock and Roll Duet Solo                                                        | Rock and Roll Duet Solo                                                        | Rock and Roll Duet Solo                                                        | Rock and Roll Duet Solo                                                        | Rock and Roll Duet Solo                                                        | Rock and Roll Duet Solo                                                        | Rock and Roll Duet Solo                                                        | Rock and Roll Duet Solo                                                        | Rock and Roll Duet Solo                                                        | Rock and Roll Duet Solo                                                        | Rock and Roll Duet Solo                                                        | Rock and Roll Duet Solo                                                        | Rock and Roll Duet Solo                                                        | Rock and Roll Duet Solo                                                        | Rock and Roll Duet Solo                                                        | Rock and Roll Duet Solo                                                        | Rock and Roll Duet Solo                                                        | Rock and Roll Duet Solo                                                        | Rock and Roll Duet Solo                                                        | Rock and Roll Duet Solo                                                        | Rock and Roll Duet Solo                                                        | Rock and Roll Duet Solo                                                        | Rock and Roll Duet Solo                                                        | Rock and Roll Duet Solo                                                        | Rock and Roll Duet Solo                                                        | Rock and Roll Duet Solo                                                        | Rock and Roll Duet Solo                                                        | Rock and Roll Duet Solo                                                        | Rock and Roll Duet Solo                                                        | Rock and Roll Duet Solo                                                        | Rock and Roll Duet Solo                                                        | Rock and Roll Duet Solo                                                        | Rock and Roll Duet Solo                                                        | Rock and Roll Duet Solo                                                        | Rock and Roll Duet Solo                                                        | Rock and Roll Duet Solo                                                        | Rock and Roll Duet Solo                                                        | Rock and Roll Duet Solo                                                        | Rock and Roll Duet Solo                                                        | Rock and Roll Duet Solo                                                        | Rock and Roll Duet Solo                                                        | Rock and Roll Duet Solo                                                        | Rock and Roll Duet Solo                                                        | Rock and Roll Duet Solo                                                        | Rock and Roll Duet Solo                                                        | Rock and Roll Duet Solo                                                        | Rock and Roll Duet Solo                                                        | Rock and Roll Duet Solo                                                        | Rock and Roll Duet Solo                                                        | Rock and Roll Duet Solo                                                        | Rock and Roll Duet Solo                                                        | Rock and Roll Duet Solo                                                        | Rock and Roll Duet Solo                                                        | Rock and Roll Duet Solo                                                        | Rock and Roll Duet Solo                                                        | Rock and Roll Duet Solo                                                        | Rock and Roll Duet Solo                                                        | Rock and Roll Duet Solo                                                        | Rock and Roll Duet Solo                                                        | Rock and Roll Duet Solo                                                        | Rock and Roll Duet Solo                                                        | Rock and Roll Duet Solo                                                        | Rock and Roll Duet Solo                                                        | Rock and Roll Duet Solo                                                        | Rock and Roll Duet Solo                                                        | Rock and Roll Duet Solo                                                        | Rock and Roll Duet Solo                                                        | Rock and Roll Duet Solo                                                        | Rock and Roll Duet Solo                                                        | Rock and Roll Duet Solo                                                        | "Renegade" con Danny Gokey "Come Together"           | "Renegade" con Danny Gokey "Come Together"           | "Renegade" con Danny Gokey "Come Together"           | "Renegade" con Danny Gokey "Come Together"           | "Renegade" con Danny Gokey "Come Together"           | "Renegade" con Danny Gokey "Come Together"           | "Renegade" con Danny Gokey "Come Together"           | "Renegade" con Danny Gokey "Come Together"           | "Renegade" con Danny Gokey "Come Together"           | "Renegade" con Danny Gokey "Come Together"           | "Renegade" con Danny Gokey "Come Together"           | "Renegade" con Danny Gokey "Come Together"           | "Renegade" con Danny Gokey "Come Together"           | "Renegade" con Danny Gokey "Come Together"           | "Renegade" con Danny Gokey "Come Together"           | "Renegade" con Danny Gokey "Come Together"           | "Renegade" con Danny Gokey "Come Together"           | "Renegade" con Danny Gokey "Come Together"           | "Renegade" con Danny Gokey "Come Together"           | "Renegade" con Danny Gokey "Come Together"           | "Renegade" con Danny Gokey "Come Together"           | "Renegade" con Danny Gokey "Come Together"           | "Renegade" con Danny Gokey "Come Together"           | "Renegade" con Danny Gokey "Come Together"           | "Renegade" con Danny Gokey "Come Together"           | "Renegade" con Danny Gokey "Come Together"           | "Renegade" con Danny Gokey "Come Together"           | "Renegade" con Danny Gokey "Come Together"           | "Renegade" con Danny Gokey "Come Together"           | "Renegade" con Danny Gokey "Come Together"           | "Renegade" con Danny Gokey "Come Together"           | "Renegade" con Danny Gokey "Come Together"           | "Renegade" con Danny Gokey "Come Together"           | "Renegade" con Danny Gokey "Come Together"           | "Renegade" con Danny Gokey "Come Together"           | "Renegade" con Danny Gokey "Come Together"           | "Renegade" con Danny Gokey "Come Together"           | "Renegade" con Danny Gokey "Come Together"           | "Renegade" con Danny Gokey "Come Together"           | "Renegade" con Danny Gokey "Come Together"           | "Renegade" con Danny Gokey "Come Together"           | "Renegade" con Danny Gokey "Come Together"           | "Renegade" con Danny Gokey "Come Together"           | "Renegade" con Danny Gokey "Come Together"           | "Renegade" con Danny Gokey "Come Together"           | "Renegade" con Danny Gokey "Come Together"           | "Renegade" con Danny Gokey "Come Together"           | "Renegade" con Danny Gokey "Come Together"           | "Renegade" con Danny Gokey "Come Together"           | "Renegade" con Danny Gokey "Come Together"           | "Renegade" con Danny Gokey "Come Together"           | "Renegade" con Danny Gokey "Come Together"           | "Renegade" con Danny Gokey "Come Together"           | "Renegade" con Danny Gokey "Come Together"           | "Renegade" con Danny Gokey "Come Together"           | "Renegade" con Danny Gokey "Come Together"           | "Renegade" con Danny Gokey "Come Together"           | "Renegade" con Danny Gokey "Come Together"           | "Renegade" con Danny Gokey "Come Together"           | "Renegade" con Danny Gokey "Come Together"           | "Renegade" con Danny Gokey "Come Together"           | "Renegade" con Danny Gokey "Come Together"           | "Renegade" con Danny Gokey "Come Together"           | "Renegade" con Danny Gokey "Come Together"           | "Renegade" con Danny Gokey "Come Together"           | "Renegade" con Danny Gokey "Come Together"           | "Renegade" con Danny Gokey "Come Together"           | "Renegade" con Danny Gokey "Come Together"           | "Renegade" con Danny Gokey "Come Together"           | "Renegade" con Danny Gokey "Come Together"           | "Renegade" con Danny Gokey "Come Together"           | "Renegade" con Danny Gokey "Come Together"           | "Renegade" con Danny Gokey "Come Together"           | "Renegade" con Danny Gokey "Come Together"           | "Renegade" con Danny Gokey "Come Together"           | "Renegade" con Danny Gokey "Come Together"           | "Renegade" con Danny Gokey "Come Together"           | "Renegade" con Danny Gokey "Come Together"           | "Renegade" con Danny Gokey "Come Together"           | "Renegade" con Danny Gokey "Come Together"           | "Renegade" con Danny Gokey "Come Together"           | "Renegade" con Danny Gokey "Come Together"           | "Renegade" con Danny Gokey "Come Together"           | "Renegade" con Danny Gokey "Come Together"           | "Renegade" con Danny Gokey "Come Together"           | "Renegade" con Danny Gokey "Come Together"           | "Renegade" con Danny Gokey "Come Together"           | "Renegade" con Danny Gokey "Come Together"           | "Renegade" con Danny Gokey "Come Together"           | "Renegade" con Danny Gokey "Come Together"           | "Renegade" con Danny Gokey "Come Together"           | "Renegade" con Danny Gokey "Come Together"           | "Renegade" con Danny Gokey "Come Together"           | "Renegade" con Danny Gokey "Come Together"           | "Renegade" con Danny Gokey "Come Together"           | "Renegade" con Danny Gokey "Come Together"           | "Renegade" con Danny Gokey "Come Together"           | "Renegade" con Danny Gokey "Come Together"           | "Renegade" con Danny Gokey "Come Together"           | "Renegade" con Danny Gokey "Come Together"           | Styx The Beatles                                   | Styx The Beatles                                   | Styx The Beatles                                   | Styx The Beatles                                   | Styx The Beatles                                   | Styx The Beatles                                   | Styx The Beatles                                   | Styx The Beatles                                   | Styx The Beatles                                   | Styx The Beatles                                   | Styx The Beatles                                   | Styx The Beatles                                   | Styx The Beatles                                   | Styx The Beatles                                   | Styx The Beatles                                   | Styx The Beatles                                   | Styx The Beatles                                   | Styx The Beatles                                   | Styx The Beatles                                   | Styx The Beatles                                   | Styx The Beatles                                   | Styx The Beatles                                   | Styx The Beatles                                   | Styx The Beatles                                   | Styx The Beatles                                   | Styx The Beatles                                   | Styx The Beatles                                   | Styx The Beatles                                   | Styx The Beatles                                   | Styx The Beatles                                   | Styx The Beatles                                   | Styx The Beatles                                   | Styx The Beatles                                   | Styx The Beatles                                   | Styx The Beatles                                   | Styx The Beatles                                   | Styx The Beatles                                   | Styx The Beatles                                   | Styx The Beatles                                   | Styx The Beatles                                   | Styx The Beatles                                   | Styx The Beatles                                   | Styx The Beatles                                   | Styx The Beatles                                   | Styx The Beatles                                   | Styx The Beatles                                   | Styx The Beatles                                   | Styx The Beatles                                   | Styx The Beatles                                   | Styx The Beatles                                   | Styx The Beatles                                   | Styx The Beatles                                   | Styx The Beatles                                   | Styx The Beatles                                   | Styx The Beatles                                   | Styx The Beatles                                   | Styx The Beatles                                   | Styx The Beatles                                   | Styx The Beatles                                   | Styx The Beatles                                   | Styx The Beatles                                   | Styx The Beatles                                   | Styx The Beatles                                   | Styx The Beatles                                   | Styx The Beatles                                   | Styx The Beatles                                   | Styx The Beatles                                   | Styx The Beatles                                   | Styx The Beatles                                   | Styx The Beatles                                   | Styx The Beatles                                   | Styx The Beatles                                   | Styx The Beatles                                   | Styx The Beatles                                   | Styx The Beatles                                   | Styx The Beatles                                   | Styx The Beatles                                   | Styx The Beatles                                   | Styx The Beatles                                   | Styx The Beatles                                   | Styx The Beatles                                   | Styx The Beatles                                   | Styx The Beatles                                   | Styx The Beatles                                   | Styx The Beatles                                   | Styx The Beatles                                   | Styx The Beatles                                   | Styx The Beatles                                   | Styx The Beatles                                   | Styx The Beatles                                   | Styx The Beatles                                   | Styx The Beatles                                   | Styx The Beatles                                   | Styx The Beatles                                   | Styx The Beatles                                   | Styx The Beatles                                   | Styx The Beatles                                   | Styx The Beatles                                   | Styx The Beatles                                   | Styx The Beatles                                   | 3 4     | 3 4     | 3 4     | 3 4     | 3 4     | 3 4     | 3 4     | 3 4     | 3 4     | 3 4     | 3 4     | 3 4     | 3 4     | 3 4     | 3 4     | 3 4     | 3 4     | 3 4     | 3 4     | 3 4     | 3 4     | 3 4     | 3 4     | 3 4     | 3 4     | 3 4     | 3 4     | 3 4     | 3 4     | 3 4     | 3 4     | 3 4     | 3 4     | 3 4     | 3 4     | 3 4     | 3 4     | 3 4     | 3 4     | 3 4     | 3 4     | 3 4     | 3 4     | 3 4     | 3 4     | 3 4     | 3 4     | 3 4     | 3 4     | 3 4     | 3 4     | 3 4     | 3 4     | 3 4     | 3 4     | 3 4     | 3 4     | 3 4     | 3 4     | 3 4     | 3 4     | 3 4     | 3 4     | 3 4     | 3 4     | 3 4     | 3 4     | 3 4     | 3 4     | 3 4     | 3 4     | 3 4     | 3 4     | 3 4     | 3 4     | 3 4     | 3 4     | 3 4     | 3 4     | 3 4     | 3 4     | 3 4     | 3 4     | 3 4     | 3 4     | 3 4     | 3 4     | 3 4     | 3 4     | 3 4     | 3 4     | 3 4     | 3 4     | 3 4     | 3 4     | 3 4     | 3 4     | 3 4     | 3 4     | 3 4     | A salvo                   | A salvo                   | A salvo                   | A salvo                   | A salvo                   | A salvo                   | A salvo                   | A salvo                   | A salvo                   | A salvo                   | A salvo                   | A salvo                   | A salvo                   | A salvo                   | A salvo                   | A salvo                   | A salvo                   | A salvo                   | A salvo                   | A salvo                   | A salvo                   | A salvo                   | A salvo                   | A salvo                   | A salvo                   | A salvo                   | A salvo                   | A salvo                   | A salvo                   | A salvo                   | A salvo                   | A salvo                   | A salvo                   | A salvo                   | A salvo                   | A salvo                   | A salvo                   | A salvo                   | A salvo                   | A salvo                   | A salvo                   | A salvo                   | A salvo                   | A salvo                   | A salvo                   | A salvo                   | A salvo                   | A salvo                   | A salvo                   | A salvo                   | A salvo                   | A salvo                   | A salvo                   | A salvo                   | A salvo                   | A salvo                   | A salvo                   | A salvo                   | A salvo                   | A salvo                   | A salvo                   | A salvo                   | A salvo                   | A salvo                   | A salvo                   | A salvo                   | A salvo                   | A salvo                   | A salvo                   | A salvo                   | A salvo                   | A salvo                   | A salvo                   | A salvo                   | A salvo                   | A salvo                   | A salvo                   | A salvo                   | A salvo                   | A salvo                   | A salvo                   | A salvo                   | A salvo                   | A salvo                   | A salvo                   | A salvo                   | A salvo                   | A salvo                   | A salvo                   | A salvo                   | A salvo                   | A salvo                   | A salvo                   | A salvo                   | A salvo                   | A salvo                   | A salvo                   | A salvo                   | A salvo                   | A salvo                   |
| Top 3              | Top 3              | Top 3              | Top 3              | Top 3              | Top 3              | Top 3              | Top 3              | Top 3              | Top 3              | Top 3              | Top 3              | Top 3              | Top 3              | Top 3              | Top 3              | Top 3              | Top 3              | Top 3              | Top 3              | Top 3              | Top 3              | Top 3              | Top 3              | Top 3              | Top 3              | Top 3              | Top 3              | Top 3              | Top 3              | Top 3              | Top 3              | Top 3              | Top 3              | Top 3              | Top 3              | Top 3              | Top 3              | Top 3              | Top 3              | Top 3              | Top 3              | Top 3              | Top 3              | Top 3              | Top 3              | Top 3              | Top 3              | Top 3              | Top 3              | Top 3              | Top 3              | Top 3              | Top 3              | Top 3              | Top 3              | Top 3              | Top 3              | Top 3              | Top 3              | Top 3              | Top 3              | Top 3              | Top 3              | Top 3              | Top 3              | Top 3              | Top 3              | Top 3              | Top 3              | Top 3              | Top 3              | Top 3              | Top 3              | Top 3              | Top 3              | Top 3              | Top 3              | Top 3              | Top 3              | Top 3              | Top 3              | Top 3              | Top 3              | Top 3              | Top 3              | Top 3              | Top 3              | Top 3              | Top 3              | Top 3              | Top 3              | Top 3              | Top 3              | Top 3              | Top 3              | Top 3              | Top 3              | Top 3              | Top 3              | Elección del jurado (Randy Jackson & Kara DioGuardi) Elección del participante | Elección del jurado (Randy Jackson & Kara DioGuardi) Elección del participante | Elección del jurado (Randy Jackson & Kara DioGuardi) Elección del participante | Elección del jurado (Randy Jackson & Kara DioGuardi) Elección del participante | Elección del jurado (Randy Jackson & Kara DioGuardi) Elección del participante | Elección del jurado (Randy Jackson & Kara DioGuardi) Elección del participante | Elección del jurado (Randy Jackson & Kara DioGuardi) Elección del participante | Elección del jurado (Randy Jackson & Kara DioGuardi) Elección del participante | Elección del jurado (Randy Jackson & Kara DioGuardi) Elección del participante | Elección del jurado (Randy Jackson & Kara DioGuardi) Elección del participante | Elección del jurado (Randy Jackson & Kara DioGuardi) Elección del participante | Elección del jurado (Randy Jackson & Kara DioGuardi) Elección del participante | Elección del jurado (Randy Jackson & Kara DioGuardi) Elección del participante | Elección del jurado (Randy Jackson & Kara DioGuardi) Elección del participante | Elección del jurado (Randy Jackson & Kara DioGuardi) Elección del participante | Elección del jurado (Randy Jackson & Kara DioGuardi) Elección del participante | Elección del jurado (Randy Jackson & Kara DioGuardi) Elección del participante | Elección del jurado (Randy Jackson & Kara DioGuardi) Elección del participante | Elección del jurado (Randy Jackson & Kara DioGuardi) Elección del participante | Elección del jurado (Randy Jackson & Kara DioGuardi) Elección del participante | Elección del jurado (Randy Jackson & Kara DioGuardi) Elección del participante | Elección del jurado (Randy Jackson & Kara DioGuardi) Elección del participante | Elección del jurado (Randy Jackson & Kara DioGuardi) Elección del participante | Elección del jurado (Randy Jackson & Kara DioGuardi) Elección del participante | Elección del jurado (Randy Jackson & Kara DioGuardi) Elección del participante | Elección del jurado (Randy Jackson & Kara DioGuardi) Elección del participante | Elección del jurado (Randy Jackson & Kara DioGuardi) Elección del participante | Elección del jurado (Randy Jackson & Kara DioGuardi) Elección del participante | Elección del jurado (Randy Jackson & Kara DioGuardi) Elección del participante | Elección del jurado (Randy Jackson & Kara DioGuardi) Elección del participante | Elección del jurado (Randy Jackson & Kara DioGuardi) Elección del participante | Elección del jurado (Randy Jackson & Kara DioGuardi) Elección del participante | Elección del jurado (Randy Jackson & Kara DioGuardi) Elección del participante | Elección del jurado (Randy Jackson & Kara DioGuardi) Elección del participante | Elección del jurado (Randy Jackson & Kara DioGuardi) Elección del participante | Elección del jurado (Randy Jackson & Kara DioGuardi) Elección del participante | Elección del jurado (Randy Jackson & Kara DioGuardi) Elección del participante | Elección del jurado (Randy Jackson & Kara DioGuardi) Elección del participante | Elección del jurado (Randy Jackson & Kara DioGuardi) Elección del participante | Elección del jurado (Randy Jackson & Kara DioGuardi) Elección del participante | Elección del jurado (Randy Jackson & Kara DioGuardi) Elección del participante | Elección del jurado (Randy Jackson & Kara DioGuardi) Elección del participante | Elección del jurado (Randy Jackson & Kara DioGuardi) Elección del participante | Elección del jurado (Randy Jackson & Kara DioGuardi) Elección del participante | Elección del jurado (Randy Jackson & Kara DioGuardi) Elección del participante | Elección del jurado (Randy Jackson & Kara DioGuardi) Elección del participante | Elección del jurado (Randy Jackson & Kara DioGuardi) Elección del participante | Elección del jurado (Randy Jackson & Kara DioGuardi) Elección del participante | Elección del jurado (Randy Jackson & Kara DioGuardi) Elección del participante | Elección del jurado (Randy Jackson & Kara DioGuardi) Elección del participante | Elección del jurado (Randy Jackson & Kara DioGuardi) Elección del participante | Elección del jurado (Randy Jackson & Kara DioGuardi) Elección del participante | Elección del jurado (Randy Jackson & Kara DioGuardi) Elección del participante | Elección del jurado (Randy Jackson & Kara DioGuardi) Elección del participante | Elección del jurado (Randy Jackson & Kara DioGuardi) Elección del participante | Elección del jurado (Randy Jackson & Kara DioGuardi) Elección del participante | Elección del jurado (Randy Jackson & Kara DioGuardi) Elección del participante | Elección del jurado (Randy Jackson & Kara DioGuardi) Elección del participante | Elección del jurado (Randy Jackson & Kara DioGuardi) Elección del participante | Elección del jurado (Randy Jackson & Kara DioGuardi) Elección del participante | Elección del jurado (Randy Jackson & Kara DioGuardi) Elección del participante | Elección del jurado (Randy Jackson & Kara DioGuardi) Elección del participante | Elección del jurado (Randy Jackson & Kara DioGuardi) Elección del participante | Elección del jurado (Randy Jackson & Kara DioGuardi) Elección del participante | Elección del jurado (Randy Jackson & Kara DioGuardi) Elección del participante | Elección del jurado (Randy Jackson & Kara DioGuardi) Elección del participante | Elección del jurado (Randy Jackson & Kara DioGuardi) Elección del participante | Elección del jurado (Randy Jackson & Kara DioGuardi) Elección del participante | Elección del jurado (Randy Jackson & Kara DioGuardi) Elección del participante | Elección del jurado (Randy Jackson & Kara DioGuardi) Elección del participante | Elección del jurado (Randy Jackson & Kara DioGuardi) Elección del participante | Elección del jurado (Randy Jackson & Kara DioGuardi) Elección del participante | Elección del jurado (Randy Jackson & Kara DioGuardi) Elección del participante | Elección del jurado (Randy Jackson & Kara DioGuardi) Elección del participante | Elección del jurado (Randy Jackson & Kara DioGuardi) Elección del participante | Elección del jurado (Randy Jackson & Kara DioGuardi) Elección del participante | Elección del jurado (Randy Jackson & Kara DioGuardi) Elección del participante | Elección del jurado (Randy Jackson & Kara DioGuardi) Elección del participante | Elección del jurado (Randy Jackson & Kara DioGuardi) Elección del participante | Elección del jurado (Randy Jackson & Kara DioGuardi) Elección del participante | Elección del jurado (Randy Jackson & Kara DioGuardi) Elección del participante | Elección del jurado (Randy Jackson & Kara DioGuardi) Elección del participante | Elección del jurado (Randy Jackson & Kara DioGuardi) Elección del participante | Elección del jurado (Randy Jackson & Kara DioGuardi) Elección del participante | Elección del jurado (Randy Jackson & Kara DioGuardi) Elección del participante | Elección del jurado (Randy Jackson & Kara DioGuardi) Elección del participante | Elección del jurado (Randy Jackson & Kara DioGuardi) Elección del participante | Elección del jurado (Randy Jackson & Kara DioGuardi) Elección del participante | Elección del jurado (Randy Jackson & Kara DioGuardi) Elección del participante | Elección del jurado (Randy Jackson & Kara DioGuardi) Elección del participante | Elección del jurado (Randy Jackson & Kara DioGuardi) Elección del participante | Elección del jurado (Randy Jackson & Kara DioGuardi) Elección del participante | Elección del jurado (Randy Jackson & Kara DioGuardi) Elección del participante | Elección del jurado (Randy Jackson & Kara DioGuardi) Elección del participante | Elección del jurado (Randy Jackson & Kara DioGuardi) Elección del participante | Elección del jurado (Randy Jackson & Kara DioGuardi) Elección del participante | Elección del jurado (Randy Jackson & Kara DioGuardi) Elección del participante | Elección del jurado (Randy Jackson & Kara DioGuardi) Elección del participante | Elección del jurado (Randy Jackson & Kara DioGuardi) Elección del participante | Elección del jurado (Randy Jackson & Kara DioGuardi) Elección del participante | "Apologize" Heartless"                               | "Apologize" Heartless"                               | "Apologize" Heartless"                               | "Apologize" Heartless"                               | "Apologize" Heartless"                               | "Apologize" Heartless"                               | "Apologize" Heartless"                               | "Apologize" Heartless"                               | "Apologize" Heartless"                               | "Apologize" Heartless"                               | "Apologize" Heartless"                               | "Apologize" Heartless"                               | "Apologize" Heartless"                               | "Apologize" Heartless"                               | "Apologize" Heartless"                               | "Apologize" Heartless"                               | "Apologize" Heartless"                               | "Apologize" Heartless"                               | "Apologize" Heartless"                               | "Apologize" Heartless"                               | "Apologize" Heartless"                               | "Apologize" Heartless"                               | "Apologize" Heartless"                               | "Apologize" Heartless"                               | "Apologize" Heartless"                               | "Apologize" Heartless"                               | "Apologize" Heartless"                               | "Apologize" Heartless"                               | "Apologize" Heartless"                               | "Apologize" Heartless"                               | "Apologize" Heartless"                               | "Apologize" Heartless"                               | "Apologize" Heartless"                               | "Apologize" Heartless"                               | "Apologize" Heartless"                               | "Apologize" Heartless"                               | "Apologize" Heartless"                               | "Apologize" Heartless"                               | "Apologize" Heartless"                               | "Apologize" Heartless"                               | "Apologize" Heartless"                               | "Apologize" Heartless"                               | "Apologize" Heartless"                               | "Apologize" Heartless"                               | "Apologize" Heartless"                               | "Apologize" Heartless"                               | "Apologize" Heartless"                               | "Apologize" Heartless"                               | "Apologize" Heartless"                               | "Apologize" Heartless"                               | "Apologize" Heartless"                               | "Apologize" Heartless"                               | "Apologize" Heartless"                               | "Apologize" Heartless"                               | "Apologize" Heartless"                               | "Apologize" Heartless"                               | "Apologize" Heartless"                               | "Apologize" Heartless"                               | "Apologize" Heartless"                               | "Apologize" Heartless"                               | "Apologize" Heartless"                               | "Apologize" Heartless"                               | "Apologize" Heartless"                               | "Apologize" Heartless"                               | "Apologize" Heartless"                               | "Apologize" Heartless"                               | "Apologize" Heartless"                               | "Apologize" Heartless"                               | "Apologize" Heartless"                               | "Apologize" Heartless"                               | "Apologize" Heartless"                               | "Apologize" Heartless"                               | "Apologize" Heartless"                               | "Apologize" Heartless"                               | "Apologize" Heartless"                               | "Apologize" Heartless"                               | "Apologize" Heartless"                               | "Apologize" Heartless"                               | "Apologize" Heartless"                               | "Apologize" Heartless"                               | "Apologize" Heartless"                               | "Apologize" Heartless"                               | "Apologize" Heartless"                               | "Apologize" Heartless"                               | "Apologize" Heartless"                               | "Apologize" Heartless"                               | "Apologize" Heartless"                               | "Apologize" Heartless"                               | "Apologize" Heartless"                               | "Apologize" Heartless"                               | "Apologize" Heartless"                               | "Apologize" Heartless"                               | "Apologize" Heartless"                               | "Apologize" Heartless"                               | "Apologize" Heartless"                               | "Apologize" Heartless"                               | "Apologize" Heartless"                               | "Apologize" Heartless"                               | "Apologize" Heartless"                               | "Apologize" Heartless"                               | OneRepublic Kanye West                             | OneRepublic Kanye West                             | OneRepublic Kanye West                             | OneRepublic Kanye West                             | OneRepublic Kanye West                             | OneRepublic Kanye West                             | OneRepublic Kanye West                             | OneRepublic Kanye West                             | OneRepublic Kanye West                             | OneRepublic Kanye West                             | OneRepublic Kanye West                             | OneRepublic Kanye West                             | OneRepublic Kanye West                             | OneRepublic Kanye West                             | OneRepublic Kanye West                             | OneRepublic Kanye West                             | OneRepublic Kanye West                             | OneRepublic Kanye West                             | OneRepublic Kanye West                             | OneRepublic Kanye West                             | OneRepublic Kanye West                             | OneRepublic Kanye West                             | OneRepublic Kanye West                             | OneRepublic Kanye West                             | OneRepublic Kanye West                             | OneRepublic Kanye West                             | OneRepublic Kanye West                             | OneRepublic Kanye West                             | OneRepublic Kanye West                             | OneRepublic Kanye West                             | OneRepublic Kanye West                             | OneRepublic Kanye West                             | OneRepublic Kanye West                             | OneRepublic Kanye West                             | OneRepublic Kanye West                             | OneRepublic Kanye West                             | OneRepublic Kanye West                             | OneRepublic Kanye West                             | OneRepublic Kanye West                             | OneRepublic Kanye West                             | OneRepublic Kanye West                             | OneRepublic Kanye West                             | OneRepublic Kanye West                             | OneRepublic Kanye West                             | OneRepublic Kanye West                             | OneRepublic Kanye West                             | OneRepublic Kanye West                             | OneRepublic Kanye West                             | OneRepublic Kanye West                             | OneRepublic Kanye West                             | OneRepublic Kanye West                             | OneRepublic Kanye West                             | OneRepublic Kanye West                             | OneRepublic Kanye West                             | OneRepublic Kanye West                             | OneRepublic Kanye West                             | OneRepublic Kanye West                             | OneRepublic Kanye West                             | OneRepublic Kanye West                             | OneRepublic Kanye West                             | OneRepublic Kanye West                             | OneRepublic Kanye West                             | OneRepublic Kanye West                             | OneRepublic Kanye West                             | OneRepublic Kanye West                             | OneRepublic Kanye West                             | OneRepublic Kanye West                             | OneRepublic Kanye West                             | OneRepublic Kanye West                             | OneRepublic Kanye West                             | OneRepublic Kanye West                             | OneRepublic Kanye West                             | OneRepublic Kanye West                             | OneRepublic Kanye West                             | OneRepublic Kanye West                             | OneRepublic Kanye West                             | OneRepublic Kanye West                             | OneRepublic Kanye West                             | OneRepublic Kanye West                             | OneRepublic Kanye West                             | OneRepublic Kanye West                             | OneRepublic Kanye West                             | OneRepublic Kanye West                             | OneRepublic Kanye West                             | OneRepublic Kanye West                             | OneRepublic Kanye West                             | OneRepublic Kanye West                             | OneRepublic Kanye West                             | OneRepublic Kanye West                             | OneRepublic Kanye West                             | OneRepublic Kanye West                             | OneRepublic Kanye West                             | OneRepublic Kanye West                             | OneRepublic Kanye West                             | OneRepublic Kanye West                             | OneRepublic Kanye West                             | OneRepublic Kanye West                             | OneRepublic Kanye West                             | OneRepublic Kanye West                             | OneRepublic Kanye West                             | 2 5     | 2 5     | 2 5     | 2 5     | 2 5     | 2 5     | 2 5     | 2 5     | 2 5     | 2 5     | 2 5     | 2 5     | 2 5     | 2 5     | 2 5     | 2 5     | 2 5     | 2 5     | 2 5     | 2 5     | 2 5     | 2 5     | 2 5     | 2 5     | 2 5     | 2 5     | 2 5     | 2 5     | 2 5     | 2 5     | 2 5     | 2 5     | 2 5     | 2 5     | 2 5     | 2 5     | 2 5     | 2 5     | 2 5     | 2 5     | 2 5     | 2 5     | 2 5     | 2 5     | 2 5     | 2 5     | 2 5     | 2 5     | 2 5     | 2 5     | 2 5     | 2 5     | 2 5     | 2 5     | 2 5     | 2 5     | 2 5     | 2 5     | 2 5     | 2 5     | 2 5     | 2 5     | 2 5     | 2 5     | 2 5     | 2 5     | 2 5     | 2 5     | 2 5     | 2 5     | 2 5     | 2 5     | 2 5     | 2 5     | 2 5     | 2 5     | 2 5     | 2 5     | 2 5     | 2 5     | 2 5     | 2 5     | 2 5     | 2 5     | 2 5     | 2 5     | 2 5     | 2 5     | 2 5     | 2 5     | 2 5     | 2 5     | 2 5     | 2 5     | 2 5     | 2 5     | 2 5     | 2 5     | 2 5     | 2 5     | A salvo                   | A salvo                   | A salvo                   | A salvo                   | A salvo                   | A salvo                   | A salvo                   | A salvo                   | A salvo                   | A salvo                   | A salvo                   | A salvo                   | A salvo                   | A salvo                   | A salvo                   | A salvo                   | A salvo                   | A salvo                   | A salvo                   | A salvo                   | A salvo                   | A salvo                   | A salvo                   | A salvo                   | A salvo                   | A salvo                   | A salvo                   | A salvo                   | A salvo                   | A salvo                   | A salvo                   | A salvo                   | A salvo                   | A salvo                   | A salvo                   | A salvo                   | A salvo                   | A salvo                   | A salvo                   | A salvo                   | A salvo                   | A salvo                   | A salvo                   | A salvo                   | A salvo                   | A salvo                   | A salvo                   | A salvo                   | A salvo                   | A salvo                   | A salvo                   | A salvo                   | A salvo                   | A salvo                   | A salvo                   | A salvo                   | A salvo                   | A salvo                   | A salvo                   | A salvo                   | A salvo                   | A salvo                   | A salvo                   | A salvo                   | A salvo                   | A salvo                   | A salvo                   | A salvo                   | A salvo                   | A salvo                   | A salvo                   | A salvo                   | A salvo                   | A salvo                   | A salvo                   | A salvo                   | A salvo                   | A salvo                   | A salvo                   | A salvo                   | A salvo                   | A salvo                   | A salvo                   | A salvo                   | A salvo                   | A salvo                   | A salvo                   | A salvo                   | A salvo                   | A salvo                   | A salvo                   | A salvo                   | A salvo                   | A salvo                   | A salvo                   | A salvo                   | A salvo                   | A salvo                   | A salvo                   | A salvo                   |
| Top 2              | Top 2              | Top 2              | Top 2              | Top 2              | Top 2              | Top 2              | Top 2              | Top 2              | Top 2              | Top 2              | Top 2              | Top 2              | Top 2              | Top 2              | Top 2              | Top 2              | Top 2              | Top 2              | Top 2              | Top 2              | Top 2              | Top 2              | Top 2              | Top 2              | Top 2              | Top 2              | Top 2              | Top 2              | Top 2              | Top 2              | Top 2              | Top 2              | Top 2              | Top 2              | Top 2              | Top 2              | Top 2              | Top 2              | Top 2              | Top 2              | Top 2              | Top 2              | Top 2              | Top 2              | Top 2              | Top 2              | Top 2              | Top 2              | Top 2              | Top 2              | Top 2              | Top 2              | Top 2              | Top 2              | Top 2              | Top 2              | Top 2              | Top 2              | Top 2              | Top 2              | Top 2              | Top 2              | Top 2              | Top 2              | Top 2              | Top 2              | Top 2              | Top 2              | Top 2              | Top 2              | Top 2              | Top 2              | Top 2              | Top 2              | Top 2              | Top 2              | Top 2              | Top 2              | Top 2              | Top 2              | Top 2              | Top 2              | Top 2              | Top 2              | Top 2              | Top 2              | Top 2              | Top 2              | Top 2              | Top 2              | Top 2              | Top 2              | Top 2              | Top 2              | Top 2              | Top 2              | Top 2              | Top 2              | Top 2              | Elección de los participantes Elección de Simon Fuller Canción final           | Elección de los participantes Elección de Simon Fuller Canción final           | Elección de los participantes Elección de Simon Fuller Canción final           | Elección de los participantes Elección de Simon Fuller Canción final           | Elección de los participantes Elección de Simon Fuller Canción final           | Elección de los participantes Elección de Simon Fuller Canción final           | Elección de los participantes Elección de Simon Fuller Canción final           | Elección de los participantes Elección de Simon Fuller Canción final           | Elección de los participantes Elección de Simon Fuller Canción final           | Elección de los participantes Elección de Simon Fuller Canción final           | Elección de los participantes Elección de Simon Fuller Canción final           | Elección de los participantes Elección de Simon Fuller Canción final           | Elección de los participantes Elección de Simon Fuller Canción final           | Elección de los participantes Elección de Simon Fuller Canción final           | Elección de los participantes Elección de Simon Fuller Canción final           | Elección de los participantes Elección de Simon Fuller Canción final           | Elección de los participantes Elección de Simon Fuller Canción final           | Elección de los participantes Elección de Simon Fuller Canción final           | Elección de los participantes Elección de Simon Fuller Canción final           | Elección de los participantes Elección de Simon Fuller Canción final           | Elección de los participantes Elección de Simon Fuller Canción final           | Elección de los participantes Elección de Simon Fuller Canción final           | Elección de los participantes Elección de Simon Fuller Canción final           | Elección de los participantes Elección de Simon Fuller Canción final           | Elección de los participantes Elección de Simon Fuller Canción final           | Elección de los participantes Elección de Simon Fuller Canción final           | Elección de los participantes Elección de Simon Fuller Canción final           | Elección de los participantes Elección de Simon Fuller Canción final           | Elección de los participantes Elección de Simon Fuller Canción final           | Elección de los participantes Elección de Simon Fuller Canción final           | Elección de los participantes Elección de Simon Fuller Canción final           | Elección de los participantes Elección de Simon Fuller Canción final           | Elección de los participantes Elección de Simon Fuller Canción final           | Elección de los participantes Elección de Simon Fuller Canción final           | Elección de los participantes Elección de Simon Fuller Canción final           | Elección de los participantes Elección de Simon Fuller Canción final           | Elección de los participantes Elección de Simon Fuller Canción final           | Elección de los participantes Elección de Simon Fuller Canción final           | Elección de los participantes Elección de Simon Fuller Canción final           | Elección de los participantes Elección de Simon Fuller Canción final           | Elección de los participantes Elección de Simon Fuller Canción final           | Elección de los participantes Elección de Simon Fuller Canción final           | Elección de los participantes Elección de Simon Fuller Canción final           | Elección de los participantes Elección de Simon Fuller Canción final           | Elección de los participantes Elección de Simon Fuller Canción final           | Elección de los participantes Elección de Simon Fuller Canción final           | Elección de los participantes Elección de Simon Fuller Canción final           | Elección de los participantes Elección de Simon Fuller Canción final           | Elección de los participantes Elección de Simon Fuller Canción final           | Elección de los participantes Elección de Simon Fuller Canción final           | Elección de los participantes Elección de Simon Fuller Canción final           | Elección de los participantes Elección de Simon Fuller Canción final           | Elección de los participantes Elección de Simon Fuller Canción final           | Elección de los participantes Elección de Simon Fuller Canción final           | Elección de los participantes Elección de Simon Fuller Canción final           | Elección de los participantes Elección de Simon Fuller Canción final           | Elección de los participantes Elección de Simon Fuller Canción final           | Elección de los participantes Elección de Simon Fuller Canción final           | Elección de los participantes Elección de Simon Fuller Canción final           | Elección de los participantes Elección de Simon Fuller Canción final           | Elección de los participantes Elección de Simon Fuller Canción final           | Elección de los participantes Elección de Simon Fuller Canción final           | Elección de los participantes Elección de Simon Fuller Canción final           | Elección de los participantes Elección de Simon Fuller Canción final           | Elección de los participantes Elección de Simon Fuller Canción final           | Elección de los participantes Elección de Simon Fuller Canción final           | Elección de los participantes Elección de Simon Fuller Canción final           | Elección de los participantes Elección de Simon Fuller Canción final           | Elección de los participantes Elección de Simon Fuller Canción final           | Elección de los participantes Elección de Simon Fuller Canción final           | Elección de los participantes Elección de Simon Fuller Canción final           | Elección de los participantes Elección de Simon Fuller Canción final           | Elección de los participantes Elección de Simon Fuller Canción final           | Elección de los participantes Elección de Simon Fuller Canción final           | Elección de los participantes Elección de Simon Fuller Canción final           | Elección de los participantes Elección de Simon Fuller Canción final           | Elección de los participantes Elección de Simon Fuller Canción final           | Elección de los participantes Elección de Simon Fuller Canción final           | Elección de los participantes Elección de Simon Fuller Canción final           | Elección de los participantes Elección de Simon Fuller Canción final           | Elección de los participantes Elección de Simon Fuller Canción final           | Elección de los participantes Elección de Simon Fuller Canción final           | Elección de los participantes Elección de Simon Fuller Canción final           | Elección de los participantes Elección de Simon Fuller Canción final           | Elección de los participantes Elección de Simon Fuller Canción final           | Elección de los participantes Elección de Simon Fuller Canción final           | Elección de los participantes Elección de Simon Fuller Canción final           | Elección de los participantes Elección de Simon Fuller Canción final           | Elección de los participantes Elección de Simon Fuller Canción final           | Elección de los participantes Elección de Simon Fuller Canción final           | Elección de los participantes Elección de Simon Fuller Canción final           | Elección de los participantes Elección de Simon Fuller Canción final           | Elección de los participantes Elección de Simon Fuller Canción final           | Elección de los participantes Elección de Simon Fuller Canción final           | Elección de los participantes Elección de Simon Fuller Canción final           | Elección de los participantes Elección de Simon Fuller Canción final           | Elección de los participantes Elección de Simon Fuller Canción final           | Elección de los participantes Elección de Simon Fuller Canción final           | Elección de los participantes Elección de Simon Fuller Canción final           | Elección de los participantes Elección de Simon Fuller Canción final           | "Ain't No Sunshine" "What's Going On" No Boundaries" | "Ain't No Sunshine" "What's Going On" No Boundaries" | "Ain't No Sunshine" "What's Going On" No Boundaries" | "Ain't No Sunshine" "What's Going On" No Boundaries" | "Ain't No Sunshine" "What's Going On" No Boundaries" | "Ain't No Sunshine" "What's Going On" No Boundaries" | "Ain't No Sunshine" "What's Going On" No Boundaries" | "Ain't No Sunshine" "What's Going On" No Boundaries" | "Ain't No Sunshine" "What's Going On" No Boundaries" | "Ain't No Sunshine" "What's Going On" No Boundaries" | "Ain't No Sunshine" "What's Going On" No Boundaries" | "Ain't No Sunshine" "What's Going On" No Boundaries" | "Ain't No Sunshine" "What's Going On" No Boundaries" | "Ain't No Sunshine" "What's Going On" No Boundaries" | "Ain't No Sunshine" "What's Going On" No Boundaries" | "Ain't No Sunshine" "What's Going On" No Boundaries" | "Ain't No Sunshine" "What's Going On" No Boundaries" | "Ain't No Sunshine" "What's Going On" No Boundaries" | "Ain't No Sunshine" "What's Going On" No Boundaries" | "Ain't No Sunshine" "What's Going On" No Boundaries" | "Ain't No Sunshine" "What's Going On" No Boundaries" | "Ain't No Sunshine" "What's Going On" No Boundaries" | "Ain't No Sunshine" "What's Going On" No Boundaries" | "Ain't No Sunshine" "What's Going On" No Boundaries" | "Ain't No Sunshine" "What's Going On" No Boundaries" | "Ain't No Sunshine" "What's Going On" No Boundaries" | "Ain't No Sunshine" "What's Going On" No Boundaries" | "Ain't No Sunshine" "What's Going On" No Boundaries" | "Ain't No Sunshine" "What's Going On" No Boundaries" | "Ain't No Sunshine" "What's Going On" No Boundaries" | "Ain't No Sunshine" "What's Going On" No Boundaries" | "Ain't No Sunshine" "What's Going On" No Boundaries" | "Ain't No Sunshine" "What's Going On" No Boundaries" | "Ain't No Sunshine" "What's Going On" No Boundaries" | "Ain't No Sunshine" "What's Going On" No Boundaries" | "Ain't No Sunshine" "What's Going On" No Boundaries" | "Ain't No Sunshine" "What's Going On" No Boundaries" | "Ain't No Sunshine" "What's Going On" No Boundaries" | "Ain't No Sunshine" "What's Going On" No Boundaries" | "Ain't No Sunshine" "What's Going On" No Boundaries" | "Ain't No Sunshine" "What's Going On" No Boundaries" | "Ain't No Sunshine" "What's Going On" No Boundaries" | "Ain't No Sunshine" "What's Going On" No Boundaries" | "Ain't No Sunshine" "What's Going On" No Boundaries" | "Ain't No Sunshine" "What's Going On" No Boundaries" | "Ain't No Sunshine" "What's Going On" No Boundaries" | "Ain't No Sunshine" "What's Going On" No Boundaries" | "Ain't No Sunshine" "What's Going On" No Boundaries" | "Ain't No Sunshine" "What's Going On" No Boundaries" | "Ain't No Sunshine" "What's Going On" No Boundaries" | "Ain't No Sunshine" "What's Going On" No Boundaries" | "Ain't No Sunshine" "What's Going On" No Boundaries" | "Ain't No Sunshine" "What's Going On" No Boundaries" | "Ain't No Sunshine" "What's Going On" No Boundaries" | "Ain't No Sunshine" "What's Going On" No Boundaries" | "Ain't No Sunshine" "What's Going On" No Boundaries" | "Ain't No Sunshine" "What's Going On" No Boundaries" | "Ain't No Sunshine" "What's Going On" No Boundaries" | "Ain't No Sunshine" "What's Going On" No Boundaries" | "Ain't No Sunshine" "What's Going On" No Boundaries" | "Ain't No Sunshine" "What's Going On" No Boundaries" | "Ain't No Sunshine" "What's Going On" No Boundaries" | "Ain't No Sunshine" "What's Going On" No Boundaries" | "Ain't No Sunshine" "What's Going On" No Boundaries" | "Ain't No Sunshine" "What's Going On" No Boundaries" | "Ain't No Sunshine" "What's Going On" No Boundaries" | "Ain't No Sunshine" "What's Going On" No Boundaries" | "Ain't No Sunshine" "What's Going On" No Boundaries" | "Ain't No Sunshine" "What's Going On" No Boundaries" | "Ain't No Sunshine" "What's Going On" No Boundaries" | "Ain't No Sunshine" "What's Going On" No Boundaries" | "Ain't No Sunshine" "What's Going On" No Boundaries" | "Ain't No Sunshine" "What's Going On" No Boundaries" | "Ain't No Sunshine" "What's Going On" No Boundaries" | "Ain't No Sunshine" "What's Going On" No Boundaries" | "Ain't No Sunshine" "What's Going On" No Boundaries" | "Ain't No Sunshine" "What's Going On" No Boundaries" | "Ain't No Sunshine" "What's Going On" No Boundaries" | "Ain't No Sunshine" "What's Going On" No Boundaries" | "Ain't No Sunshine" "What's Going On" No Boundaries" | "Ain't No Sunshine" "What's Going On" No Boundaries" | "Ain't No Sunshine" "What's Going On" No Boundaries" | "Ain't No Sunshine" "What's Going On" No Boundaries" | "Ain't No Sunshine" "What's Going On" No Boundaries" | "Ain't No Sunshine" "What's Going On" No Boundaries" | "Ain't No Sunshine" "What's Going On" No Boundaries" | "Ain't No Sunshine" "What's Going On" No Boundaries" | "Ain't No Sunshine" "What's Going On" No Boundaries" | "Ain't No Sunshine" "What's Going On" No Boundaries" | "Ain't No Sunshine" "What's Going On" No Boundaries" | "Ain't No Sunshine" "What's Going On" No Boundaries" | "Ain't No Sunshine" "What's Going On" No Boundaries" | "Ain't No Sunshine" "What's Going On" No Boundaries" | "Ain't No Sunshine" "What's Going On" No Boundaries" | "Ain't No Sunshine" "What's Going On" No Boundaries" | "Ain't No Sunshine" "What's Going On" No Boundaries" | "Ain't No Sunshine" "What's Going On" No Boundaries" | "Ain't No Sunshine" "What's Going On" No Boundaries" | "Ain't No Sunshine" "What's Going On" No Boundaries" | "Ain't No Sunshine" "What's Going On" No Boundaries" | Bill Withers Marvin Gaye Kris Allen & Adam Lambert | Bill Withers Marvin Gaye Kris Allen & Adam Lambert | Bill Withers Marvin Gaye Kris Allen & Adam Lambert | Bill Withers Marvin Gaye Kris Allen & Adam Lambert | Bill Withers Marvin Gaye Kris Allen & Adam Lambert | Bill Withers Marvin Gaye Kris Allen & Adam Lambert | Bill Withers Marvin Gaye Kris Allen & Adam Lambert | Bill Withers Marvin Gaye Kris Allen & Adam Lambert | Bill Withers Marvin Gaye Kris Allen & Adam Lambert | Bill Withers Marvin Gaye Kris Allen & Adam Lambert | Bill Withers Marvin Gaye Kris Allen & Adam Lambert | Bill Withers Marvin Gaye Kris Allen & Adam Lambert | Bill Withers Marvin Gaye Kris Allen & Adam Lambert | Bill Withers Marvin Gaye Kris Allen & Adam Lambert | Bill Withers Marvin Gaye Kris Allen & Adam Lambert | Bill Withers Marvin Gaye Kris Allen & Adam Lambert | Bill Withers Marvin Gaye Kris Allen & Adam Lambert | Bill Withers Marvin Gaye Kris Allen & Adam Lambert | Bill Withers Marvin Gaye Kris Allen & Adam Lambert | Bill Withers Marvin Gaye Kris Allen & Adam Lambert | Bill Withers Marvin Gaye Kris Allen & Adam Lambert | Bill Withers Marvin Gaye Kris Allen & Adam Lambert | Bill Withers Marvin Gaye Kris Allen & Adam Lambert | Bill Withers Marvin Gaye Kris Allen & Adam Lambert | Bill Withers Marvin Gaye Kris Allen & Adam Lambert | Bill Withers Marvin Gaye Kris Allen & Adam Lambert | Bill Withers Marvin Gaye Kris Allen & Adam Lambert | Bill Withers Marvin Gaye Kris Allen & Adam Lambert | Bill Withers Marvin Gaye Kris Allen & Adam Lambert | Bill Withers Marvin Gaye Kris Allen & Adam Lambert | Bill Withers Marvin Gaye Kris Allen & Adam Lambert | Bill Withers Marvin Gaye Kris Allen & Adam Lambert | Bill Withers Marvin Gaye Kris Allen & Adam Lambert | Bill Withers Marvin Gaye Kris Allen & Adam Lambert | Bill Withers Marvin Gaye Kris Allen & Adam Lambert | Bill Withers Marvin Gaye Kris Allen & Adam Lambert | Bill Withers Marvin Gaye Kris Allen & Adam Lambert | Bill Withers Marvin Gaye Kris Allen & Adam Lambert | Bill Withers Marvin Gaye Kris Allen & Adam Lambert | Bill Withers Marvin Gaye Kris Allen & Adam Lambert | Bill Withers Marvin Gaye Kris Allen & Adam Lambert | Bill Withers Marvin Gaye Kris Allen & Adam Lambert | Bill Withers Marvin Gaye Kris Allen & Adam Lambert | Bill Withers Marvin Gaye Kris Allen & Adam Lambert | Bill Withers Marvin Gaye Kris Allen & Adam Lambert | Bill Withers Marvin Gaye Kris Allen & Adam Lambert | Bill Withers Marvin Gaye Kris Allen & Adam Lambert | Bill Withers Marvin Gaye Kris Allen & Adam Lambert | Bill Withers Marvin Gaye Kris Allen & Adam Lambert | Bill Withers Marvin Gaye Kris Allen & Adam Lambert | Bill Withers Marvin Gaye Kris Allen & Adam Lambert | Bill Withers Marvin Gaye Kris Allen & Adam Lambert | Bill Withers Marvin Gaye Kris Allen & Adam Lambert | Bill Withers Marvin Gaye Kris Allen & Adam Lambert | Bill Withers Marvin Gaye Kris Allen & Adam Lambert | Bill Withers Marvin Gaye Kris Allen & Adam Lambert | Bill Withers Marvin Gaye Kris Allen & Adam Lambert | Bill Withers Marvin Gaye Kris Allen & Adam Lambert | Bill Withers Marvin Gaye Kris Allen & Adam Lambert | Bill Withers Marvin Gaye Kris Allen & Adam Lambert | Bill Withers Marvin Gaye Kris Allen & Adam Lambert | Bill Withers Marvin Gaye Kris Allen & Adam Lambert | Bill Withers Marvin Gaye Kris Allen & Adam Lambert | Bill Withers Marvin Gaye Kris Allen & Adam Lambert | Bill Withers Marvin Gaye Kris Allen & Adam Lambert | Bill Withers Marvin Gaye Kris Allen & Adam Lambert | Bill Withers Marvin Gaye Kris Allen & Adam Lambert | Bill Withers Marvin Gaye Kris Allen & Adam Lambert | Bill Withers Marvin Gaye Kris Allen & Adam Lambert | Bill Withers Marvin Gaye Kris Allen & Adam Lambert | Bill Withers Marvin Gaye Kris Allen & Adam Lambert | Bill Withers Marvin Gaye Kris Allen & Adam Lambert | Bill Withers Marvin Gaye Kris Allen & Adam Lambert | Bill Withers Marvin Gaye Kris Allen & Adam Lambert | Bill Withers Marvin Gaye Kris Allen & Adam Lambert | Bill Withers Marvin Gaye Kris Allen & Adam Lambert | Bill Withers Marvin Gaye Kris Allen & Adam Lambert | Bill Withers Marvin Gaye Kris Allen & Adam Lambert | Bill Withers Marvin Gaye Kris Allen & Adam Lambert | Bill Withers Marvin Gaye Kris Allen & Adam Lambert | Bill Withers Marvin Gaye Kris Allen & Adam Lambert | Bill Withers Marvin Gaye Kris Allen & Adam Lambert | Bill Withers Marvin Gaye Kris Allen & Adam Lambert | Bill Withers Marvin Gaye Kris Allen & Adam Lambert | Bill Withers Marvin Gaye Kris Allen & Adam Lambert | Bill Withers Marvin Gaye Kris Allen & Adam Lambert | Bill Withers Marvin Gaye Kris Allen & Adam Lambert | Bill Withers Marvin Gaye Kris Allen & Adam Lambert | Bill Withers Marvin Gaye Kris Allen & Adam Lambert | Bill Withers Marvin Gaye Kris Allen & Adam Lambert | Bill Withers Marvin Gaye Kris Allen & Adam Lambert | Bill Withers Marvin Gaye Kris Allen & Adam Lambert | Bill Withers Marvin Gaye Kris Allen & Adam Lambert | Bill Withers Marvin Gaye Kris Allen & Adam Lambert | Bill Withers Marvin Gaye Kris Allen & Adam Lambert | Bill Withers Marvin Gaye Kris Allen & Adam Lambert | Bill Withers Marvin Gaye Kris Allen & Adam Lambert | Bill Withers Marvin Gaye Kris Allen & Adam Lambert | Bill Withers Marvin Gaye Kris Allen & Adam Lambert | Bill Withers Marvin Gaye Kris Allen & Adam Lambert | 2 4 6   | 2 4 6   | 2 4 6   | 2 4 6   | 2 4 6   | 2 4 6   | 2 4 6   | 2 4 6   | 2 4 6   | 2 4 6   | 2 4 6   | 2 4 6   | 2 4 6   | 2 4 6   | 2 4 6   | 2 4 6   | 2 4 6   | 2 4 6   | 2 4 6   | 2 4 6   | 2 4 6   | 2 4 6   | 2 4 6   | 2 4 6   | 2 4 6   | 2 4 6   | 2 4 6   | 2 4 6   | 2 4 6   | 2 4 6   | 2 4 6   | 2 4 6   | 2 4 6   | 2 4 6   | 2 4 6   | 2 4 6   | 2 4 6   | 2 4 6   | 2 4 6   | 2 4 6   | 2 4 6   | 2 4 6   | 2 4 6   | 2 4 6   | 2 4 6   | 2 4 6   | 2 4 6   | 2 4 6   | 2 4 6   | 2 4 6   | 2 4 6   | 2 4 6   | 2 4 6   | 2 4 6   | 2 4 6   | 2 4 6   | 2 4 6   | 2 4 6   | 2 4 6   | 2 4 6   | 2 4 6   | 2 4 6   | 2 4 6   | 2 4 6   | 2 4 6   | 2 4 6   | 2 4 6   | 2 4 6   | 2 4 6   | 2 4 6   | 2 4 6   | 2 4 6   | 2 4 6   | 2 4 6   | 2 4 6   | 2 4 6   | 2 4 6   | 2 4 6   | 2 4 6   | 2 4 6   | 2 4 6   | 2 4 6   | 2 4 6   | 2 4 6   | 2 4 6   | 2 4 6   | 2 4 6   | 2 4 6   | 2 4 6   | 2 4 6   | 2 4 6   | 2 4 6   | 2 4 6   | 2 4 6   | 2 4 6   | 2 4 6   | 2 4 6   | 2 4 6   | 2 4 6   | 2 4 6   | Winner                    | Winner                    | Winner                    | Winner                    | Winner                    | Winner                    | Winner                    | Winner                    | Winner                    | Winner                    | Winner                    | Winner                    | Winner                    | Winner                    | Winner                    | Winner                    | Winner                    | Winner                    | Winner                    | Winner                    | Winner                    | Winner                    | Winner                    | Winner                    | Winner                    | Winner                    | Winner                    | Winner                    | Winner                    | Winner                    | Winner                    | Winner                    | Winner                    | Winner                    | Winner                    | Winner                    | Winner                    | Winner                    | Winner                    | Winner                    | Winner                    | Winner                    | Winner                    | Winner                    | Winner                    | Winner                    | Winner                    | Winner                    | Winner                    | Winner                    | Winner                    | Winner                    | Winner                    | Winner                    | Winner                    | Winner                    | Winner                    | Winner                    | Winner                    | Winner                    | Winner                    | Winner                    | Winner                    | Winner                    | Winner                    | Winner                    | Winner                    | Winner                    | Winner                    | Winner                    | Winner                    | Winner                    | Winner                    | Winner                    | Winner                    | Winner                    | Winner                    | Winner                    | Winner                    | Winner                    | Winner                    | Winner                    | Winner                    | Winner                    | Winner                    | Winner                    | Winner                    | Winner                    | Winner                    | Winner                    | Winner                    | Winner                    | Winner                    | Winner                    | Winner                    | Winner                    | Winner                    | Winner                    | Winner                    | Winner                    |

1. ↑  Debido a que los jueces usaron su poder para salvar a Matt Giraud, el Top 7 permaneció intacto durante otra semana.
2. ↑  Fue anunciado que Allison Iraheta recibió el menor número de votos esa semana. Los otros dos miembros menos votados jamás fueron revelados, y los participantes a salvo fueron anunciados en un orden aleatorio.

## Discografía

### Álbumes de estudio
| Año                                    | Detalles del Álbum                                                                                               | Posiciones peak en los Charts | Posiciones peak en los Charts | Certificación (ventas)       |
| Año                                    | Detalles del Álbum                                                                                               | US                            | CAN                           | Certificación (ventas)       |
| -------------------------------------- | --- | ----------------------------- | ----------------------------- | ---------------------------- |
| 2007                                   | Brand New Shoes - Lanzamiento: 2007 - Discográfica: Independiente - Formato: CD, lanzamiento independiente       | —                             | —                             | - Ventas en EE. UU.: 600     |
| 2009                                   | Kris Allen - Lanzamiento: 17 de noviembre de 2009 - Discográfica: Jive/19 - Formato: CD, descarga digital        | 11                            | 50                            | - Ventas en EE. UU.: 305,000 |
| 2012                                   | Thank You Camellia - Lanzamiento: 22 de mayo de 2012 - Discográfica: RCA Records - Formato: CD, descarga digital | 26                            | 26                            | - Ventas en EE. UU.: 194,465 |
| "—" denota que no entró en los charts. | |                               |                               |                              |

### Sencillos
| Año                                    | Sencillo                            | Posiciones peak en los Charts | Posiciones peak en los Charts | Posiciones peak en los Charts | Posiciones peak en los Charts | Posiciones peak en los Charts | Posiciones peak en los Charts | Posiciones peak en los Charts | Posiciones peak en los Charts | Album                     |
| Año                                    | Sencillo                            | US                            | US AC                         | US Adult                      | US Pop                        | US Christ                     | CAN                           | UK                            | NZ                            | Album                     |
| -------------------------------------- | ----------------------------------- | ----------------------------- | ----------------------------- | ----------------------------- | ----------------------------- | ----------------------------- | ----------------------------- | ----------------------------- | ----------------------------- | ------------------------- |
| 2009                                   | "No Boundaries"                     | 11                            | 23                            | —                             | —                             | —                             | 13                            | 92                            | —                             | American Idol Temporada 8 |
| 2009                                   | "Live Like We're Dying"             | 18                            | 10                            | 3                             | 10                            | 21                            | 41                            | —                             | 18                            | Kris Allen                |
| 2010                                   | "The Truth" (featuring Pat Monahan) | —                             | —                             | 29                            | —                             | —                             | —                             | —                             | —                             | Kris Allen                |
| "—" denota que no entró en los charts. |                                     |                               |                               |                               |                               |                               |                               |                               |                               |                           |